# Хронологія битви за Атлантику (1939—1945)

Карта битви за Атлантику. 1941

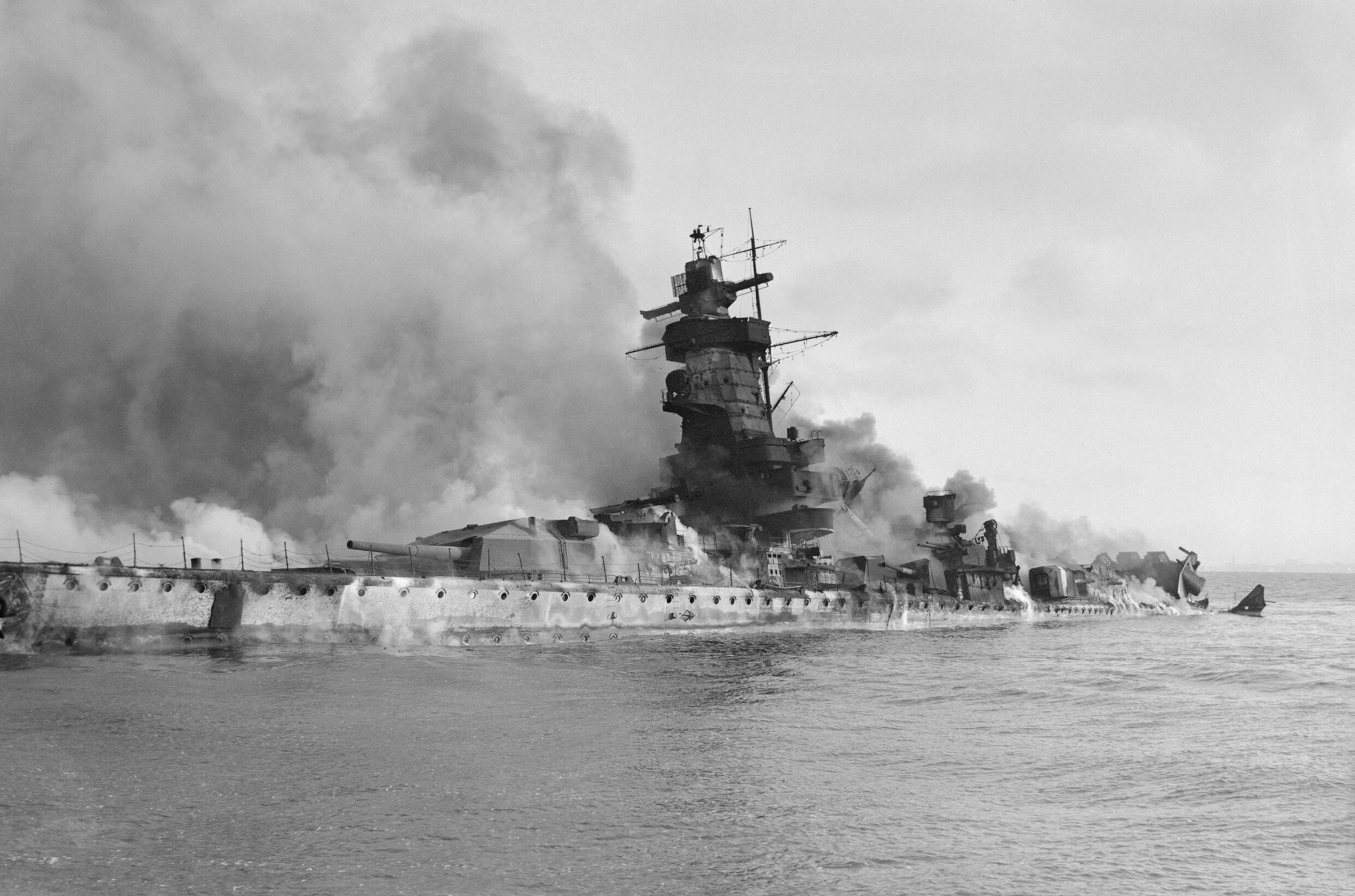
Важкий крейсер «Адмірал граф Шпеє» після битви біля Ла-Плати. 17 грудня 1939

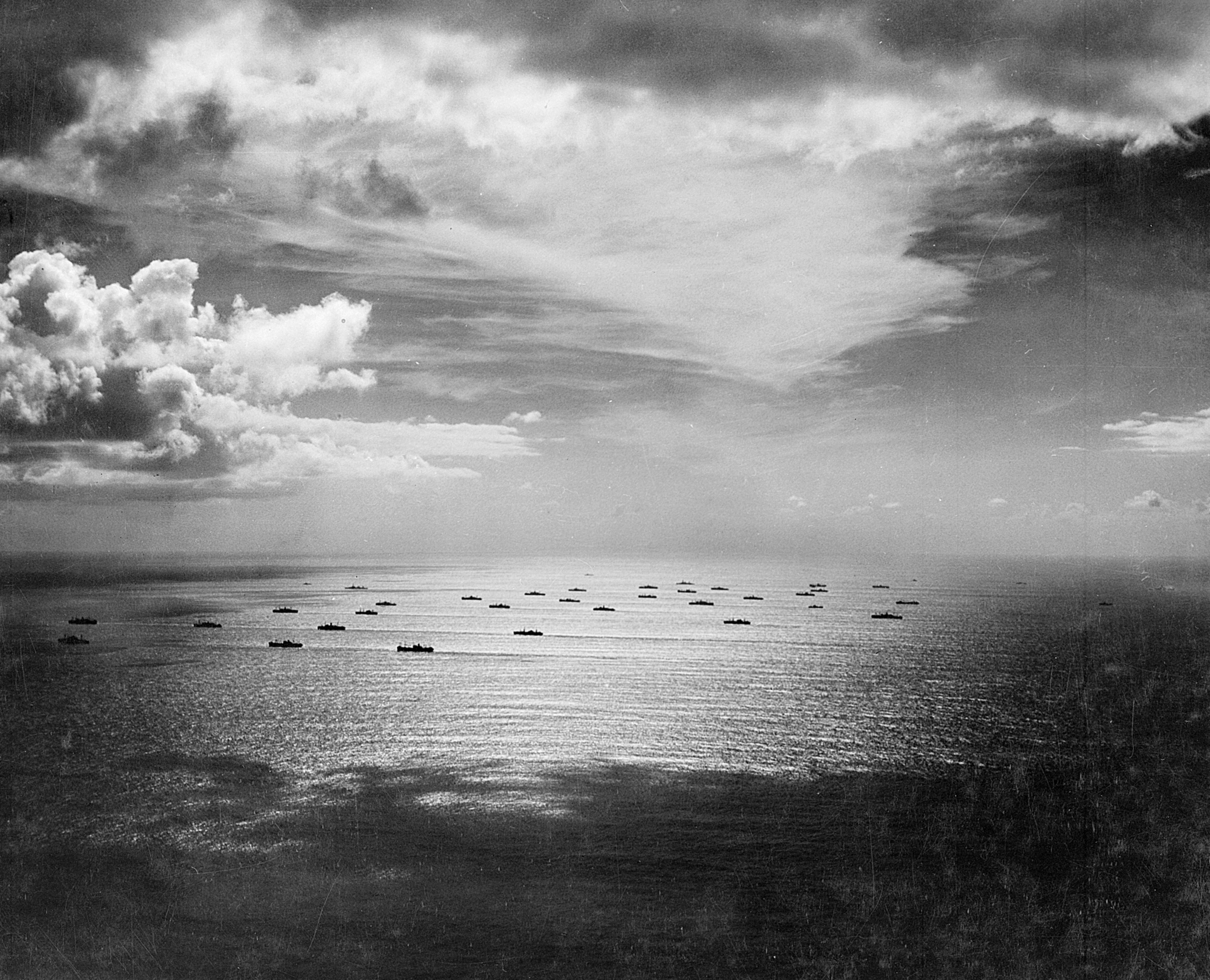
Транспортний конвой UGF 1 з військами десанту на борту, вирушає в бік Касабланки, листопад 1942

Хронологія битви за Атлантику в Другій світовій війні — послідовність подій, які відбувалися у хронологічному порядку за часом, розпочинаючи з підготовки та розгортання визначеного компоненту німецького надводного та підводного флоту в Атлантичному океані та прилеглих морях напередодні Другої світової війни до подій, що ознаменували завершення війни.

## 1939

### До початку воєнних дій в Атлантиці
| 16 травня | Грос-адмірал Е.Редер представив А.Гітлеру план стратегічного розгортання Крігсмаріне з початком війни проти Польщі в Балтійському морі та проти Великої Британії і Франції в Атлантичному океані                                                    | Берлін                       |
| 19 серпня | Командири 21 німецької субмарини отримали розпорядження вищого командування на підготовку до бойових дій. П'ять німецьких підводних човнів з Кіля та дев'ять з Вільгельмсгафена отримали накази на вихід на визначені позиції у Північній Атлантиці | Північна Атлантика           |
| 19 серпня | Два важкі крейсери, «Адмірал граф Шпеє» та «Дойчланд» отримали накази на перехід до Бразилії й у Північну Атлантику відповідно | Бразилія, Північна Атлантика |
| 21 серпня | Важкий крейсер «Адмірал граф Шпеє» вийшов з ВМБ Вільгельмсгафен до Південної Атлантики | Атлантика                    |
| 24 серпня | Важкий крейсер «Дойчланд» вийшов з ВМБ Вільгельмсгафен у північні води Атлантичного океану | Атлантика                    |
| 30 серпня | Важкий крейсер «Дойчланд» з допоміжним судном Westerwald вийшли у визначений район південніше Гренландії | Ґренландія                   |

### Вересень

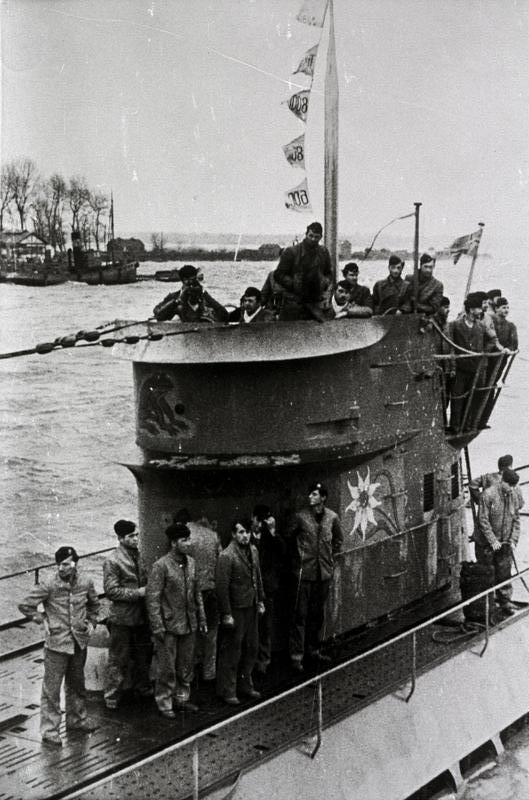
U-124 повернувся з бойового походу. 17 січня 1941

| Дата | Подія | Регіон (місце)           |
| --- | --- | ------------------------ |
| 3 вересня | О 19:39 Німецький підводний човен U-30 під командуванням капітан-лейтенанта Ф.-Ю. Лемпа західніше Ірландії затопив перше судно у війні — британський пасажирський лайнер «Атенія» з 1 418 пасажирами на борту. Загинуло 117 цивільних осіб, що перебували на борту лайнера. Британський уряд розцінив це як початок необмеженої підводної війни. Початок битви за Атлантику | Північна Атлантика       |
| 3 вересня | Німецький пароплав Hannah Böge затриманий британським есмінцем «Сомалі» південніше Ісландії й оголошений призом Королівського флоту, ставши першим призовим судном британських ВМС у війні | Ісландія                 |
| 3 вересня | Німецьке вантажне судно SS Olinda затримане британським крейсером «Аякс» на річці Ла-Плата та затоплене через неможливість узяти його призом | Ла-Плата                 |
| 4 вересня | А.Гітлер віддав наказ про заборону атак на пасажирські судна | Німеччина                |
| 4 вересня | Британський легкий крейсер «Аякс» потопив німецьке вантажне судно Carl Fritzen поблизу Монтевідео | Уругвай                  |
| 4 вересня | Британський легкий крейсер «Саутгемптон» зупинив німецьке вантажне судно MS Johannes Molkenbuhr біля норвезького півострову Стад; судно затоплене вогнем британського лідера есмінців «Джервіс» | Норвезьке море           |
| 5 вересня | Британський легкий крейсер «Нептун» зупинив та потопив німецьке суховантажне судно Inn поблизу Канарських островів | Канарські острови        |
| 5 вересня | Німецький ПЧ U-47 капітан-лейтенанта Г. Пріна зупинив та потопив на відстані 120 миль від іспанського мису Ортегаль британське суховантажне судно SS Bosnia з вантажем сірки. Перше вантажне судно, потоплене в роки Другої світової війни | Іспанія                  |
| 7 вересня | А.Гітлер віддав наказ Е.Редеру утримуватися від атак ПЧ на британські і французькі кораблі |                          |
| 7 вересня | Від Британських островів вийшов перший конвой у війні: OA з портів Ла-Маншу, OB — з Ліверпуля та OG до Гібралтару | Британські острови       |
| 8 вересня | На власному мінному полі, встановленому неподалік від острову Терсхеллінг, у голландській провінції Фрисландія, підірвався та затонув нідерландський тральщик «Віллем ван Евійк». Загинуло 33 члени екіпажу з командиром корабля. Перший бойовий корабель, що загинув у ході битви                                                                                          | Голландія                |

Атака U-47 на лінійний корабель «Роял Оук». 14 жовтня 1939

| 9 вересня | Для керівництва захистом морських комунікацій у Північній Атлантиці, між Великою Британією та Північною Америкою до широти мису Фіністерре засноване Командування Західних підходів | Західні підходи          |
| 10 вересня | Внаслідок «дружнього вогню» загинув британський підводний човен «Окслі». «Тритон» залпом трьома торпедами знищив субмарину неподалік від норвезького узбережжя Ругаланна |                          |
| 13 вересня | U-27 оберлейтенанта-цур-зее Й. Франца поблизу ірландського острову Торі затопив британський військовий траулер Davara. Перший бойовий корабель, що був знищений у ході битви в результаті впливу противника | Ірландія                 |
| 14 вересня | U-39 корветтен-капітана Г.Глаттеса невдало провів атаку британського авіаносця «Арк Роял» на Роколі. У відповідь есмінці ескорту «Фокнор», «Файрдрейк» і «Фоксхаунд» потопили U-39 глибинними бомбами. Перший німецький підводний човен затоплений у роки війни. | Рокол                    |
| 14 вересня | Перший конвой SL вийшов з Фрітауна | Сьєрра-Леоне             |
| 16 вересня | Перший союзний конвой з Галіфакса, Нова Шотландія вийшов у море. Конвой HX 1 з 18 транспортних суден у супроводі канадських есмінців «Сен-Лорен» і «Сагне» вирушив в Атлантику, де їх зустріли важкі крейсери Королівського флоту «Бервік» і «Йорк» | Канада                   |
| 16 вересня | Вперше у війні німецьким підводним човном атакований транспортний конвой. Конвой OB 4 з Ліверпуля до Північної Америки був атакований U-31 капітан-лейтенанта Й.Габекоста, який потопив одне судно, 4 060 т суховантаж Aviemore | Британські острови       |
| 16 вересня | За один день німецькими підводними човнами U-13, U-41, U-33, U-31, U-27 потоплено 6 транспортних суден |                          |
| 17 вересня | U-29 капітан-лейтенанта О. Шугарта торпедував та потопив британський авіаносець «Корейджес» (22 500 т) | Південно-Західні підходи |
| 17 вересня | Перший швидкісний конвой HXF 1 вийшов під ескортом есмінця «Кресент» з Галіфакса | Канада                   |
| 20 вересня | U-27 затоплений північно-західніше шотландських берегів британськими есмінцями «Форчун» і «Форестер» | Шотландія                |
| 20 вересня | Прем'єр-міністр Великої Британії Н. Чемберлен оголосив, що з початку військових дій затоплено щонайменше 6 німецьких ПЧ | Велика Британія          |
| 23 вересня | Країнами Північної та Південної Америки проведена так звана Панамська конференція, що визначила 300-мильну зону від берегової лінії, заборонену для військових дій для будь-якої сторони | Панама                   |
| 30 вересня | Важкий крейсер «Адмірал граф Шпеє» потопив своє перше судно — британський пароплав SS Clement поблизу Пернамбуку | Бразилія                 |
| Загалом: за вересень 1939 року німцями потоплено 53 судна (195 000 тонн), 2 пошкоджено (16 916 тонн); 1 британський авіаносець; втрачено два ПЧ | |                          |

### Жовтень

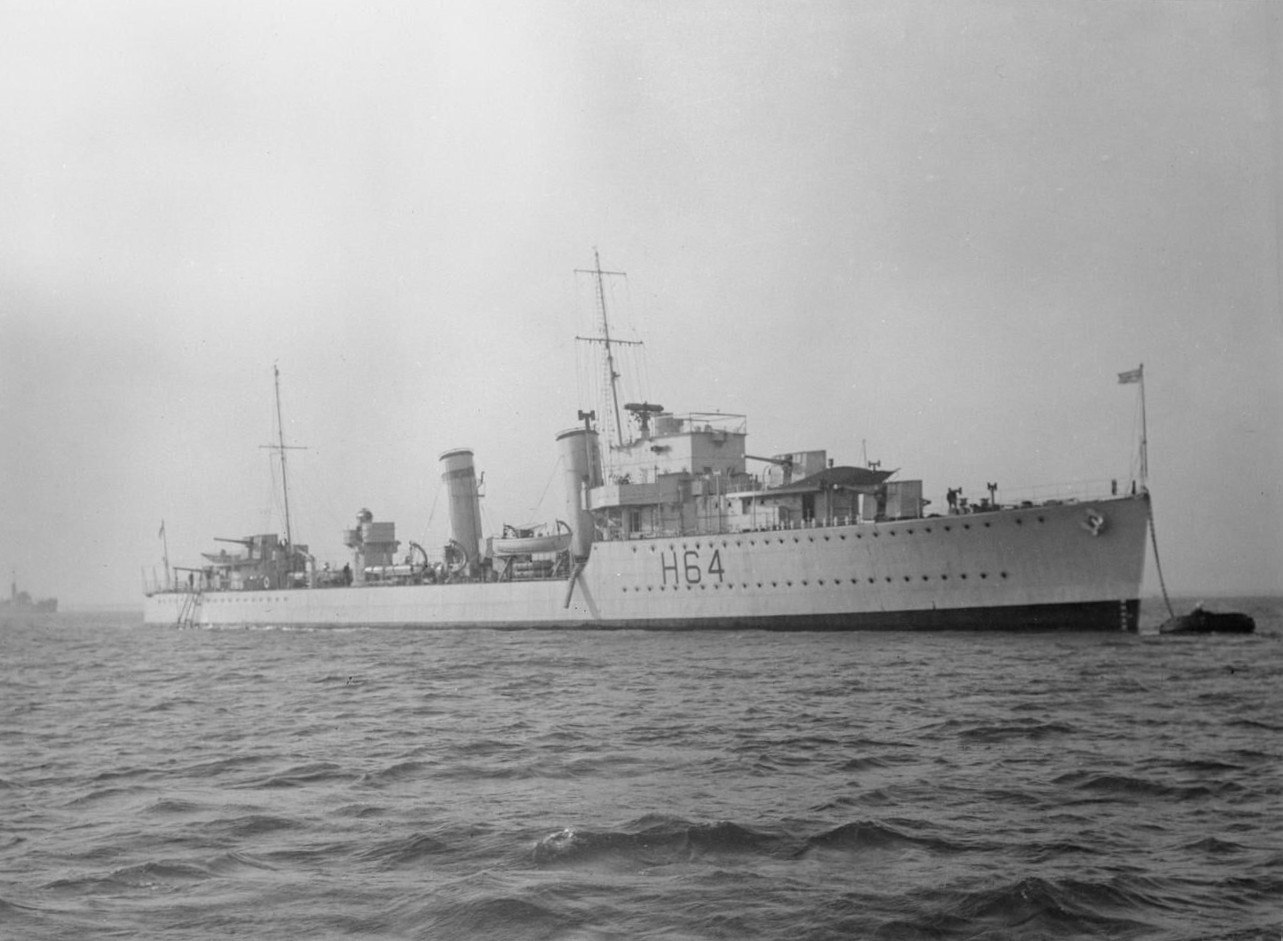
Британський есмінець «Дюшес»

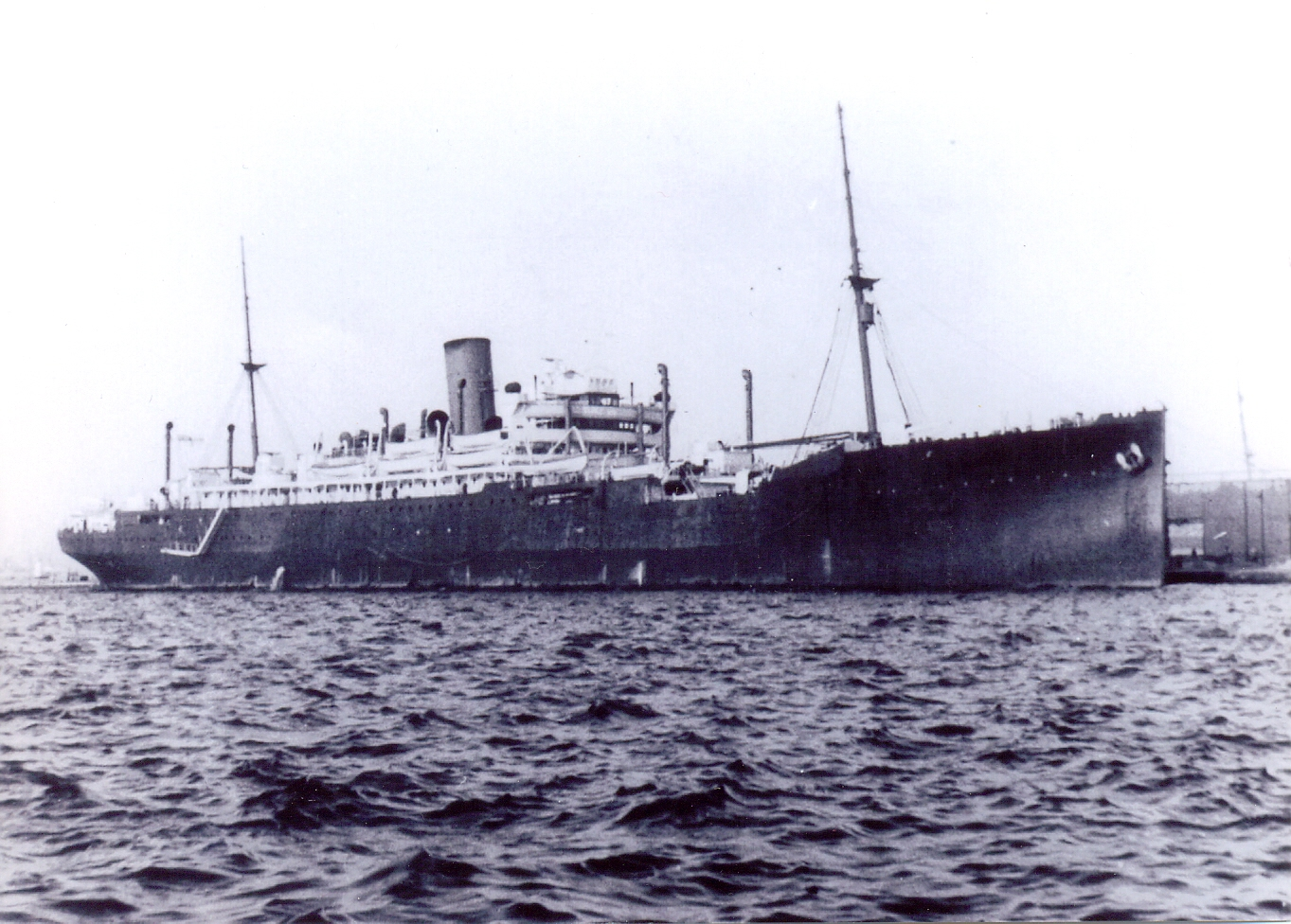
Допоміжний крейсер «Джервіс-Бей»

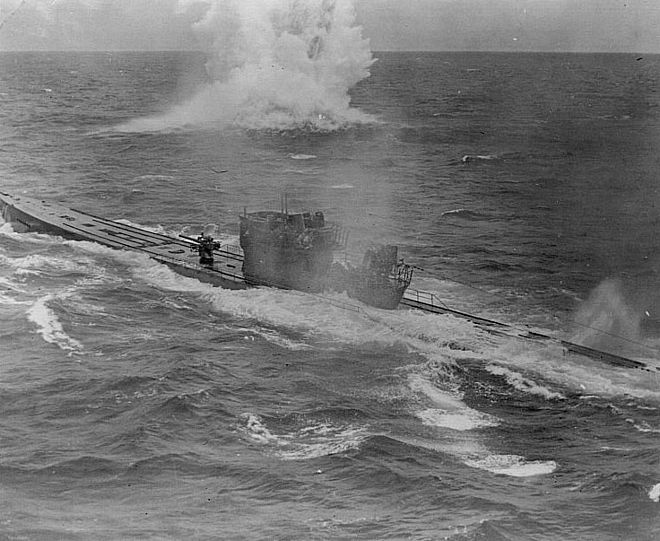
U-848 під атаками американських літаків. 5 листопада 1943

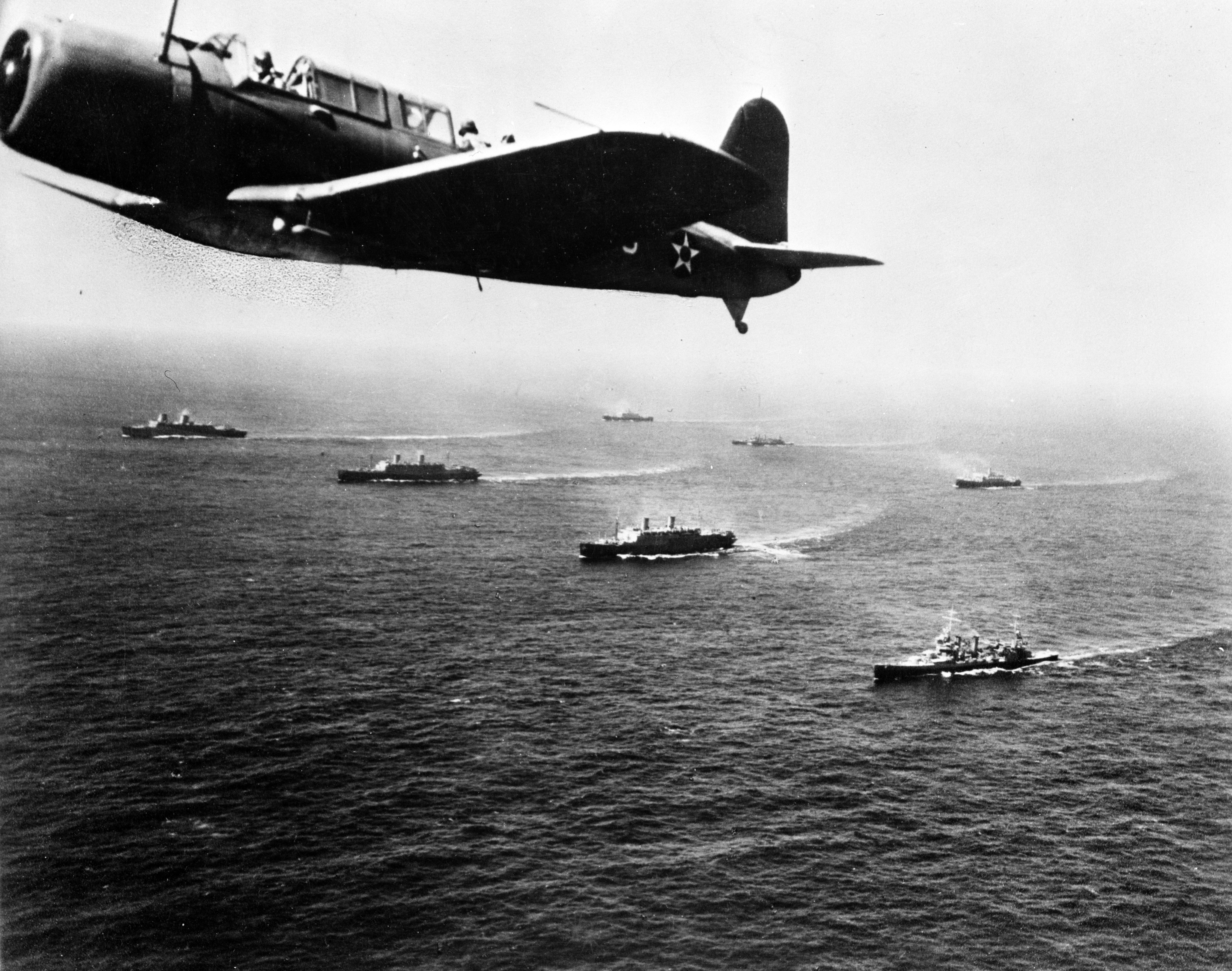
Союзний конвой у водах Атлантики

| Дата | Подія | Регіон (місце)      |
| --- | --- | ------------------- |
| 5 жовтня | Важкий крейсер «Дойчланд» потопив своє перше судно у війні — британське вантажне судно Stonegate | Північна Атлантика  |
| 8 жовтня | U-12 підірвався на мінному полі в Ла-Манші та затонув з усім екіпажем (перший випадок загибелі U-Boot на війні з усім екіпажем) | Ла-Манш             |
| 8 жовтня | Німецький лінійний корабель «Гнейзенау» у супроводі кораблів ескорту вийшов до норвезьких берегів для втягування британських кораблів Домашнього флоту в зону ураження підводних човнів та літаків. Британські «Худ», «Нельсон», «Ріпалс», «Родні» та «Роял Оак» з авіаносцем «Ф'юріос», крейсерами та есмінцями супроводження вийшли на перехват з різних позицій, але зіткнення не відбулося | Норвезьке море      |
| 9 жовтня | Британський легкий крейсер «Белфаст» зупинив німецький лайнер SS Cap Norte та захопив як призове судно |                     |

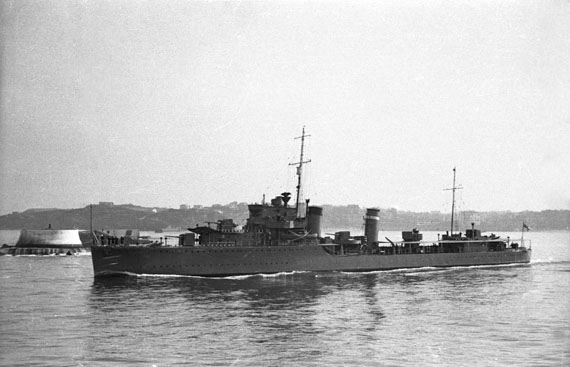
Британський лідер есмінців «Ексмут»

| 13 жовтня | Важкий крейсер «Дойчланд» потопив норвезьке вантажне судно Lorentz W. Hansen східніше Ньюфаундленда | Ньюфаундленд        |
| 13 жовтня | Німецький ПЧ U-40 капітан-лейтенанта В.Бартена підірвався на мінному полі в Ла-Манші та затонув. Три члени екіпажу врятувалися | Ла-Манш             |
| 13 жовтня | Німецький ПЧ U-42 капітан-лейтенанта Р.Дау потоплений південно-західніше Ірландії британськими есмінцями «Аймоген» та «Айлекс» | Ірландія            |
| 14 жовтня | Німецький ПЧ U-47 капітан-лейтенанта Г. Пріна потай пройшов усі британські загороджувальні системи на головній військово-морській базі Королівського флоту Британії Скапа-Флоу і потопив лінійний корабель «Роял Оук» | Скапа-Флоу          |
| 14 жовтня | Німецький ПЧ U-45 капітан-лейтенанта А.Гелгара потоплений у Північній Атлантиці південно-західніше Ірландії глибинними бомбами британських есмінців «Інглфілд», «Айвенго», «Інтрепід» та «Ікарус». Всі 38 членів екіпажу загинули | Ірландія            |
| 16 жовтня | Німецькі підводні човни розпочали застосування магнітних мін на транспортних комунікаціях, чим спричинили великі втрати серед транспортних суден союзників |                     |
| 16 жовтня | У результаті авіаційного нальоту Ju 88 на ВМБ Ферт-оф-Форт зазнали пошкоджень британські крейсери «Саутгемптон», «Единбург» та есмінець «Могаук» | Ферт-оф-Форт        |
| 17 жовтня | Чотири німецькі бомбардувальники Ju 88 ескадри KG 30 атакували старий британський лінійний корабель «Айрон Дюк», завдавши йому пошкоджень | Скапа-Флоу          |
| 21 жовтня | Люфтваффе розпочало регулярні авіаційні нальоти на конвої союзників в акваторії Атлантичного океану |                     |
| 23 жовтня | Німецький танкер SS «Еммі Фрідріх» перехоплений британським крейсером «Карадок» та канадським есмінцем «Сагне» та затоплений | Мексиканська затока |
| 24 жовтня | Німецький ПЧ U-37 капітан-лейтенанта В.Гартманна за один день потопив західніше Гібралтару три союзних судна | Гібралтар           |
| 25 жовтня | Німецький ПЧ U-16 капітан-лейтенанта Г.Веллнера ймовірно підірвався на міні східніше Дувра, намагаючись ухилитися від атак англійських кораблів. Всі 28 членів екіпажу загинули | Ла-Манш             |
| 31 жовтня | Французьке вантажне судно Baoulé (5 874 тонн) було потоплено в 45 милях від Ла-Корунья німецьким підводним човном U-25 капітан-лейтенанта В. Шютце | Іспанія             |
| Дата невідома | Перше у війні застосування німецькими підводними човнами тактики «вовчих зграй». «Вовча зграя Гартманн» діяла з жовтня 1939 до квітня 1940 року; потоплено сім суден у двох конвоях (KJF 3 та HG 3) і чотири судна, що пливли поодинці. Три з 6 німецьких ПЧ «зграї» були знищені союзниками                                                                                                   | Атлантика           |
| Загалом: за жовтень 1939 року німецькими ПЧ потоплено 46 суден (196 000 тонн), 1 британський лінійний корабель; німці втратили 5 ПЧ (2 в Атлантичному океані, 3 — біля берегів Британії) | |                     |

### Листопад

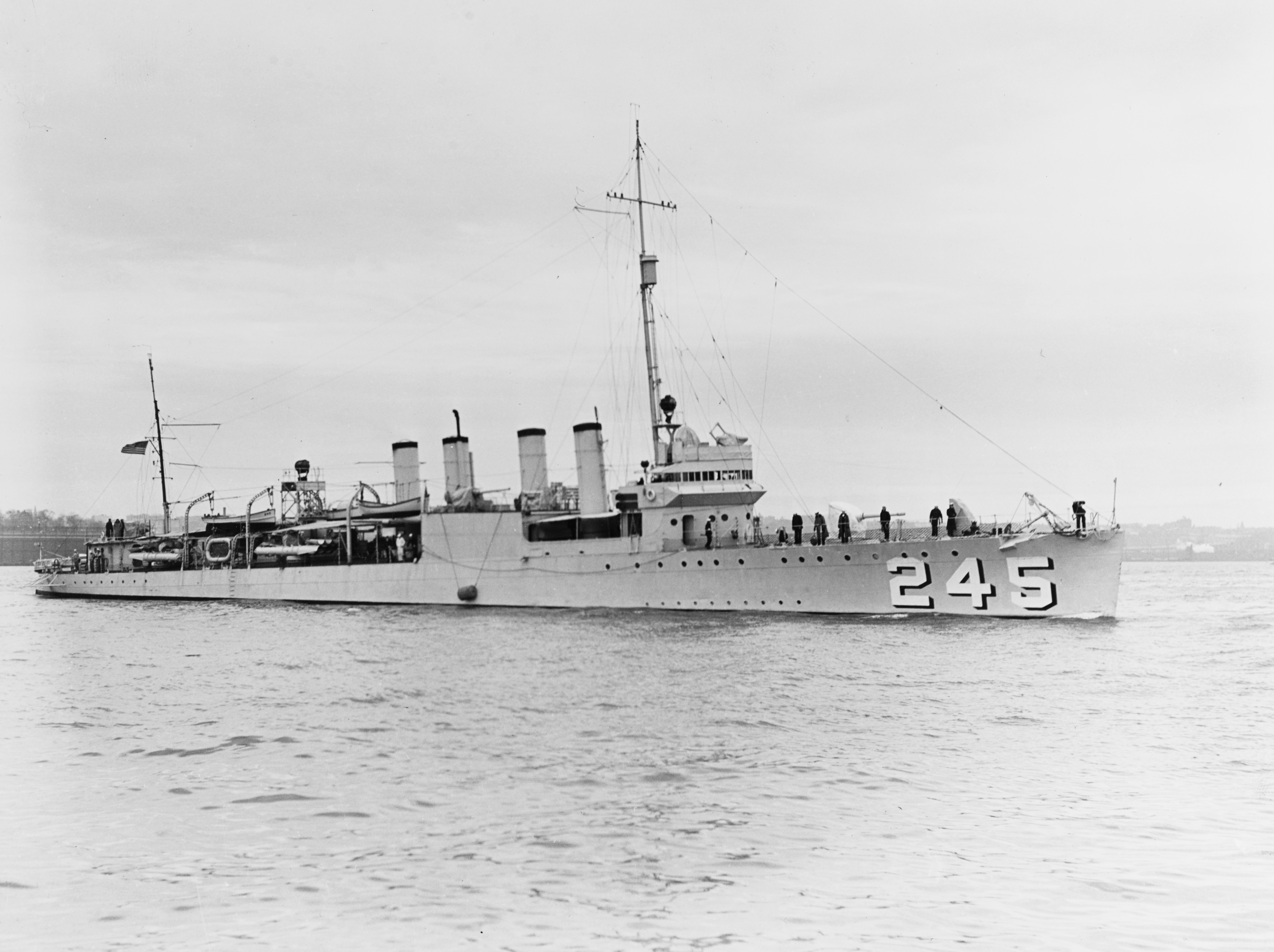
Американський есмінець «Рубен Джеймс»

| Дата | Подія | Регіон (місце)     |
| --- | --- | ------------------ |
| 1 листопада | Важкий крейсер «Дойчланд» отримав наказ на повернення до Німеччини. 8 листопада прибув до ВМБ | Північна Атлантика |
| 13 листопада | Британський есмінець «Бланш», під час руху з сістер-шипом «Базіліск» і мінним загороджувачем «Едвенчур», підірвався на міні, встановленої німецькими есмінцями в естуарії Темзи та затонув. Перший британський есмінець, утрачений під час війни                                                       | Темза              |
| 18 листопада | Голландський лайнер Simon Bolivar підірвався на німецькій магнітній міні в Ла-Манші, в 10 милях від Гаріджа, та затонув. 86 людей загинуло. Нідерланди висловили ноту протесту Німеччині за злочинне порушення міжнародного судноплавства                                                              | Ла-Манш            |
| 21 листопада | Британські крейсери «Саутгемптон» і «Белфаст» у супроводі есмінця «Афріді» вийшли з Ферт-оф-Форт, коли «Белфаст» наразився на міну, поставлену U-21. Внаслідок вибуху корабель дістав серйозні пошкодження                                                                                             | Ферт-оф-Форт       |
| 21 листопада | Британський есмінець «Джіпсі» підірвався на магнітній міні, поставленої німецькою авіацією на підході до Гаріджа | Британські острови |
| 23 листопада | Німецькі лінійні кораблі «Шарнгорст» та «Гнейзенау» в ході свого рейду потопили британський допоміжний крейсер «Равалпінді» | Північна Атлантика |
| 24 листопада | Німеччина видала офіційне попередження нейтральним країнам триматися осторонь британських та французьких берегів через загрозу бути затопленим німецькими підводними човнами чи авіацією | Німеччина          |
| 24 листопада | У відповідь на загрозу прориву німецького флоту у Північне море адмірал Ч. Форбс віддав наказ на вихід крейсерської групи з крейсерів «Сіерез», «Каліпсо», «Кардіфф», «Каледон», «Коломбо», «Ньюкасл», «Шеффілд», «Глазго», «Единбург», «Саутгемптон» і есмінця «Кінгстон» на перехват ворожої ескадри | Північне море      |
| 29 листопада | Німецький ПЧ U-35 у районі західніше від Бергена був атакований трьома британськими есмінцями «Ікарус», «Кашмир» та «Кінгстон». Сплив на поверхню і був затоплений екіпажем, який здався в полон | Північне море      |
| Загалом: за листопад 1939 року німецькими ВМС потоплено 49 суден (174 000 тонн), 1 британський допоміжний крейсер та 2 есмінці; німці втратили 1 ПЧ | |                    |

### Грудень
| Дата | Подія | Регіон (місце) |
| --- | --- | -------------- |
| 4 грудня | Німецький ПЧ U-36 біля норвезького порту Ставангер потоплений разом з усіма 40 членами екіпажу торпедою британського ПЧ «Салмон» | Норвезьке море |
| 4 грудня | Британський лінкор «Нельсон» наразився на магнітну міну, встановлену U-31 на вході до Лох Ю. Внаслідок вибуху отримав значні пошкодження | Шотландія      |
| 5 грудня | Німецький ПЧ U-47 потопив південніше Ірландії британське суховантажне судно SS Novasota зі складу конвою OB 46 | Ірландія       |
| 10 грудня | Від берегів Канади вперше відійшов транспортний конвой TC 1 з 7 400 військових на борту; до Європи перекидалася 1-ша канадська піхотна дивізія | Канада         |
| 12 грудня | Британський есмінець «Дюшес» затонув унаслідок зіткнення неподалік від Малл-оф-Кінтайр з лінійним кораблем «Барем». Загинуло 124 особи зі 145 членів екіпажу | Шотландія      |
| 13 грудня | Сталася битва біля Ла-Плати, перше велика морська битва Другої світової війни. Німецький важкий крейсер «Адмірал граф Шпеє», що проводив рейдові дії у Південній Атлантиці, був висліджений британською ескадрою з крейсерів «Ексетер», «Аякс» і «Акіліз», та в бою після отриманих пошкоджень був затоплений капітаном корабля | Ла-Плата       |
| 14 грудня | Британський ПЧ «Урсула» торпедною атакою затопив біля Гельголанда німецький ескортний корабель F-9. З кораблем затонуло 120 членів екіпажу. | Північне море  |
| 19 грудня | Німецький лайнер SS Columbus перехоплений британським есмінцем «Гіперіон» та затоплений командою східніше узбережжя Америки |                |
| 26 грудня | Британський ПЧ типу «T» «Тріумф» дивом уцілів після підриву на німецькій морській міні у Північному морі; носова частина була відірвана повністю. | Північне море  |
| Загалом: за грудень 1939 року німецькими ВМС потоплено 73 судна (190 000 тонн); німці втратили 1 кишеньковий лінкор та 1 ПЧ | |                |
| Загалом за 1939 рік: німецькими ВМС в Атлантиці потоплено 221 судно, 1 британський авіаносець; 1 британський лінійний корабель; 1 британський допоміжний крейсер; 2 британські есмінці; ВМС Третього Рейху втратили 1 кишеньковий лінкор та 9 ПЧ (204 члени екіпажів загинуло та 148 осіб врятовані) | |                |

## 1940

### Січень

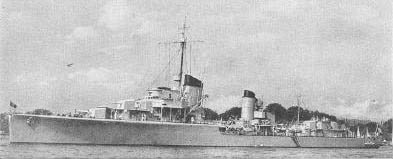
Німецький ескадрений міноносець типу 1934 Z-1 «Леберехт Маасс»

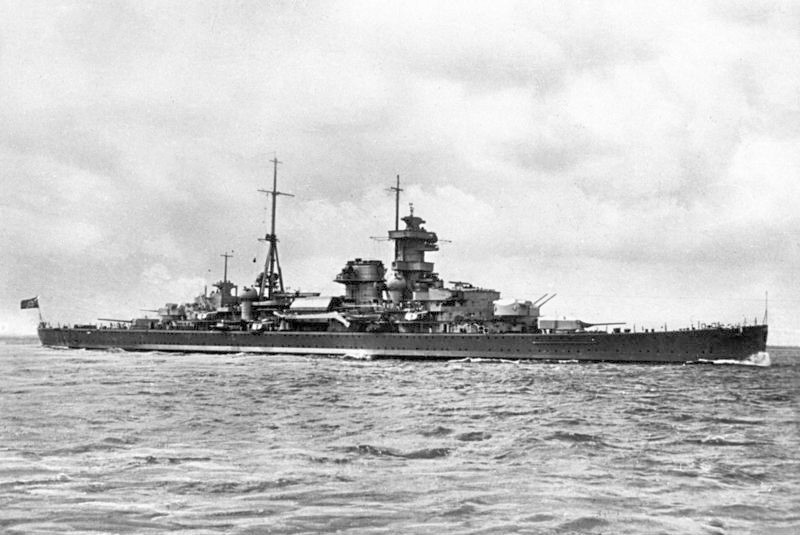
Німецький рейдер важкий крейсер «Адмірал Гіппер»

| Дата | Подія | Регіон (місце)     |
| --- | --- | ------------------ |
| 7 січня | Британський ПЧ «Сіхорс» затоплений з усім екіпажем у результаті атаки німецьких тральщиків M-122 та M-132 поблизу Гельголанда | Північне море      |
| 7 січня | Британський ПЧ «Ундіна» серйозно пошкоджений глибинними бомбами німецького тральщика M-7 неподалік від Гельголанда. Екіпаж захоплений у полон | Північне море      |
| 9 січня | Британський ПЧ «Старфіш» затоплений німецькими тральщиками M-122 та M-132 поблизу Гельголанда | Північне море      |
| 19 січня | Британський есмінець «Гренвілль» затонув в естуарії Темзи внаслідок підриву на німецькій міні | Темза              |
| 21 січня | Британський лідер есмінців «Ексмут» потоплений німецьким підводним човном U-22 північніше Шотландії | Шотландія          |
| 26 січня | Пасажирський лайнер Durham Castle підірвався на міні та затонув біля Кромарті | Шотландія          |
| 29-30 січня | 29.1.: 18 літаків KG.26 і 3 Ju 88 KG.30 завдали удару по британських суднах перед відправленням конвою від британського східного узбережжя. 4 судна затоплені і 4 пошкоджені. 30.1.: 35 He 111 X повітряного корпусу завдали потужного удару: затонуло 2 судна, 8 — пошкоджені. | Британські острови |
| 30 січня | Німецький ПЧ U-15 затонув унаслідок зіткнення з німецьким міноносцем «Ільтіс». Екіпаж загинув | Північне море      |
| 30 січня | Німецький ПЧ U-55 знищений південно-західніше від британських островів Сіллі у ході узгодженої атаки французьких есмінців «Гепард», «Вальмі», британських есмінця «Вітшед», шлюпа «Фовей» та протичовнового літака Short Sunderland                                             | Кельтське море     |
| Загалом: за січень 1940 року німецькими ВМС потоплено 73 судна (215 000 тонн); німці втратили 1 ПЧ від впливу противника та 1 ПЧ унаслідок зіткнення | |                    |

### Лютий

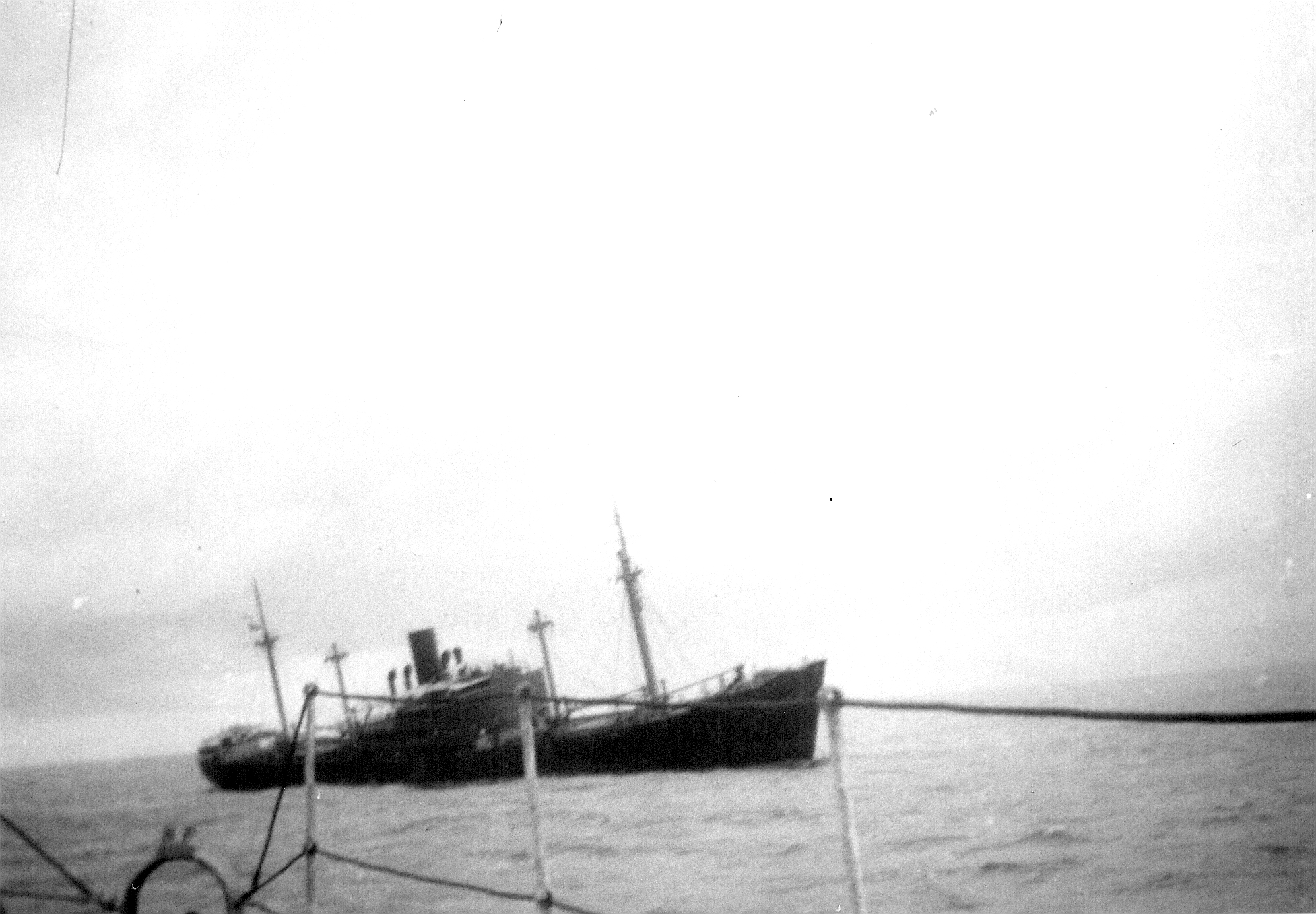
Німецький суховантаж «Ганновер»

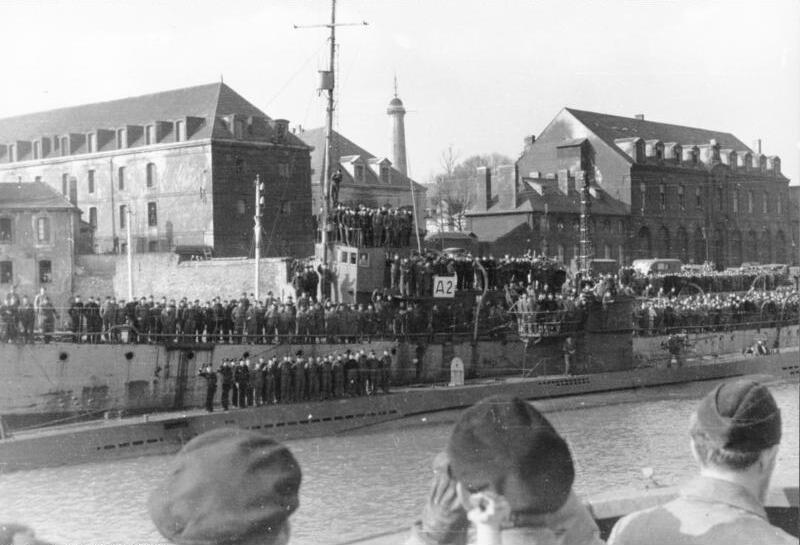
Німецький U-123 повертається до Лор'яна. Лютий 1942

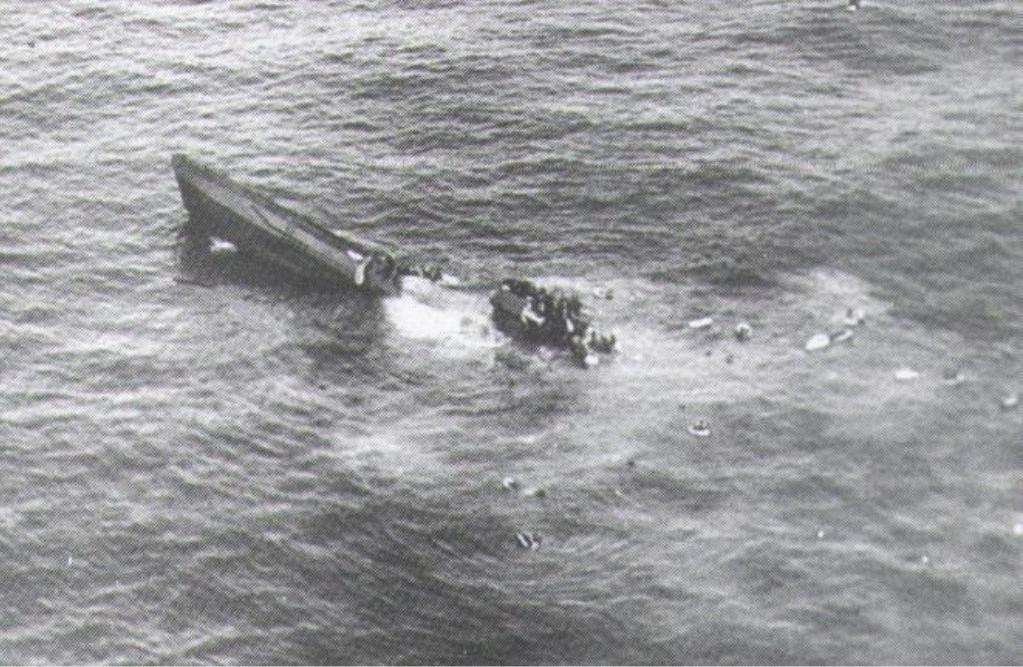
Німецький U-625 після атаки протичовнового літака «Сандерленд». 10 березня 1944

| Дата | Подія | Регіон (місце)      |
| --- | --- | ------------------- |
| 3 лютого | Британський тральщик типу «Гальсіон» «Сфінкс» потоплений німецькими бомбардувальниками He 111 зі складу KG 26 X повітряного корпусу біля Морі-Ферт | Шотландія           |
| 5 лютого | Німецький ПЧ U-41 затоплений з усім екіпажем у результаті атаки глибинними бомбами есмінця «Антілоуп» | Ірландія            |
| 12 лютого | Німецький ПЧ U-33 під час мінування біля британської бази у Ферт-оф-Клайд атакований та затоплений глибинними бомбами тральщика «Глінер» | Шотландія           |
| 16 лютого | У нейтральних норвезьких водах стався інцидент з «Альтмарком», збройне зіткнення між кораблями британського флоту та німецьким танкером «Altmark» | Норвегія            |
| 18 лютого | Британський есмінець «Дерінг» затоплений торпедною атакою німецького підводного човна U-23 капітан-лейтенанта О.Кречмера | Шотландія           |
| 19 лютого | Британське вантажне судно SS Tiberton (5 250 GRT) потоплене торпедою G7e німецького підводного човна U-23 капітан-лейтенанта О.Кречмера поблизу Керкволла | Шотландія           |
| 21 лютого | Британські легкий крейсер «Манчестер» з есмінцями «Кімберлі» і «Кандагар» захопили шість німецьких торговельних суден | Норвезьке море      |
| 22 лютого | Німецькі есмінці типу 1934 Z-1 «Леберехт Маасс» та Z-3 «Макс Шульц» у ході операції «Вікінгер» помилково атаковані і пошкоджені німецьким бомбардувальником He-111 зі складу 4./KG 26. При ухиленні від атаки з повітря кораблі підірвалися на мінах і затонули на північний захід від острова Боркум. Втрати — 590 людей | Північне море       |
| 23 лютого | Німецький ПЧ U-53 затоплений з усім екіпажем глибинними бомбами есмінця «Гуркха» поблизу Оркнейських островів | Шотландія           |
| 24 лютого | Німецький ПЧ U-63 знищений узгодженою атакою британських есмінців «Ескорт», «Інглефілд» і «Аймоген» у взаємодії з ПЧ «Нарвал» південніше Шетландських островів | Шетландські острови |
| Лютий (точна дата невідома) | Німецький ПЧ U-54 ймовірно підірвався на мінному полі, встановленому британськими есмінцями «Айвенго» та «Інтрепід» у Північному морі | Північне море       |
| Загалом: за лютий 1940 року німецькими ВМС потоплено 63 судна (227 000 тонн); німці втратили 5 ПЧ від впливу противника та 2 есмінці внаслідок поганої організації взаємодії | |                     |

### Березень

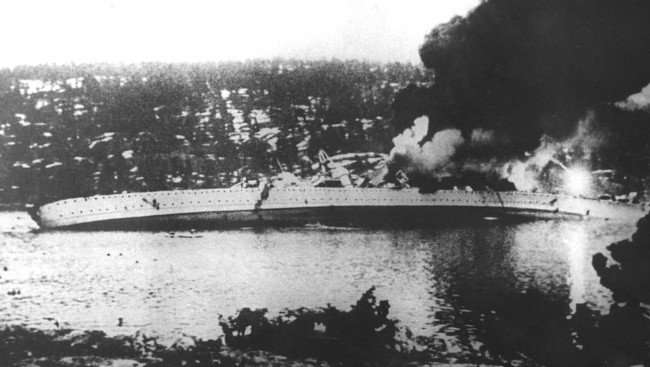
Німецький важкий крейсер «Блюхер» тоне біля фортеці Оскарборг. 9 квітня 1940 року

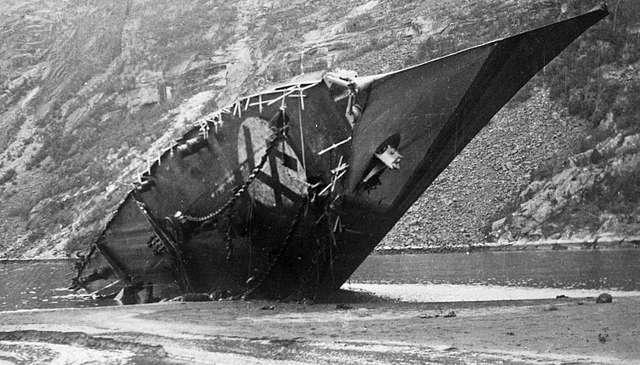
Німецький есмінець Z11 «Бернд фон Арнім», потоплений у другій битві за Нарвік. Квітень 1940

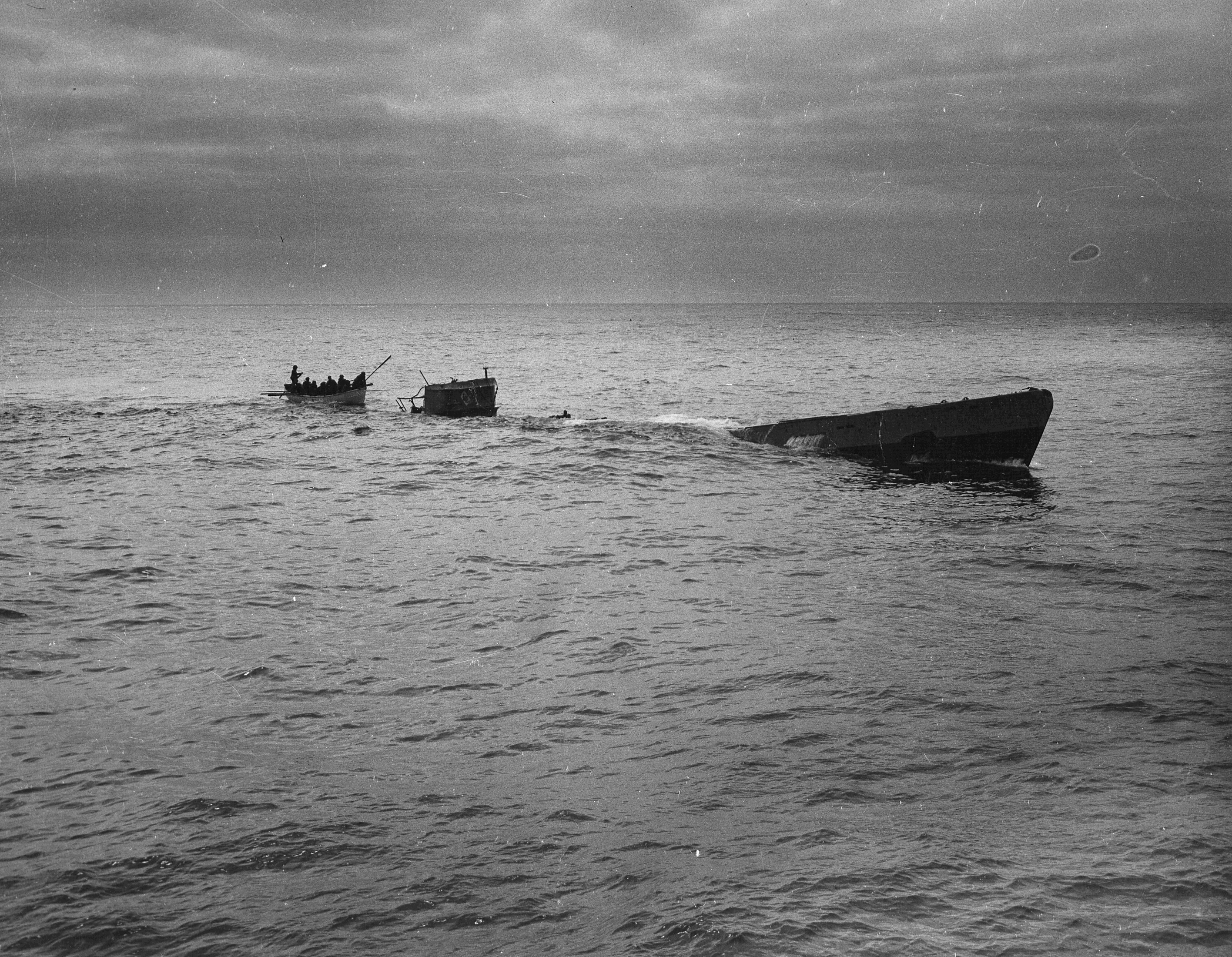
Рятування з борту U-175, який тоне після атаки американського корабля. 17 квітня 1943

| Дата | Подія | Регіон (місце)            |
| --- | --- | ------------------------- |
| 2 березня                                                                                                | Німецьке судно Wolfsburg (6 201 GRT) перехоплений британським важким крейсером «Бервік» північніше Ісландії; команда захоплена, судно затоплене | Ісландія                  |

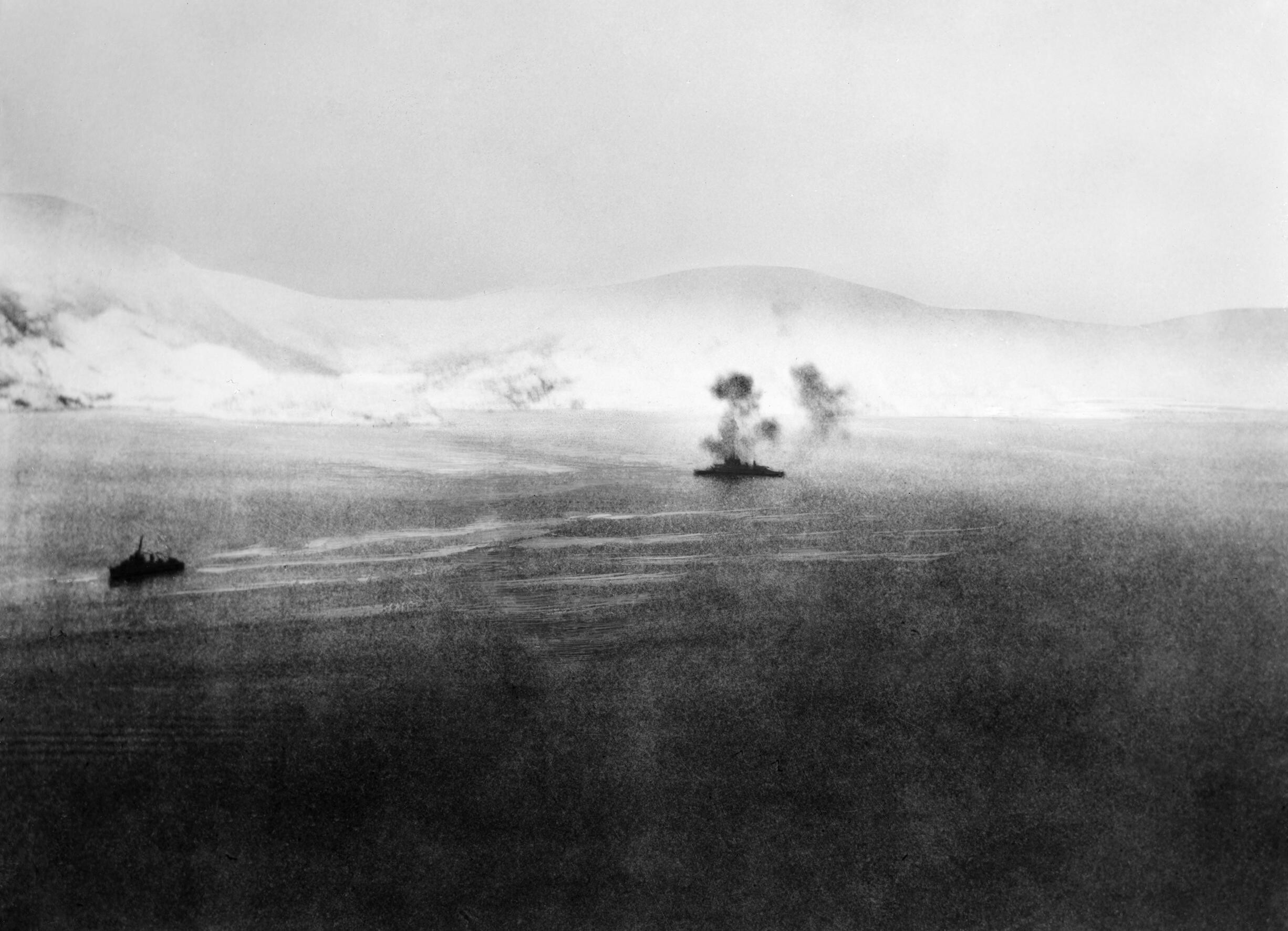
Лінійний корабель «Ворспайт» веде морський бій біля берегів Норвегії. 13 квітня 1940 року

| 4 березня                                                                                                | Британські суховантажні судна Thurston (3 072 GRT) та Pacific Reliance (6 717 GRT) затоплені німецьким підводним човном U-29 капітан-лейтенанта О. Шугарта поблизу Тревос-Геда | Англія                    |
| 8 березня                                                                                                | Британський легкий крейсер «Данедін» з канадським есмінцем «Ассінібойн» перехопили в протоці Мона між островами Еспаньйола і Пуерто-Рико німецький суховантаж «Ганновер» (11 000 GRT), який намагався прорватись у Німеччину. Команда намагалась знищити корабель відкривши кінгстони та організувавши пожежу, проте корабель вдалось врятувати                                                | Великі Антильські острови |
| 11 березня                                                                                               | Німецький допоміжний крейсер «Атлантіс» вийшов у далекий похід для проведення рейдових дій на морських комунікаціях у Південній Атлантиці. Через Атлантику проходив, маскуючись під радянський суховантаж «Кім». | Німеччина                 |
| 11 березня                                                                                               | Німецький ПЧ U-31 затоплений з усім екіпажем у результаті атаки легкого бомбардувальника «Блейхейм» у бухті Ядебузен | Північне море             |
| 13 березня                                                                                               | Німецький ПЧ U-44 загинув поблизу північного узбережжя Нідерландів, підірвавшись на мінному полі | Північне море             |
| 16 березня                                                                                               | Британський флот, що стояв на якорі в Скапа-Флоу зазнав масованого авіаційного нальоту німецьких пікіруючих бомбардувальників Ju-88 I./KG.30; старий лінкор «Айрон Дюк» та важкий крейсер «Норфолк» дістали серйозних пошкоджень | Скапа-Флоу                |
| 16 березня                                                                                               | Велика Британія та Франція прийняли рішення провести операцію з мінування норвезьких вод — операцію «Вілфред» — з метою блокування поставок шведської залізної руди до Німеччини. Планом R 4 передбачалося також висадити морські десанти в Ставангері, Бергені, Тронгеймі та Нарвіку для унеможливлювання висадки військ вермахту в країні. Початок операції визначений на 8 квітня 1940 року | Норвегія                  |
| 21 березня                                                                                               | Британський ПЧ «Урсула» потопив у протоці Скагеррак поблизу данського міста Скаген німецьке вантажне судно Heddernheim (4 947 GRT) | Скагеррак                 |
| 23 березня                                                                                               | Німецький ПЧ U-22 ймовірно підірвався на мінному полі в протоці Скагеррак та затонув з усім екіпажем | Скагеррак                 |
| 27 березня                                                                                               | Німецький ПЧ U-21 сів на мілину біля Мандала (Вест-Агдер) поблизу Норвегії через навігаційну помилку | Норвегія                  |
| Загалом: за березень 1940 року німецькими ВМС потоплено 45 суден (107 000 тонн); 4 німецьких ПЧ втрачені | |                           |

### Квітень

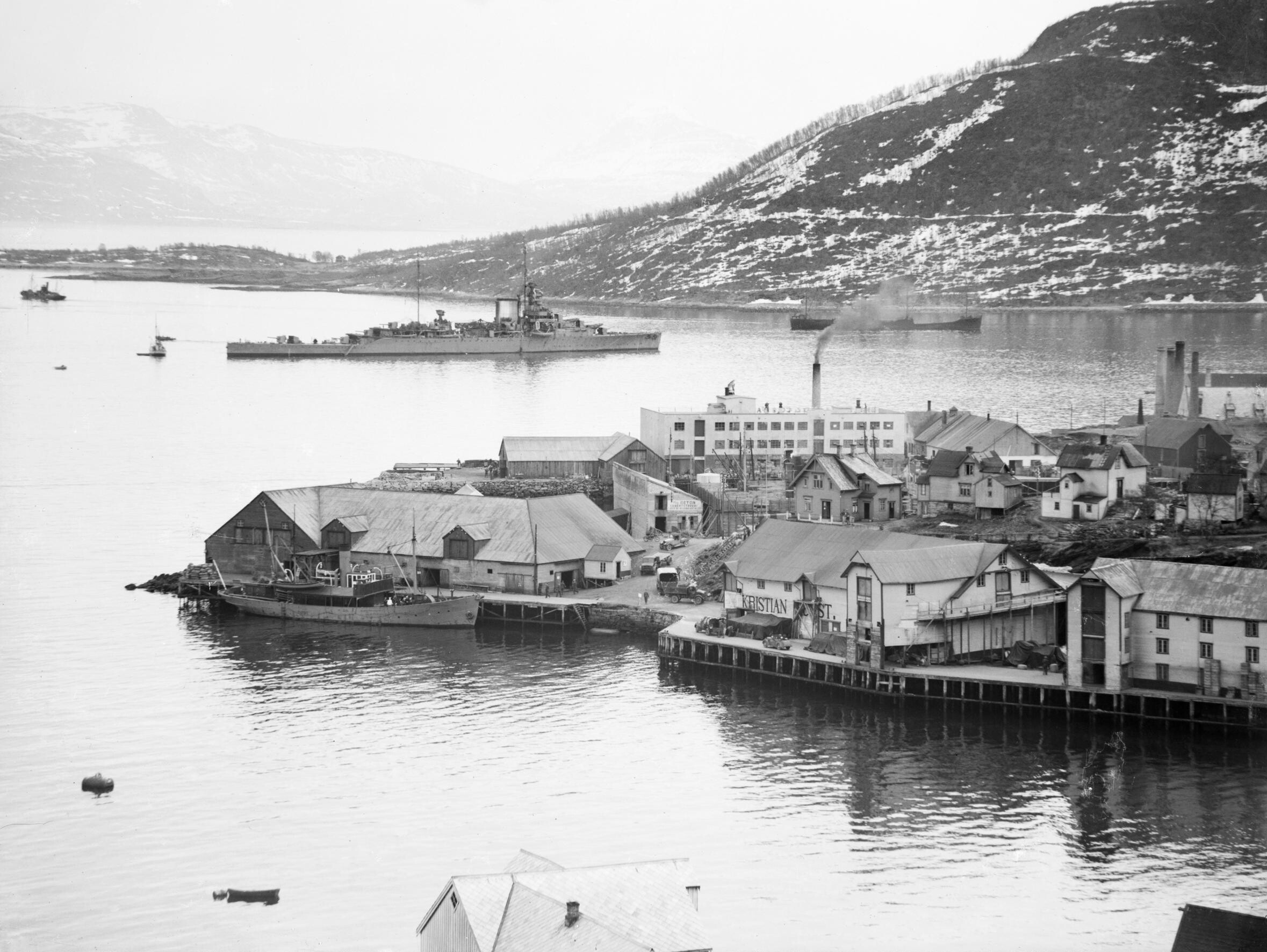
Британський важкий крейсер «Еффінгам» в норвезькому порту. Норвезька кампанія. 1940

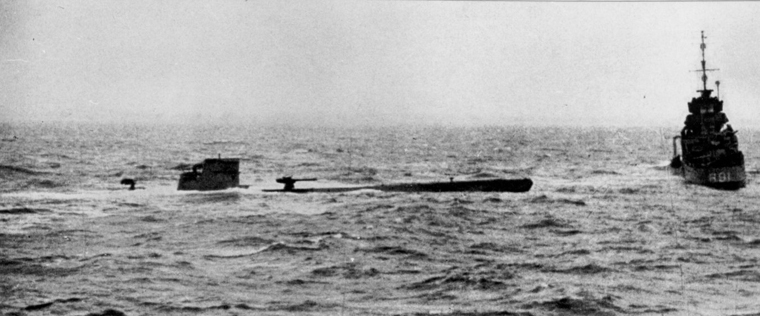
U-110 і есмінець «Бульдог». 9 травня 1941

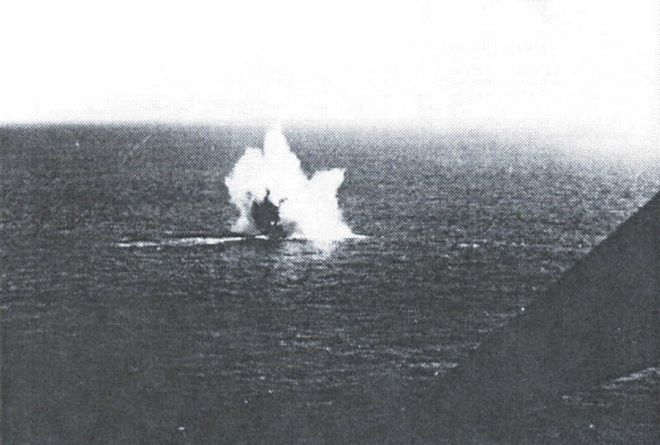
Німецький U-128 тоне поблизу Пернамбуку

| Дата | Подія | Регіон (місце)      |
| --- | --- | ------------------- |
| 6 квітня                                                                                                 | Німецькі ПЧ U-1 та U-50 підірвалися на мінному полі № 7, яке встановили «Експрес», «Еск», «Ікарус» та «Імпалсів», та затонули поблизу Терсхеллінга | Північне море       |
| 7 квітня                                                                                                 | Угруповання німецьких кораблів, з десантом вермахту на борту, призначеним для вторгнення у Північній Норвегії, зосередилися біля виходу з бухти Вільгельмсгафена та вирушили на північ у супроводі лінкорів «Шарнгорст» і «Гнейзенау», важкого крейсера «Адмірал Гіппер» та 12 есмінців                                                                        | Північне море       |
| 8 квітня                                                                                                 | Силами Королівського британського флоту розпочалася морська військова операція «Вілфред» з постановки мінних загороджень у територіальних водах Норвегії між берегами та її островами | Норвезьке море      |
| 8 квітня                                                                                                 | Британський есмінець «Глоувом» потонув поблизу Тронгейма після тарану німецького важкого крейсера «Адмірал Гіппер» у ході Норвезької кампанії | Норвезьке море      |
| 8 квітня                                                                                                 | Польський підводний човен «Ожел» затопив німецьке транспортне судно «Ріо-де-Жанейро»; з 380 осіб загинуло 200 осіб | Норвезьке море      |
| 8 квітня                                                                                                 | Британський ПЧ «Трайдент» затопив німецький танкер Stedingen в Осло-фіорд | Скагеррак           |
| 9 квітня                                                                                                 | Почалася битва за Нарвік | Нарвік              |
| 9 квітня                                                                                                 | Стався морський бій біля Лофотенських островів між німецькими лінійними кораблями «Шарнгорст» і «Гнейзенау» та британським лінійним крейсером «Рінаун» з дев'ятьма есмінцями | Лофотенські острови |
| 9 квітня                                                                                                 | Під час вторгнення в ході битви за Нарвік загинули норвезькі панцерники берегової оборони «Ейдсвольд» і «Норге», есмінці «Егір» і «Тор», підводний човен A-2; німці в бою біля Крістіансанна втратили легкий крейсер «Карлсруе», уражений торпедами британського підводного човна «Труент»                                                                     | Норвезьке море      |
| 9 квітня                                                                                                 | Британський есмінець «Гуркха» потоплений німецькими пікіруючими бомбардувальниками He 111 і Ju 88 зі складу KG 26 та KG 30 поблизу Ставангера. Перший британський ескадрений міноносець, який був знищений унаслідок повітряної атаки у ході війни | Норвезьке море      |
| 10 квітня                                                                                                | Почалася перша морська битва за Нарвік. У ході зіткнення британська 2-га флотилія есмінців знищила два есмінці та вивела зі строю ще 3 есмінці, після чого атакувала вантажні судна в гавані Нарвіка, потопивши 11 (6 німецьких, 1 британське, 2 шведських і 2 норвезьких), та відступила. Німецькі кораблі потопили два британські есмінці «Гарді» і «Хантер» | Нарвік              |

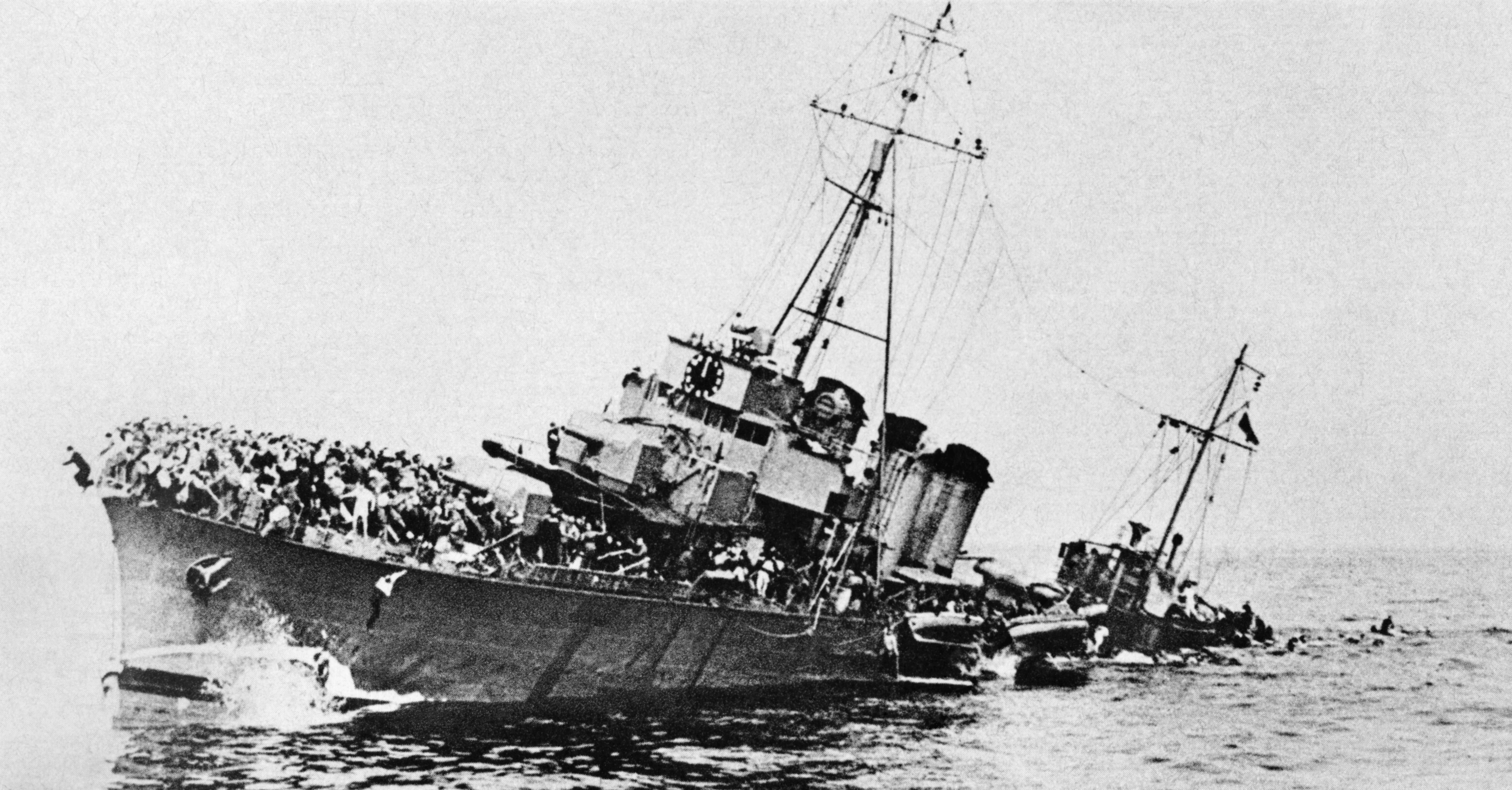
Французький есмінець «Бурраск» тоне, після підриву на міні під час евакуації в Остенде. Дюнкерська евакуація. 8 червня 1940

| 10 квітня                                                                                                | Британський ПЧ «Тісл» потоплений німецьким підводним човном U-4 неподалік від норвезького містечка Скуденес | Норвезьке море      |
| 10 квітня                                                                                                | Німецький легкий крейсер «Кенігсберг» потоплений британськими пікіруючими бомбардувальниками B-24 «Скуа» з авіаносця «Арк Роял» поблизу Бергена | Норвезьке море      |
| 12 квітня                                                                                                | Британські армія і флот почали операцію «Валентайн» — з окупації данських Фарерських островів | Фарерські острови   |
| 13 квітня                                                                                                | Почалася друга морська битва за Нарвік | Нарвік              |
| 13 квітня                                                                                                | Німецький ПЧ U-64 в ході другої фази битви за Нарвік був потоплений торпедоносцем «Сордфіш» з лінійного корабля «Ворспайт» | Норвезьке море      |
| 13 квітня                                                                                                | У ході битви британці потопили усі німецькі есмінці, що брали участь у бою | Норвезьке море      |
| 14 квітня                                                                                                | Британський ПЧ типу «T» «Тарпон» потоплений ймовірно німецьким тральщиком M-6, замаскованим кораблем-пасткою поблизу данського Тюборна | Північне море       |
| 14 квітня                                                                                                | Німецький навчальний корабель Brummer затоплений британським підводним човном «Стерлет» | Скагеррак           |
| 15 квітня                                                                                                | Німецький ПЧ U-49 потоплений поблизу Нарвіка, Норвегія, глибинними бомбами з британських есмінців «Фіерлес» та «Бразен» | Норвезьке море      |
| 18 квітня                                                                                                | Британський ПЧ «Стерлет» потоплений поблизу Ларвіка німецькими міноносцями M-75 та T-190 | Скагеррак           |
| 26 квітня                                                                                                | Норвезький есмінець «Гарм» потоплений у Согнефіорді німецькою авіацією | Согнефіорд          |
| 29 квітня                                                                                                | Британський ПЧ типу «U» «Юніті» затонув у результаті зіткнення з норвезьким судном SS Atle Jarl на річці Блайт | Англія              |
| 30 квітня                                                                                                | Французький есмінець «Майе-Брєзе» затонув у результаті випадкового вибуху торпеди в порту Грінока | Англія              |
| Загалом: за квітень 1940 року німецькими ВМС потоплено 58 суден (159 000 тонн); 4 німецьких ПЧ потоплені | |                     |

### Травень

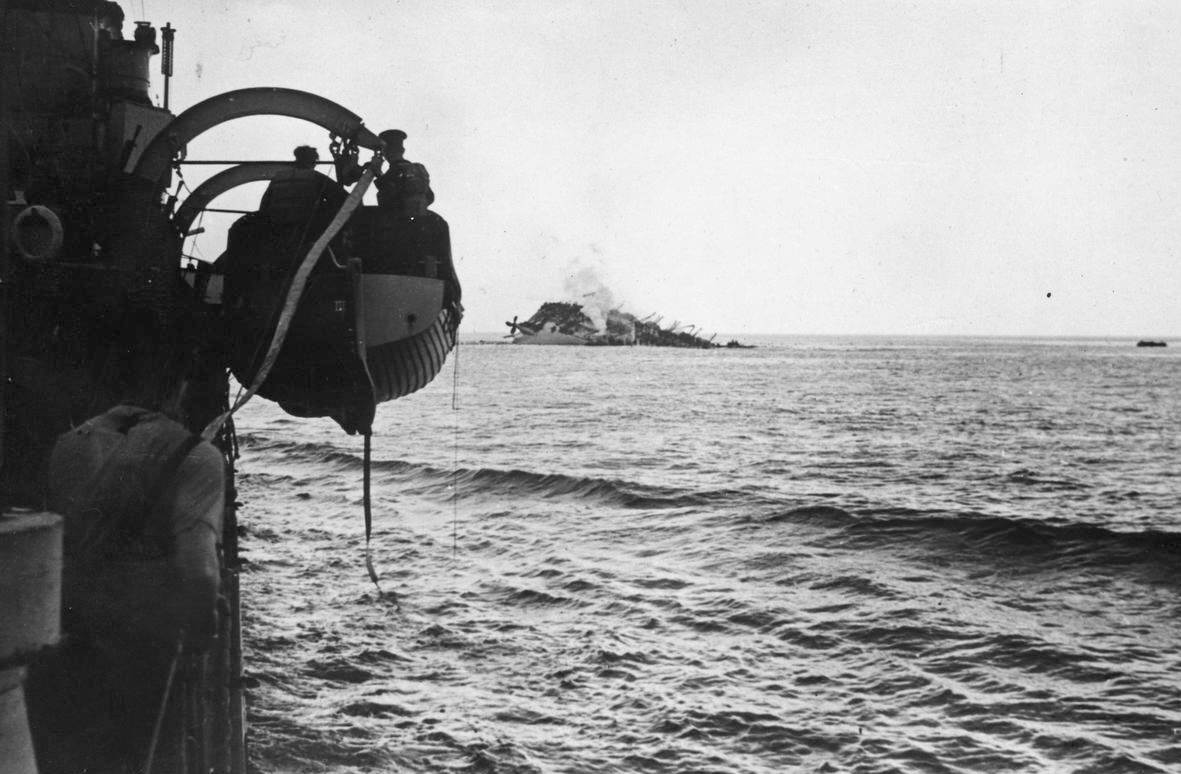
Британський океанський лайнер «Ланкастрія» тоне біля Сен-Назера. 17 червня 1940

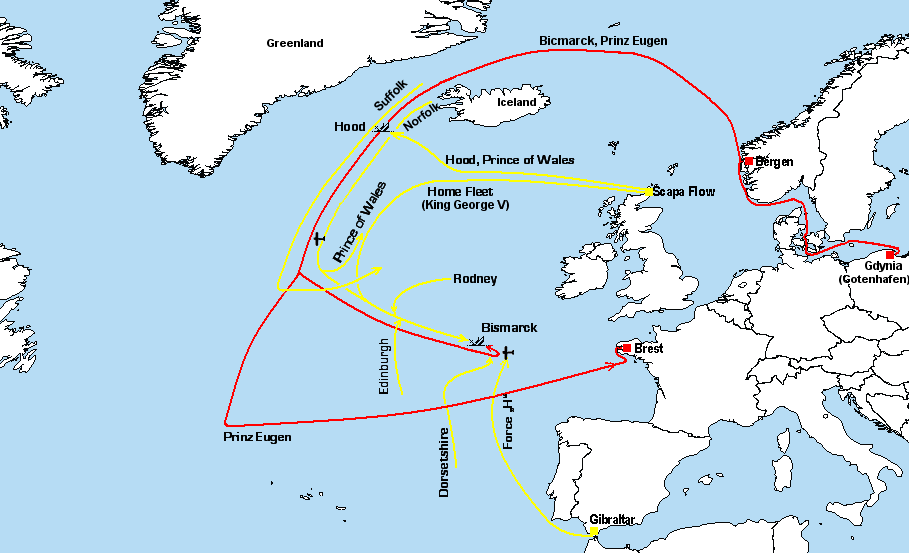
Переслідування «Бісмарка»: Червоний — німецька ескадра. Жовтий — британський флот

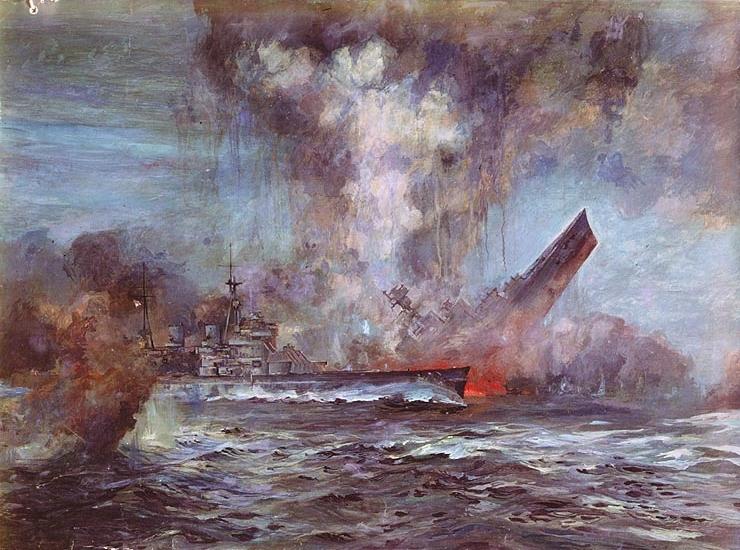
Загибель «Худа»

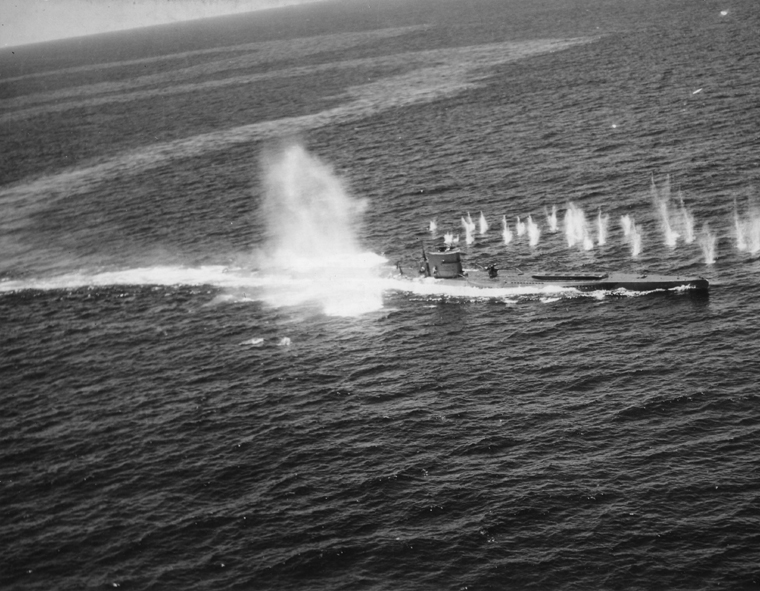
Атака U-118 американськими «Евенджерами»

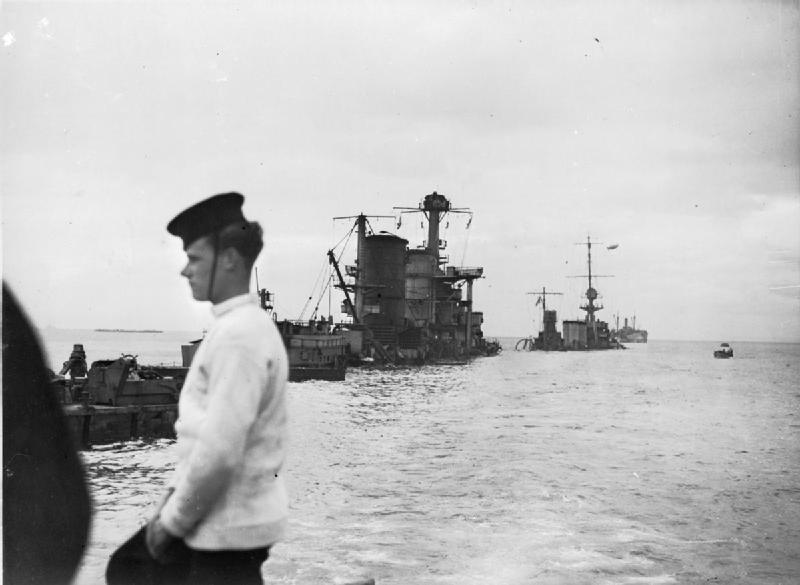
Створення штучної бухти «Малберрі» шляхом затоплення крейсерів британського «Дурбан» і голландського «Суматра». Операція «Оверлорд». 9 червня 1944

| Дата | Подія | Регіон (місце) |
| --- | --- | -------------- |
| 3 травня                                                                                                 | Британський есмінець «Афріді» та французький «Бізон» затонули в результаті повітряних атак німецьких пікіруючих бомбардувальників Ju-87 та Ju-88 1./StG.1 | Норвезьке море |
| 4 травня                                                                                                 | Польський есмінець «Гром» потоплений у Офот-фіорді внаслідок атаки німецького бомбардувальника He 111 KG 100 | Норвезьке море |
| 5 травня                                                                                                 | Британський підводний човен «Сіл» захоплений німцями після його підриву на морській міні в протоці Каттегат напередодні | Каттегат       |
| 9 травня                                                                                                 | Французький підводний човен «Доріс» знищений торпедною атакою U-9 оберлейтенанта-цур-зее В. Люта західніше голландського Петтена | Північне море  |
| 10 травня                                                                                                | Британські армія та флот окупували Ісландію | Ісландія       |
| 10 травня                                                                                                | Нідерландський есмінець «Ван Гален» затонув у порту Роттердама після авіаційного нальоту KG 4 | Нідерланди     |
| 14 травня                                                                                                | Нідерландські підводні човни O 8, O 11, O 12, O 25, O 26, O 27 та інші кораблі Королівського голландського флоту затоплені в порту Ден-Гелдера для запобігання потрапляння в руки нацистів. Легкі крейсери «Суматра» і «Якоб ван Хемскерк» перейшли до Англії | Нідерланди     |

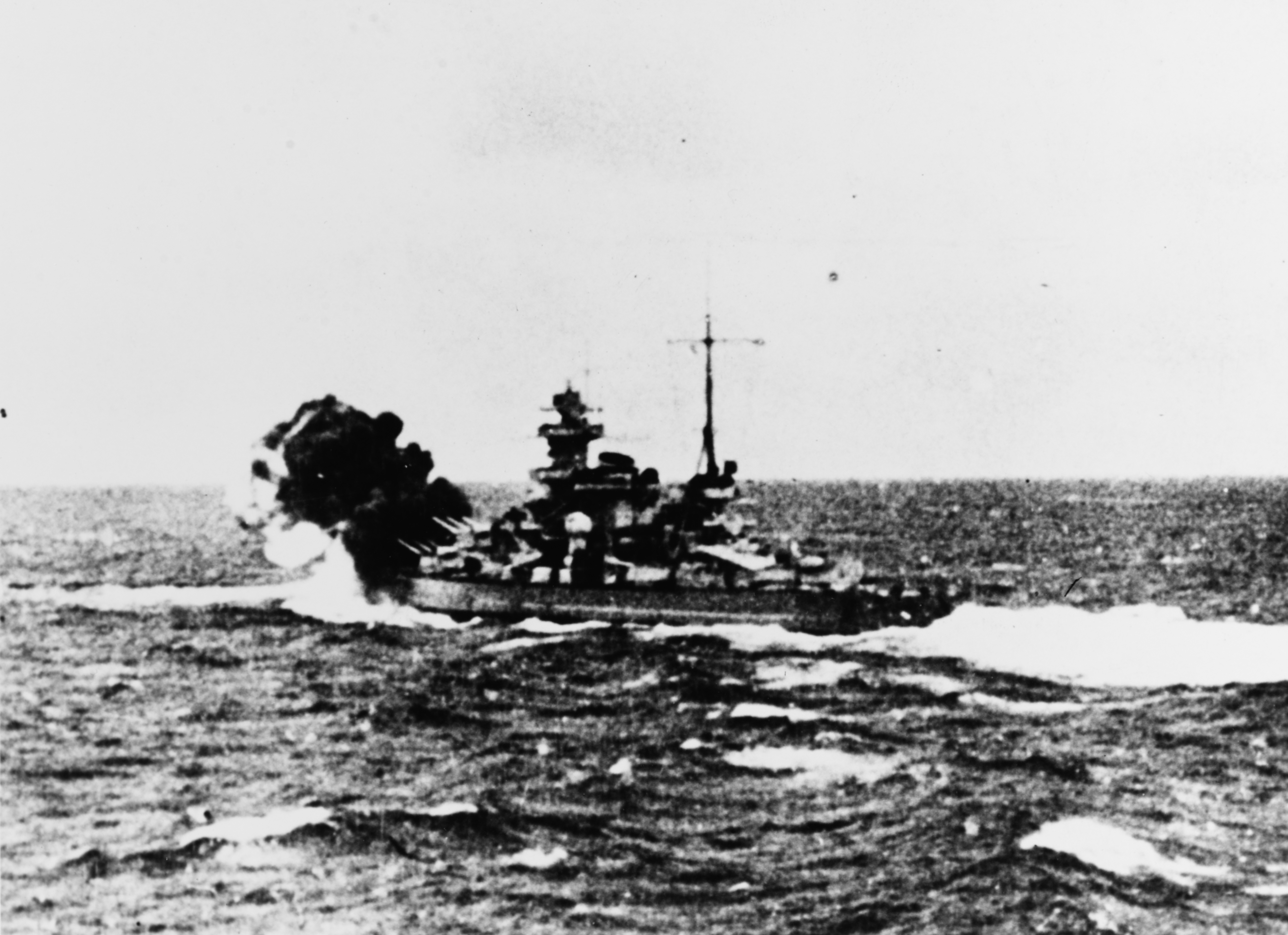
Німецький лінкор «Шарнгорст» веде вогонь по авіаносцю «Глоріос». Операція «Юнона». 8 червня 1940

| 15 травня                                                                                                | Лідер ескадрених міноносців «Адміралті» типу «V» «Валентайн» пошкоджений у результаті атаки німецького пікіруючого бомбардувальника та викинувся на берег поблизу Тернезена (Нідерланди)                                                                      | Нідерланди     |
| 18 травня                                                                                                | Британський важкий крейсер «Еффінгам» наразився на мілину біля норвезького Буде. Екіпаж врятований, корабель затоплений есмінцем «Матабеле» | Норвезьке море |
| 19 травня                                                                                                | Британський есмінець «Вітлі» потоплений німецькою авіацією біля бельгійського Ніувпорта | Бельгія        |
| 21 травня                                                                                                | Французький есмінець «Л'Адруа» важко пошкоджений німецькими бомбардувальниками He 111 поблизу Дюнкерка і викинувся на берег | Бельгія        |
| 23 травня                                                                                                | Французькі есмінець «Ораж» потоплений німецькою авіацією під час нальоту на порт Булонь-сюр-Мер і лідер «Ягуар» уражений двома торпедами німецьких торпедних катерів S-21 та S-23, викинувся на мілину, де знищений авіацією Люфтваффе                        | Франція        |
| 24 травня                                                                                                | Союзне командування розпочало операцію «Алфабет» — евакуацію британських, французьких, польських та норвезьких військ з Нарвіка та інших міст Норвегії. Операція тривала до 8 червня 1940 року                                                                | Норвегія       |
| 24 травня                                                                                                | Британський есмінець «Вессекс» та французький «Шакал» потоплені німецькою авіацією під час нальоту 40 Ju-87 I. та III./StG.2 на порт Кале | Дюнкерк        |
| 25 травня                                                                                                | Польський ПЧ «Ожел» ймовірно підірвався на мінному полі та затонув разом з усім екіпажем | Норвезьке море |
| 26 травня                                                                                                | Союзне командування розпочало операцію «Динамо» — евакуацію своїх військ з території Франції, що опинилися в Дюнкерському котлі. | Дюнкерк        |
| 26 травня                                                                                                | Британський легкий крейсер «Келью» потоплений німецькими бомбардувальниками KG 30 поблизу Уфут-фіорду біля Нарвіку | Норвезьке море |
| 29 травня                                                                                                | Британський есмінець «Графтон» під час евакуації англійських військ із Дюнкерського плацдарму потоплений німецьким підводним човном U-62; есмінець «Гренейд» потоплений німецькими Ju 87                                                                      | Дюнкерк        |
| 29 травня                                                                                                | Британський есмінець «Вейкфул» торпедований німецьким торпедним катером S-30 та затонув поблизу Ніувпорта (Бельгія) | Бельгія        |
| 30 травня                                                                                                | Французький есмінець «Бурраск» підірвався на міні під час евакуації в Остенде, та був добитий артилерійським вогнем німецьких берегових батарей | Бельгія        |
| 31 травня                                                                                                | Німецький ПЧ U-13 потоплений поблизу Лоустофта, Англія, глибинними бомбами з британського шлюпа «Вестон» | Англія         |
| 31 травня                                                                                                | Французький есмінець «Сірокко» внаслідок атаки німецьких торпедних катерів S-23 і S-26 зазнав важких пошкоджень. Пізніше його добили пікіруючі бомбардувальники Ju-88. Загинуло 659 осіб, зокрема 58 членів екіпажу                                           | Бельгія        |
| Загалом: за травень 1940 року німецькими ВМС потоплено 100 суден (286 000 тонн); 1 німецький ПЧ знищений | |                |

### Червень

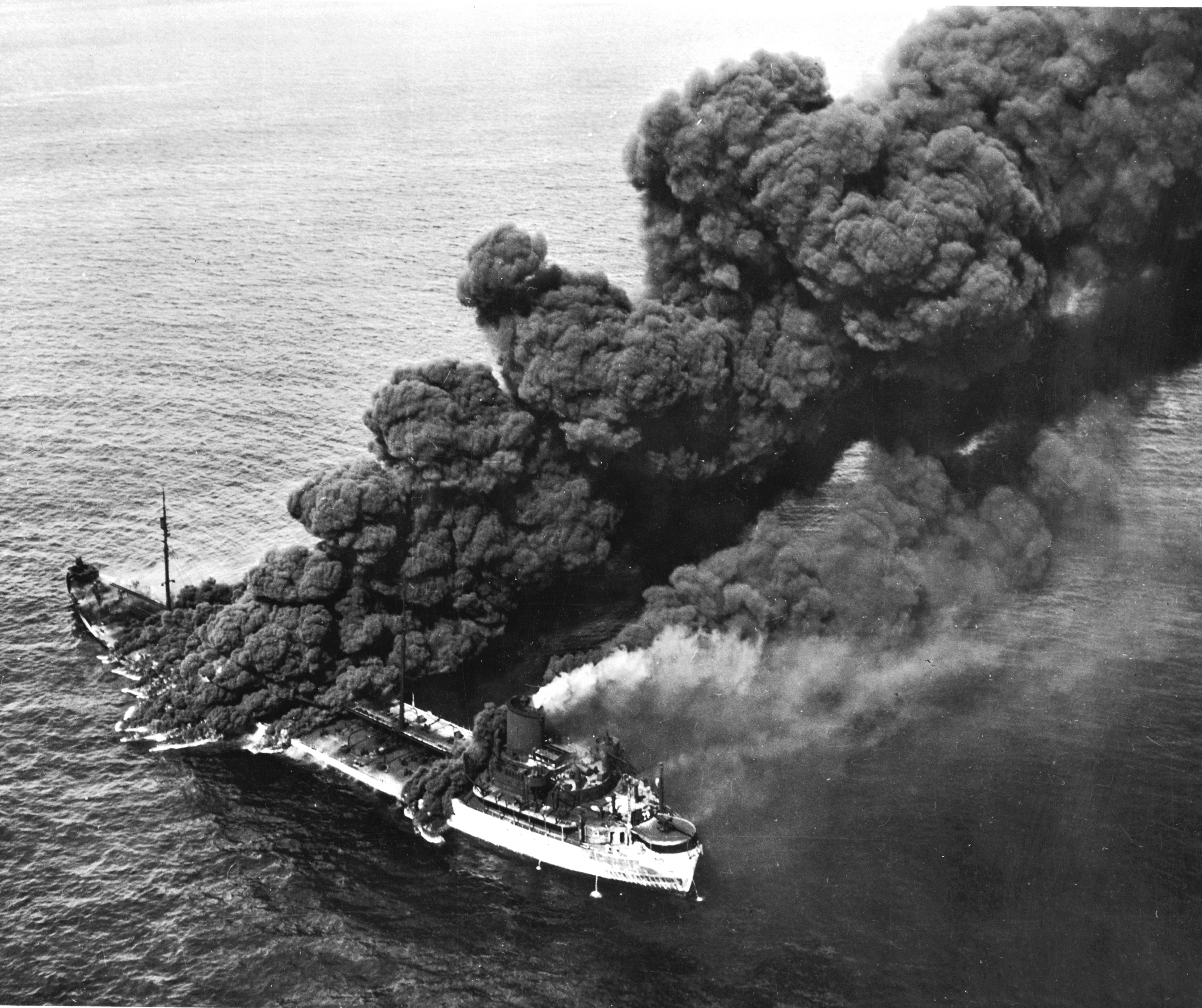
Палаючий американський танкер, уражений торпедою U-571. Липень 1942

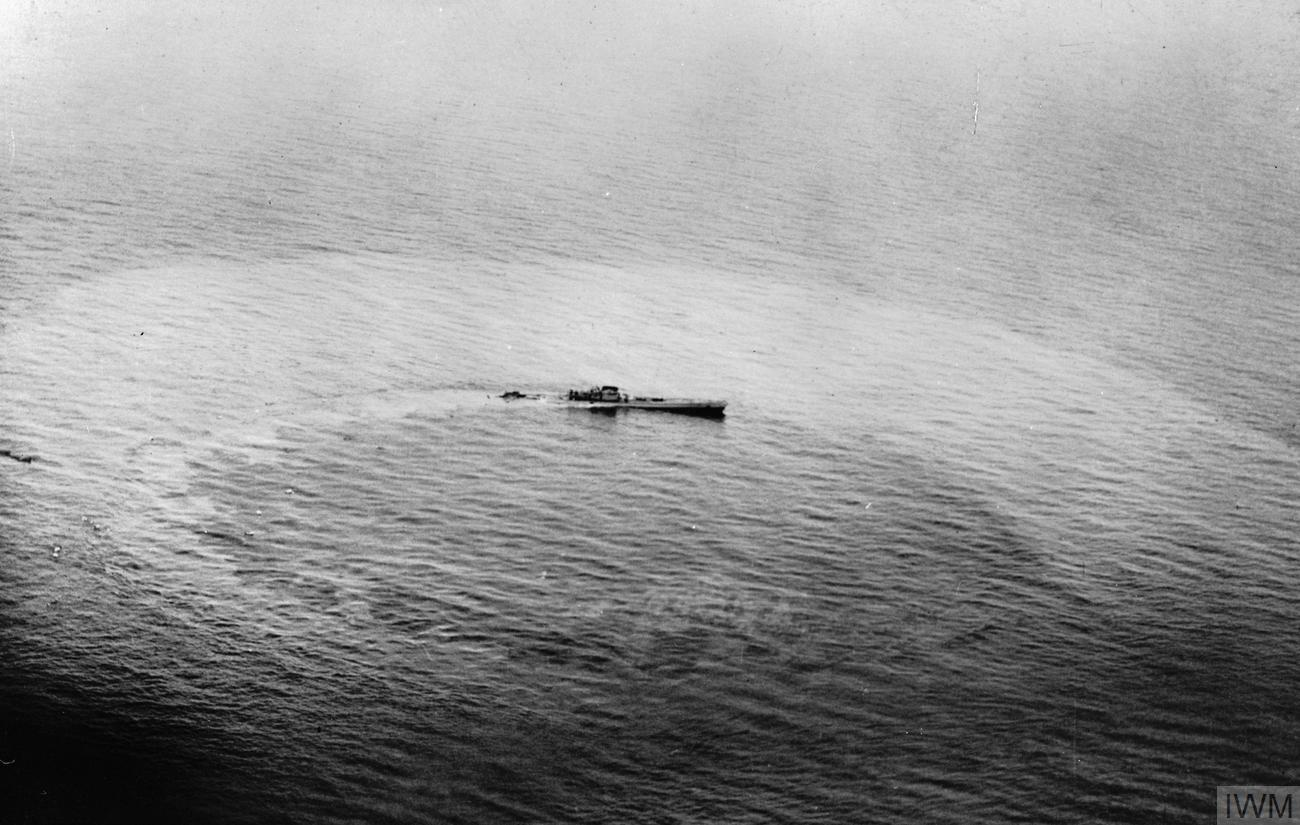
Німецький ПЧ U-459 тоне під ударами британського бомбардувальника «Веллінгтон». 24 липня 1943

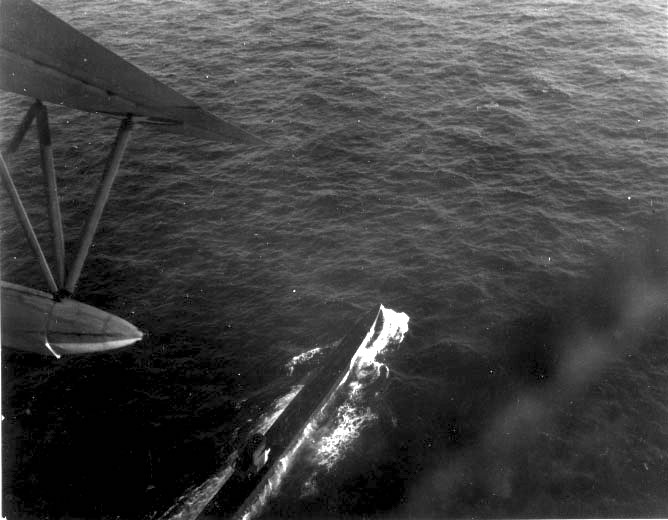
U-199 атакують американський «Марінер» та бразильські літаки «Каталіна» та «Хадсон». 31 липня 1943

| Дата | Подія | Регіон (місце)     |
| --- | --- | ------------------ |
| 1 червня | При проведенні операції «Динамо» з евакуації військ з Франції за один день німецькою авіацією знищені есмінці «Базіліск», «Кейт», «Гавант», «Фудруайян» та ще щонайменше 26 кораблів і суден були затоплені                                                 | Дюнкерк            |
| 7 червня | Британський лайнер «Карінтія» (20 277 т) затонув наступного дня після торпедування німецьким підводним човном U-46 в ірландській затоці Голвей | Ірландія           |
| 8 червня | Союзне командування завершило операцію «Алфабет» — евакуацію союзних військ з Норвегії | Норвегія           |
| 8 червня | Після евакуації поблизу берегів Норвегії у швидкоплинному морському бою з німецькими лінійними кораблями «Шарнгорст» та «Гнейзенау» були затоплені британські авіаносець «Глоріос», есмінці «Ардент» і «Акаста», тральщик «Джуніпер». Загинуло 1 612 людей. | Норвегія           |
| 12 червня | Перше успішне застосування німцями тактики «вовчих зграй» — вовча зграя «Прін» (7 ПЧ) потопила за шість днів 5 союзних суден сумарною тоннажністю 40 494 (GRT).                                                                                             | Північна Атлантика |
| 13 червня | U-25 потопив британський допоміжний крейсер «Скотстоун» | Західні острови    |
| 14 червня | Вовча зграя «Прін» за 14-15 червня потопила три судна з конвою HX 47 (58 суден та 4 кораблі ескорту) | Північна Атлантика |
| 15 червня | Силами Королівського британського флоту розпочата операція «Аріель» з евакуації з території Франції британських та французьких військ після капітуляції Парижа                                                                                              | Франція            |
| 16 червня | Британський допоміжний крейсер «Анданія» (13 950 GRT) затонув в Атлантичному океані, торпедований напередодні німецьким підводним човном U-A неподалік від Рейк'явіка                                                                                       | Ісландія           |
| 17 червня | Британський океанський лайнер «Ланкастрія» (16 243 GRT) потоплений німецькими пікіруючими бомбардувальниками Ju 88 II./KG30. Загинуло 2 899 людей з 5 310, що перебували на борту транспорта під час евакуації з Сен-Назера                                 | Франція            |
| 18 червня | Французький есмінець «Циклон», пошкоджений німецькими швидкісними катерами 30 травня, самозатоплений у порту Бреста | Брест              |
| 20-22 червня | Вовча зграя «Прін» за три дні потопила чотири судна (33 574 тонн) з конвою HX 49 | Північна Атлантика |
| 25 червня | Канадський есмінець «Фрейзер» при проведення операції з евакуації британських та французьких військ з території Франції загинув у результаті зіткнення з крейсером ППО «Калькутта» в естуарії Жиронди. 45 членів екіпажу есмінця загинуло                   | Жиронда            |
| Червень (точна дата невідома) | Німецький ПЧ U-122 зник безвісти південніше Ірландії | Ірландія           |
| Загалом: за червень 1940 року німецькими ВМС потоплено 134 судна (506 000 тонн), знищено 3 британських допоміжних крейсери; 1 німецький ПЧ зник безвісти | |                    |

### Липень

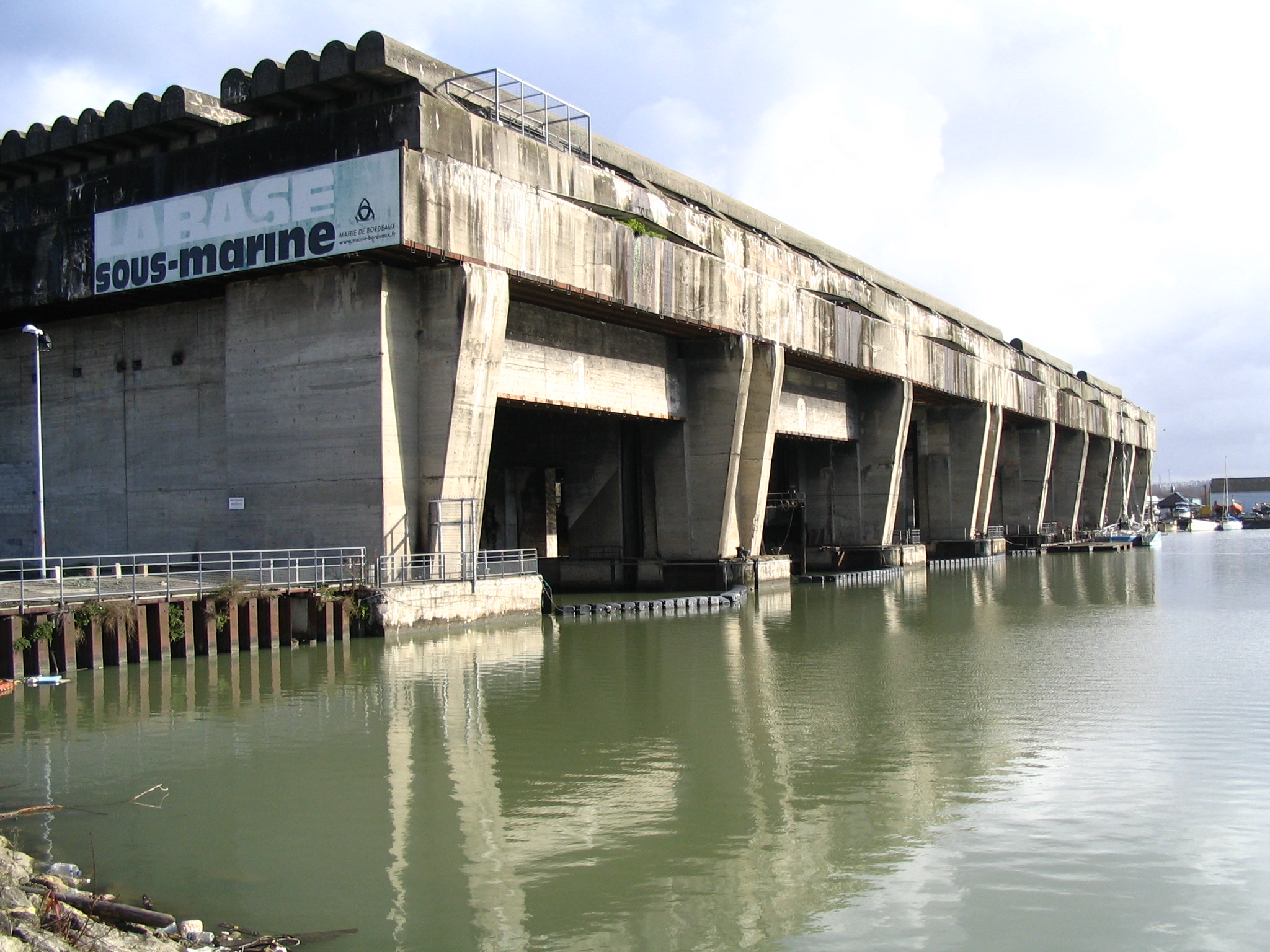
База італійських ПЧ BETASOM

| Дата     | Подія | Регіон (місце)           |
| -------- | --- | ------------------------ |
| 1 липня  | Британський есмінець «Вансіттарт» глибинними бомбами потопив німецький підводний човен U-102, який щойно торпедував британське судно SS «Клиртон»                                                              | Південно-Західні підходи |
| 1 липня  | Німецький підводний човен U-26 пошкоджений британським корветом «Гладіолус» та згодом потоплений австралійським літаючим човном «Сандерленд»                                                                   | Бішоп Рокк               |
| 2 липня  | Британське транспортне судно SS Arandora Star (15 501 GRT) потоплене U-47 північно-західніше Ірландії; загинуло 592 німецьких та італійських військовополонених і 149 британських військових                   | Ірландія                 |
| 5 липня  | Британський есмінець «Вірлвінд» потоплений німецьким підводним човном U-34 південно-західніше Ірландії | Ірландія                 |
| 6 липня  | Британський ПЧ «Шарк» пошкоджений німецьким Do 17, захоплений як приз і згодом затонув поблизу Еґерсунда | Норвегія                 |
| 8 липня  | Британський флот провів операцію «Катапульта», в ході якої в Дакарі торпедоносцями «Сордфіш» з авіаносця «Гермес» був атакований новітній французький лінкор «Рішелье», який дістав серйозних пошкоджень корми | Дакар                    |
| 9 липня  | Британський ПЧ «Салмон» підірвався на мінному полі та затонув неподалік від Еґерсунда | Норвегія                 |
| 16 липня | Британський есмінець «Аймоген» затонув у результаті зіткнення з легким крейсером «Глазго» поблизу Оркнейських островів                                                                                         | Шотландія                |
| 20 липня | Британський есмінець «Бразен» потоплений унаслідок атаки бомбардувальника Ju 87 зі складу II./StG 1 у протоці Ла-Манш                                                                                          | Ла-Манш                  |
| 23 липня | Британський підводний човен «Нарвал» потоплений німецьким бомбардувальником Do 17 поблизу Крістіансунна | Північне море            |
| 25 липня | Британський підводний човен «Темза» ймовірно підірвався на мінному полі та затонув | Північне море            |
| 27 липня | Британський лідер ескадрених міноносців «Кодрінгтон» потоплений у ході авіаційного нальоту німецької авіації на рейд Дувр                                                                                      | Англія                   |
| 27 липня | Британський есмінець «Врен» потоплений німецькими бомбардувальниками Ju 87 KG 53 поблизу Олдборо | Англія                   |
| 29 липня | Британський есмінець «Ділайт» потоплений під час атаки бомбардувальників Ju 87 зі складу III./StG 2 у порту Портленда                                                                                          | Англія                   |

### Серпень

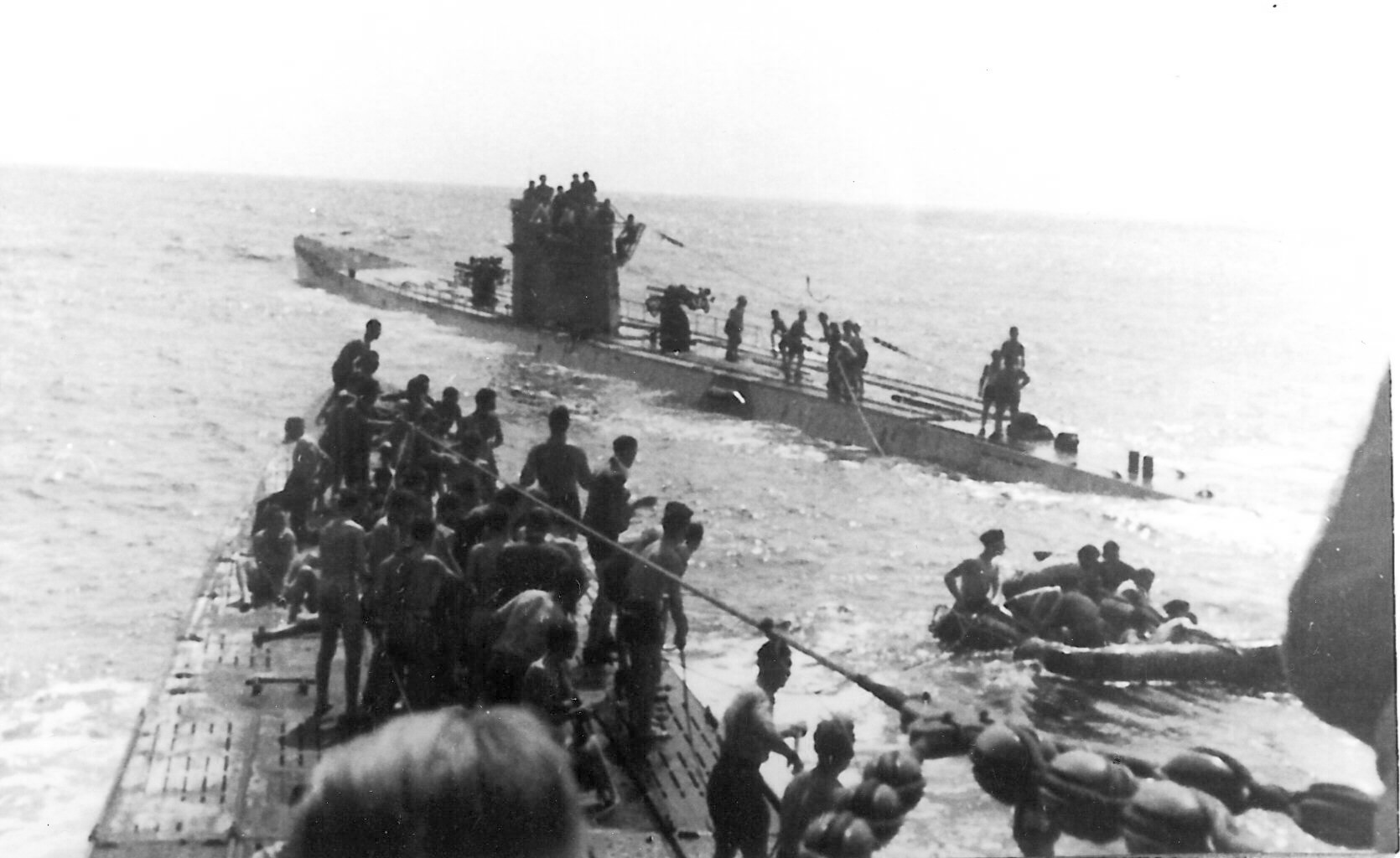
Інцидент з «Лаконією». U-156 і U-507 рятують вцілілих з потопленого лайнера «Лаконія». 15 вересня 1942

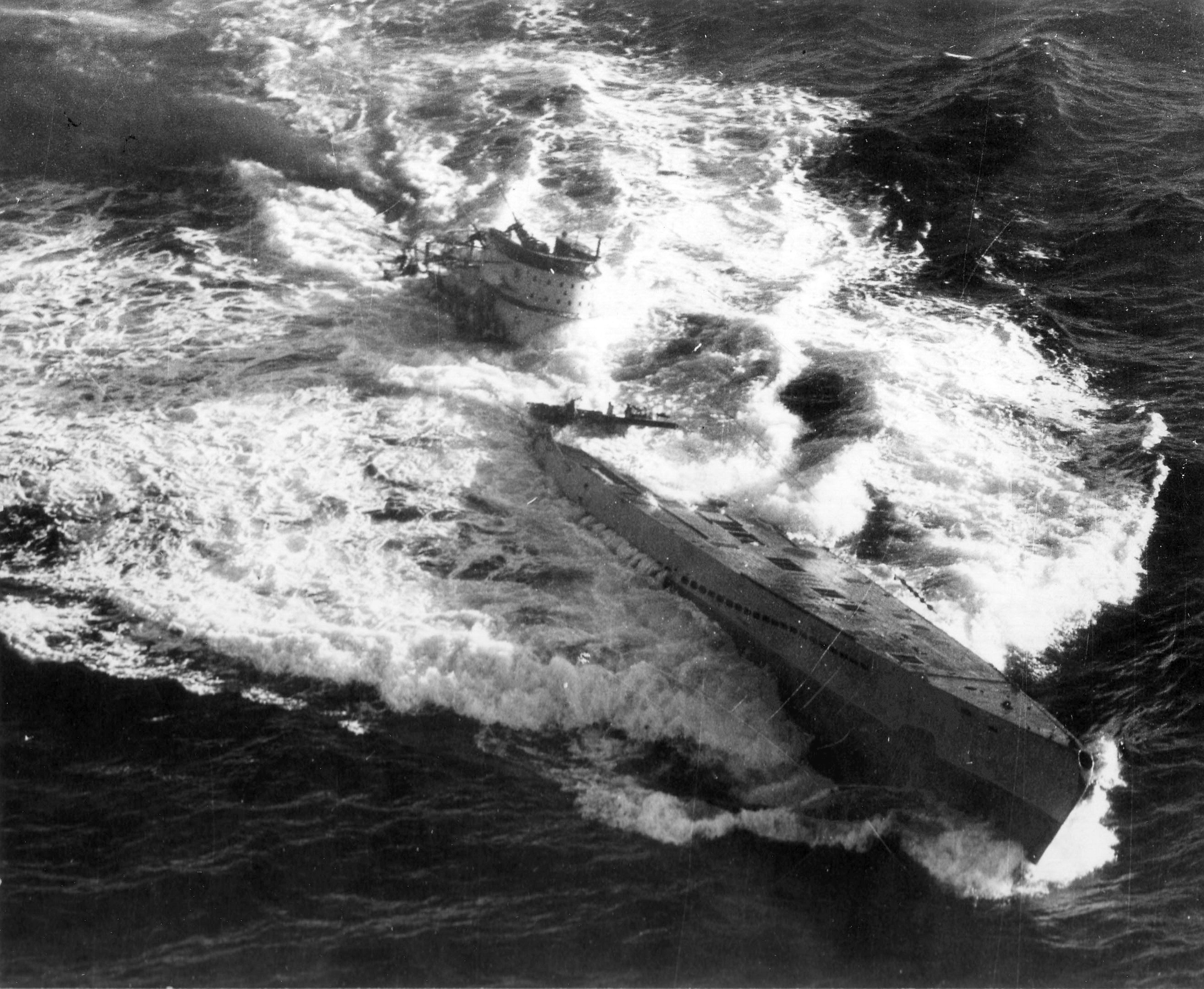
Німецький U-185 тоне біля Канарських островів після ударів «Евенджерів» та «Вайлдкетів». 24 серпня 1943

| Дата         | Подія | Регіон (місце)     |
| ------------ | --- | ------------------ |
| 1 серпня     | Британський підводний човен «Сперфіш» потоплений торпедами німецького ПЧ U-34 північніше Абердина                                                                              | Північне море      |
| 3 серпня     | Німецька субмарина U-25 наразилася на морську міну північніше Терсхеллінгу та затонула                                                                                         | Нідерланди         |
| 10 серпня    | Німецький ПЧ U-56 потопив на відстані 40 миль від Ольстера британський допоміжний крейсер «Трансільванія»                                                                      | Ірландія           |
| 15 серпня    | Між Канадою та Британськими островами розпочала рух нова система конвоїв SC, куди входили тихохідні судна                                                                      | Ірландія           |
| 20 серпня    | Британський ПЧ «Кашалот» потопив німецький ПЧ U-51 | Біскайська затока  |
| 24-26 серпня | «Вовча зграя» з 10 німецьких підводних човнів у взаємодії з 4 He 115 і 8 Ju 88 ескадри KG 30 за три дні потопили дев'ять з 51 союзних суден конвою HX 65                       | Північна Атлантика |
| 29 серпня    | Німецький ПЧ U-100 Й. Шепке за один день потопив чотири та пошкодив одне союзне судно (20 975 тонн)                                                                            | Ірландія           |
| 27 серпня    | Британський HMS Dunvegan Castle (15 007 тонн) потоплений торпедною атакою ПЧ U-46                                                                                              | Ірландія           |
| 30 серпня    | В Бордо офіційно відкрита італійська база підводних човнів BETASOM | Франція            |
| 31 серпня    | Поблизу голландського острова Тесел при постановці мінного поля загинув есмінець «Еск» та постраждали «Експрес» і «Айвенго» (наступного дня був затоплений есмінцем «Кельвін») | Нідерланди         |

### Вересень
| Дата | Подія | Регіон (місце)    |
| --- | --- | ----------------- |
| 2 вересня | Угода «есмінці в обмін на бази» вступила в силу, за якою Велика Британія отримувала 50 есмінців в обмін на надання США права створення американських військово-морських і авіаційних баз на умовах безоплатної оренди на 99 років у різних британських володіннях: на Багамах, Бермудах, Антигуа, Сент-Люсії, Тринідаді, на Ямайці, в Ньюфаундленді та в Британській Гвіані | Атлантичний океан |
| 7 і 9 вересня | Німецькі U-47 і U-28 затопили п'ять суден (20 943 тонн) з 54 конвою SC 2 | Ірландія          |
| 17 вересня | Британський важкий крейсер «Сассекс» зазнав масованого бомбардування в порту Глазго, де й затонув. Пізніше піднятий та відновлений | Шотландія         |
| 20, 21 і 25 вересня                                                                                                 | Німецькі U-32 і U-138 затопили п'ять (41 338 тонн) з 33 суден конвою OB 216 | Західні підходи   |
| 20-22 вересня | 5 німецьких підводних човнів затопили одинадцять (72 727 GRT) та пошкодили три (18 178 GRT) з 43 суден конвою HX 72 | Західні підходи   |
| 23-25 вересня | Невдачею завершилася операція союзників «Загроза» по захопленню Дакара; вішісти відбили спробу висадити морський десант. В ході бою затоплені французькі ПЧ «Персей» і «Аякс»; британський лінкор «Резолюшн» дістав серйозних пошкоджень унаслідок атаки ПЧ «Бевез'е» | Сенегал           |
| Загалом: за вересень 1940 року союзники втратили 92 судна (403 000 тонн) і два кораблі ескорту; німці втрат не мали | |                   |

### Жовтень
| Дата                                                                                                  | Подія | Регіон (місце)  |
| --- | --- | --------------- |
| 1 жовтня                                                                                              | Пасажирське судно Highland Patriot затоплене німецьким підводним човном U-38 Г.Лібе | Західні підходи |
| 11-13 жовтня                                                                                          | Внаслідок атак німецькими ПЧ U-37, U-48, U-59, U-101 конвою HX 77 потоплено 6 суден (38 564 тонн) | Західні підходи |
| 16-19 жовтня                                                                                          | Німецькі ПЧ U-48, U-101, U-46, U-123, U-99, U-101, U-38 за чотири дні потопили 20 суден (79 592 тонни) та ще шість (22 662 тонни) суден пошкодили зі складу конвою SC 7 (загалом 30 суден)                | Західні підходи |
| 19-20 жовтня                                                                                          | Німецькі ПЧ U-28, U-46, U-47, U-48, U-100 потопили 12 суден (75 069 тонн) та два (15 018 тонн) пошкодили з 49 суден конвою HX 79                                                                          | Ірландія        |
| 18 жовтня                                                                                             | Британський підводний човен H49 потоплений UJ 116 і UJ 118 неподалік від Тесела | Північне море   |
| 19 жовтня                                                                                             | Британський есмінець «Венеція» підірвався на міні в естуарії Темзи та затонув | Темза           |
| 22 жовтня                                                                                             | Канадський есмінець «Маргарі» зіткнувся з транспортом боєприпасів MV Port Fairy і затонув; загинуло 142 з 178 членів екіпажу                                                                              | Ірландія        |
| 23 жовтня                                                                                             | Німецький кишеньковий лінкор «Адмірал Шеєр» під командуванням Т. Кранке вийшов з Готенгафена для рейду по Атлантичному і Індійському океанах. 28 жовтня 1940 прорвався через Данську протоку до Атлантики |                 |
| 28 жовтня                                                                                             | Транспортне судно-лайнер «Імпрес оф Бритн» (42 348 тонн) зазнало атаки німецького бомбардувальника Fw 200 Condor, потім затоплене субмариною U-32                                                         | Ірландія        |
| 30 жовтня                                                                                             | Британські есмінці «Гарвестер» і «Хайлендер» потопили німецький підводний човен U-32 | Ірландія        |
| 30 жовтня                                                                                             | Британський есмінець «Старді» наразився на мілину біля острова Тайрі та затонув | Шотландія       |
| Загалом: за жовтень 1940 року німці потопили 99 суден (419 000 тонн), 1 есмінець; німці втратили 1 ПЧ | |                 |

### Листопад
| Дата | Подія | Регіон (місце)     |
| --- | --- | ------------------ |
| 2 листопада | Німецький ПЧ U-31 потоплений есмінцем «Антілоуп» північно-західніше Ірландії                                                                                     | Західні підходи    |
| 3 листопада | Британський допоміжний крейсер «Лаурентік» (18 724 т) потоплений німецьким U-99                                                                                  | Західні підходи    |
| 4 листопада | Британський допоміжний крейсер «Патроклус» (11 314 т) потоплений німецьким U-99                                                                                  | Західні підходи    |
| 5 листопада | Німецький «кишеньковий лінкор» «Адмірал Шеєр» атакував конвой HX 84 з 37 суден, потопивши п'ять транспортних суден і допоміжний крейсер «Джервіс-Бей» (14 164 т) | Північна Атлантика |
| 7 листопада | Британський ПЧ «Сордфіш» підірвався на міні та затонув з усім екіпажем                                                                                           | Острів Вайт        |
| 8 листопада | Італійський ПЧ «Фаа де Бруно» потоплений есмінцями «Оттава» та «Гарвестер»                                                                                       | Ірландія           |
| 22-23 листопада | Німецька субмарина U-100 за один день потопила 7 суден союзників конвою SC 11                                                                                    | Західні підходи    |
| Листопад (точна дата невідома) | Німецький ПЧ U-104 зник безвісти південніше Ірландії | Ірландія           |
| Загалом: за листопад 1940 року німецькі та італійські ПЧ потопили 86 суден (294 000 тонн); британці втратили 3 допоміжних крейсери; німці втратили 2 ПЧ, італійці 1 | |                    |

### Грудень
| Дата | Подія | Регіон (місце)     |
| --- | --- | ------------------ |
| 1-3 грудня | Німецькі «вовчі зграї» за три доби потопили 10 з 41 судна конвою HX 90, ще одно судно потоплене німецькою авіацією               | Західні підходи    |
| 2 грудня | Британський допоміжний крейсер «Форфар» (16 402 BRT) потоплений німецьким ПЧ U-99                                                | Ірландія           |
| 15 грудня | Італійський ПЧ «Капітано Тарантіні» потоплений британським ПЧ «Тандерболт» в естуарії Жиронди                                    | Жиронда (естуарій) |
| 17 грудня | Британський есмінець «Акерон» підірвався на міні та затонув у Ла-Манші; загинуло 196 осіб                                        | Острів Вайт        |
| 19 грудня | Внаслідок «дружнього вогню» німецький ПЧ U-37 торпедував французьку субмарину Віші «Сфакс» неподалік від африканського узбережжя | Дакар              |
| Загалом: за грудень 1940 року ПЧ потопили 76 суден союзників та нейтральних країн (322 000 тонн); втрачений 1 допоміжний крейсер і есмінець; італійці втратили 1 ПЧ; французи 1 ПЧ | |                    |

## 1941

### Січень
| Дата | Подія | Регіон місце       |
| --- | --- | ------------------ |
| 7 січня | Італійський ПЧ «Нані» потоплений корветами «Анемон» та «Ла Мало»                                                                                          | Північна Атлантика |
| 22 січня | Німецькі лінійні кораблі «Шарнгорст» та «Гнейзенау» здійснили прорив до Північної Атлантики та розпочали рейдові дії проти транспортних конвоїв союзників | Північна Атлантика |
| 29-30 січня | Німецькі ПЧ U-93, U-94 і U-106 потопили 6 суден конвою SC 19                                                                                              | Західні підходи    |
| Загалом: за січень 1941 року союзники та нейтральні країни втратили 74 судна (310 000 тонн); потоплений 1 італійський підводний човен | |                    |

### Лютий
| Дата | Подія | Регіон місце       |
| --- | --- | ------------------ |
| 8-11 лютого | Німецькі важкий крейсер «Адмірал Гіппер», ПЧ U-37 і 5 бомбардувальників KG 40 потопили 9 суден (15 217 тонн) конвою HG 53               | Північна Атлантика |
| 10 лютого | U-96 потопив 2 судна конвою HX 106 | Північна Атлантика |
| 11 лютого | Британський ПЧ «Снаппер» потоплений німецькими тральщиками M-2, M-13 і M-25 поблизу Уессана                                             | Бретань            |
| 12 лютого | Німецький рейдер важкий крейсер «Адмірал Гіппер» потопив сім суден конвою SLS 64                                                        | Мадейра            |
| 25 лютого | Британський ескортний міноносець «Ексмур» потоплений німецькими швидкісними торпедними катерами типу S-Boot та затонув поблизу Лоустофт | Англія             |
| 26 лютого | Німецька авіація потопила вісім суден конвою OB 290. Ще три судна потопив й одне пошкодив ПЧ U-47                                       | Західні підходи    |
| Дата невідома | Італійський підводний човен «Лоренцо Марчелло» зник після 22 лютого в Північній Атлантиці (ймовірно потоплений Short Sunderland)        | Північна Атлантика |
| Загалом: за лютий 1941 року союзники та нейтральні країни втратили 95 суден (368 000 тонн); зник безвісти 1 італійський підводний човен | |                    |

### Березень
| Дата                                                                                      | Подія | Регіон місце       |
| ----------------------------------------------------------------------------------------- | --- | ------------------ |
| 1 березня                                                                                 | Німецька субмарина U-552 потопила британський танкер SS Cadillac (12 062 тонн) з конвою HX 109                                        | Бішоп Рокк         |
| 4 березня                                                                                 | При проведенні британськими командос спеціальної операції «Клеймор» потоплено 10 німецьких суден на Лофотенських островах             | Норвезьке море     |
| 7 березня                                                                                 | Німецькі підводні човни U-47 (ймовірно) і U-70 потоплені при нападі на конвой OB 293                                                  | Північна Атлантика |
| 7 березня                                                                                 | Британське китобійне судно-фабрика «Terje Viken» (20 638 тонн) потоплене U-47. Одне з найбільших суден потоплених у війні             | Північна Атлантика |
| 8 березня                                                                                 | Конвой SL 67 зазнав втрату п'яти вантажних суден від атак німецьких ПЧ U-105 і U-124                                                  | Західна Африка     |
| 15-16 березня                                                                             | «Шарнгорст» та «Гнейзенау» за два дні потопили або взяли призом 16 суден противника                                                   | Північна Атлантика |
| 16 березня                                                                                | Німецькі ПЧ U-99 і U-100 затопили шість суден конвою HX 112; наступного дня обидва човни затоплені есмінцями «Волкер» і «Венок»       | Ісландія           |
| 17-21 березня                                                                             | У результаті атаки U-Boot U-105 і U-106 затопили сім суден конвою SL 68, пошкодили лінійний корабель «Малайя» і голландський пароплав | Західна Африка     |
| 23 березня                                                                                | U-551 потоплений британським траулером                                                                                                | Ісландія           |
| Загалом: за березень 1941 року потоплено 136 суден (518 000 тонн); знищено 5 німецьких ПЧ | |                    |

### Квітень
| Дата | Подія                                                                                                   | Регіон місце       |
| --- | --- | ------------------ |
| 2-4 квітня | Внаслідок атаки німецьких ПЧ потоплено 10 (51 969 тонн) і пошкоджено 3 судна (20 602 тонн) конвою SC 26 | Північна Атлантика |
| 4 квітня | Німецький допоміжний крейсер «Тор» у бою потопив британський допоміжний крейсер «Вольтер»               | Атлантика          |
| 5 квітня | U-76 потоплений глибинними бомбами британського есмінця «Волверайн» та шлюпу «Скарборо»                 | Ісландія           |
| 9 квітня | Американські війська окупували Ґренландію                                                               | Ґренландія         |
| 13 квітня | U-108 потопив британський допоміжний крейсер «Раджпутана» (16 644 GRT)                                  | Ісландія           |
| 28 квітня | Британський лідер «Дуглас» затопив німецький ПЧ U-65 південно-східніше Ісландії                         | Ісландія           |
| 28 квітня | U-552 і U-96 затопили чотири судна конвою HX 121                                                        | Ісландія           |
| 29 квітня | Британський пароплав «Сіті оф Наджпур» потоплений U-75                                                  | Північна Атлантика |
| Загалом: за квітень 1941 року потоплено 88 суден (381 000 тонн); втрачені 3 допоміжні крейсери; знищено 2 німецьких ПЧ | |                    |

### Травень
| Дата | Подія | Регіон місце       |
| --- | --- | ------------------ |
| 7 травня | Британський есмінець «Харрікейн» потоплений Люфтваффе в бухті Ліверпуля | Англія             |
| 7, 9 та 10 травня | U-94, U-110, U-201, U-556 потопили 7 й пошкодили 2 судна конвою OB 318 східніше Ґренландії | Ґренландія         |
| 9 травня | U-110 захоплений у Північній Атлантиці на схід від мису Фарвель після атак британських есмінців «Бульдог», «Бродвей» та корвета «Аубретіа». Затоплений наступного дня, для збереження в таємниці захоплення шифрувальної машини Енігма та журналів шифрів                                                                                                 | Ґренландія         |
| 20-22 травня | U-93, U-94, U-98, U-109, U-111 і U-556 потопили 9 суден (51 862 тонни) конвою HX 126 південніше Ґренландії | Ґренландія         |
| 24 травня | Стався морський бій у Данській протоці між британськими лінкором «Принц Уельський», лінійним крейсером «Худ» та рейдовою групою німецького флоту. Лінійний корабель «Бісмарк» і важкий крейсер «Принц Ойген» під командуванням віцеадмірала Г. Лют'єнса у швидкоплинному бою затопили «Худ»; загинули 1 415 осіб, у тому числі віце-адмірал Л. Е. Голланд | Данська протока    |
| 27 травня | Британська ескадра віце-адмірала Д.Тові затопила в бою найновіший лінкор Крігсмаріне «Бісмарк» | Північна Атлантика |
| 28 травня | Британський есмінець «Машона» потоплений німецькими бомбардувальниками Fw 200 Condor та He 111 KG 77 південно-західніше Ірландії | Ірландія           |
| Загалом: за травень 1941 року потоплено 159 суден (437 000 тонн); втрачені 1 лінійний і 1 допоміжний крейсери; знищено 1 німецький лінкор та 1 ПЧ | |                    |

### Червень
| Дата | Подія | Регіон місце       |
| --- | --- | ------------------ |
| 2 червня | Німецький ПЧ U-147 потоплений західніше Шотландії глибинними бомбами британських есмінця «Вондерер» та корвета «Перівінкл»                                   | Шотландія          |
| 16 червня                                                                                                   | Американські війська розпочали окупацію Ісландії, змінивши там британські окупаційні сили                                                                    | Ісландія           |
| 18 червня                                                                                                   | Німецький ПЧ U-138 потоплений в Атлантичному океані поблизу мису Трафальґар британськими есмінцями «Фокнор», «Фіерлес», «Форестер», «Форсайт» та «Фоксхаунд» | Іспанія            |
| 24, 27 та 29 червня                                                                                         | Німецькі субмарини потопили шість суден (38 269 тонн) і пошкодили два (19 823 тонн) судна конвою HX 133                                                      | Північна Атлантика |
| 27 червня                                                                                                   | U-556 потоплений глибинними бомбами британських корветів «Настуртіум», «Селандін» та «Гладіолус»                                                             | Ісландія           |
| 27 червня                                                                                                   | Італійський підводний човен «Глауко» знищений британським есмінцем «Вішарт» західніше Гібралтару                                                             | Гібралтар          |
| 27, 29 та 30 червня                                                                                         | U-66, U-69, U-123 потопили вісім суден (40 401 тонна) конвою SL 78 біля західного узбережжя Африки                                                           | Західна Африка     |
| 29 червня                                                                                                   | Спільними діями есмінців «Малькольм», «Сімітер», корветів «Арабіс» і «Вайолет» та мінним тральщиком «Спідвелл» потоплений німецький ПЧ U-651                 | Ісландія           |
| Загалом: за червень 1941 року потоплено 104 судна (415 000 тонн); потоплено 5 німецьких та 1 італійський ПЧ | |                    |

### Липень
| Дата | Подія | Регіон місце       |
| --- | --- | ------------------ |
| 5 липня | U-96 затопив британський пароплав SS Anselm; загинуло 254 людини з 1 316, що перебували на борту                                                               | Північна Атлантика |
| 5 липня | Італійський ПЧ «Мікеле Б'янкі» потоплений британським «Тігріс»                                                                                                 | Естуарій Жиронди   |
| 7 липня | Президент США Ф.Рузвельт оголосив, що ВМС США з цього часу будуть ескортувати та охороняти американські торговельні та пасажирські судна в Північній Атлантиці | Північна Атлантика |
| 19 липня | Британський ПЧ «Ампайр» затонув унаслідок зіткнення з траулером Peter Hendriks                                                                                 | Північне море      |
| 27-28 липня | Німецькі підводні човни потопили сім транспортів (11 303 тонн) конвою OG 69                                                                                    | Португалія         |
| Загалом: за липень 1941 року потоплено 41 судно (113 000 тонн); загинув 1 британський ПЧ; потоплений 1 італійський ПЧ | |                    |

### Серпень
| Дата | Подія | Регіон місце             |
| --- | --- | ------------------------ |
| 3 серпня | U-401 затоплений унаслідок атаки есмінців «Сент-Олбанс», «Вондерер» та корвета «Гортензія»                                                                                               | Ірландія                 |
| 5 серпня | U-74, U-75 і U-372 потопили п'ять суден конвою SL 81 | Західні підходи          |
| 12 серпня | З Ліверпуля до Скапа-Флоу й далі до ісландського Хваль-фіорд вийшов перший арктичний конвой, операція «Дервіш». 21 серпня конвой з 7 суден та 14 кораблів ескорту вийшов на Архангельськ | Британські острови       |
| 19 серпня | Норвезький есмінець «Бат» потоплений U-204 | Південно-Західні підходи |
| 19, 22-23 серпня | У результаті нападу німецьких ПЧ затонуло 10 суден (15 185 тонн) конвою OG 71 | Атлантичний океан        |
| 25 серпня | U-452 потоплений британським протичовновим траулером Vascama та літаком-амфібією PBY «Каталіна»                                                                                          | Ісландія                 |
| Загалом: за серпень 1941 року потоплено 36 суден (104 000 тонн) та 3 кораблі ескорту; знищені 3 німецькі та 1 італійський ПЧ | |                          |

### Вересень
| Дата | Подія | Регіон місце       |
| --- | --- | ------------------ |
| 8 вересня | Італійський ПЧ «Мадджоре Франческо Баракка» знищений ескортним міноносцем «Крум»                                                                                            | Північна Атлантика |
| 9-11 вересня | «Вовча зграя» «Маркграф» з 14 ПЧ затопила 14 (60 457 тонн) та пошкодила чотири (14 132 тонни) транспортні судна конвою SC 42 при проходженні західного узбережжя Ґренландії | Ґренландія         |
| 10 вересня | Канадські корвети «Чемблі» й «Мус Джо» затопили U-501 | Данська протока    |
| 11 вересня | Британські есмінці «Лемінгтон» і «Ветеран» глибинними бомбами знищили U-207                                                                                                 | Данська протока    |
| 25-27 вересня | ПЧ U-124, U-201 і U-203 затопили 10 (25 818 тонн) суден конвою HG 73 біля західного узбережжя Ґренландії                                                                    | Ґренландія         |
| Дата невідома | Італійський підводний човен «Алессандро Маласпіна» зник у Північній Атлантиці (ймовірно потоплений 10 вересня Short Sunderland)                                             | Північна Атлантика |
| Загалом: за вересень 1941 року потоплено 66 суден (255 000 тонн) та 1 корабель ескорту; знищені 2 німецькі та 2 італійські ПЧ | |                    |

### Жовтень
| Дата | Подія | Регіон місце          |
| --- | --- | --------------------- |
| 4 жовтня | U-111 потоплений південно-західніше Канарських островів глибинними бомбами та артилерією британського протичовнового траулера HMS Lady Shirley                                                         | Канарські острови     |
| 14 жовтня | Французький корвет «Фльор-де-лі» зі складу конвою OG 75 потоплений U-206 західніше Гібралтару | Гібралтар             |
| 15-17 жовтня | 8 ПЧ «вовчої зграї» «Мордбреннер» потопили 9 з 52 суден та 2 бойових кораблі ескорту конвою SC 48: «Гладіолус» і «Бродвотер»; один есмінець «Карні» пошкоджений                                        | Північна Атлантика    |
| 19 жовтня | Німецький U-204 потоплений з усім екіпажем британськими «Маллоу» та «Рочестер» у Гібралтарській протоці                                                                                                | Гібралтарська протока |
| 23 жовтня | Британський есмінець «Козак» торпедований U-563; 27 жовтня затонув західніше Гібралтару | Гібралтар             |
| 25 жовтня | Італійський підводний човен «Галілео Ферраріс», пошкоджений унаслідок атаки Consolidated PBY Catalina, викинувся на мілину, де знищений вогнем есмінця «Ламертон»                                      | Гібралтар             |
| 31 жовтня | Американський есмінець «Рубен Джеймс», що супроводжував конвой HX 156, потоплений торпедою U-552. Перший американський бойовий корабель, утрачений під час війни (ще до офіційного вступу США у війну) | Ісландія              |
| Загалом: за жовтень 1941 року потоплено 45 суден (243 000 тонн) та 5 кораблів ескорту; знищені 2 німецькі та 1 італійський ПЧ | |                       |

### Листопад
| Дата | Подія | Регіон місце          |
| --- | --- | --------------------- |
| 3 листопада | Атаками U-202 та U-203 затоплено 4 судна конвою SC 52                                                                           | Ньюфаундленд          |
| 22 листопада | Німецький допоміжний крейсер «Атлантіс» потоплений вогнем важкого крейсера «Девоншир» у південній Атлантиці                     | Острів Вознесіння     |
| 24 листопада | Британський крейсер «Данідін» потоплений U-124 корветтен-капітана Й. Мора у центральній Атлантиці поблизу Сан-Педру-і-Сан-Паулу | Сан-Педру-і-Сан-Паулу |
| Дата невідома | U-206 зник у Біскайській затоці (ймовірно підірвався на британському мінному полі 30 листопада)                                 | Біскайська затока     |
| Загалом: за листопад 1941 року потоплено 31 судно (85 000 тонн) та 1 крейсер; знищені 1 німецький допоміжний крейсер, 1 німецький та 1 італійський ПЧ | |                       |

### Грудень
| Дата | Подія | Регіон місце       |
| --- | --- | ------------------ |
| 7 грудня | U-208 потоплений західніше Гібралтару глибинними бомбами міноносців «Гарвестер» та «Гесперус» | Гібралтар          |
| 10 грудня | U-130 затопив три судна конвою SC 57 | Північна Атлантика |
| 17-23 грудня | Західніше мису Фіністерре у битві за конвой HG 76 з 32 суден німецька «вовча зграя» «Зеєраубер» затопила 2 судна та 2 кораблі ескорту: ескортний авіаносець «Одасіті» і есмінець «Стенлі», ціною втрати своїх 5 човнів U-127, U-131, U-434, U-574, U-567 і двох патрульних літаків Fw 200 «Кондор». Перша перемога союзників у битві за конвой | Португалія/Іспанія |
| 21 грудня | Поблизу мису Спартель північно-західніше Танжера торпедоносцем «Сордфіш» повітряних сил британського флоту потоплений німецький U-451 | Марокко            |
| 21 грудня | U-567 затоплений глибинними бомбами британського шлюпа «Дептфорд» північно-східніше Азорських островів | Азорські острови   |
| 24 грудня | Британський ПЧ H31 ймовірно затонув у Біскайській затоці внаслідок підриву на міні | Біскайська затока  |
| 26-27 грудня | Британські командос за підтримки кораблів британського флоту провели спеціальні операції «Арчері» й «Анкліт» на окупованих німцями норвезьких Лофотенських островах і острові Воґсей | Норвегія           |
| Загалом: за грудень 1941 року потоплено 30 суден (114 000 тонн) та 1 ескортний авіаносець та два ескортні кораблі; знищені 8 німецьких ПЧ | |                    |

## 1942

### Січень
| Дата     | Подія | Регіон місце   |
| -------- | --- | -------------- |
| 9 січня  | Британський есмінець «Вім'єра» затонув, підірвавшись на міні в естуарії Темзи | Англія         |
| 12 січня | На відстані 160 миль від Галіфакса ПЧ U-123 Р. Гардегена потопив британське судно MV Cyclops (9 076 GRT), розпочавши епопею масового потоплення союзних транспортних суден біля берегів Америки | Нова Шотландія |
| 15 січня | Німецький ПЧ U-93 потоплений у Північній Атлантиці північно-східніше Мадейри глибинними бомбами британського есмінця «Гесперус»                                                                 | Мадейра        |
| 25 січня | Німецький есмінець Z-8 «Бруно Хайнеманн» під час прориву німецьких лінкорів підірвався на британських магнітних мінах, встановлених «Пловер» у 8 милях на північ від Дюнкерка, та затонув       | Дюнкерк        |
| 30 січня | З Галіфакса вийшов конвой SC 67 з ескортом до берегів Північної Ірландії. З цього часу усі конвої супроводжувалися на маршруті від початку та до кінця, що застосовувалося до завершення війни  | Ньюфаундленд   |
| 31 січня | Британський есмінець «Бельмон» з усім екіпажем потоплений німецьким U-82 | Ньюфаундленд   |

### Лютий
| Дата                       | Подія | Регіон місце         |
| -------------------------- | --- | -------------------- |
| 2 лютого                   | U-581 потоплений південно-східніше Орта глибинними бомбами британського есмінця «Весткотт»                                                                           | Азорські острови     |
| 3 лютого                   | U-106 потопив торпедою шведське суховантажне судно SS Amerikaland (15 355 GRT) біля східного узбережжя США                                                           | Східне узбережжя США |
| 6 лютого                   | U-82 знищений атакою британських шлюпа «Рочестер» і корвета «Тамаріск»                                                                                               | Азорські острови     |
| 16 лютого                  | 11 німецьких підводних човнів розпочали операцію «Нойланд» в акваторії Карибського моря, атакувавши нафтопереробні об'єкти в Арубі, на Кюрасао та на озері Маракайбо | Карибське море       |
| 18 лютого                  | Французький ПЧ «Сюркуф» затонув з усім екіпажем унаслідок зіткнення з американським судном Thomson Lykes                                                             | Карибське море       |
| 22, 24 лютого та 1 березня | 7 німецьких ПЧ атакували конвой ON 67 і потопили 8 суден (54 750 тонн) та ще два пошкодили (16 155 тонн)                                                             | Карибське море       |
| 28 лютого                  | Американський есмінець «Джейкоб Джонс» знищений німецьким U-578 біля Кеп-Мей                                                                                         | Східне узбережжя США |

### Березень
| Дата                                                                                      | Подія | Регіон місце                |
| ----------------------------------------------------------------------------------------- | --- | --------------------------- |
| 1 березня                                                                                 | U-656 потоплений південніше Кейп-Рейс глибинними бомбами американського «Хадсона»                                                                                                   | Ньюфаундленд                |
| 15 березня                                                                                | U-503 затоплений глибинними бомбами американського «Хадсона» південно-східніше Ньюфаундленд                                                                                         | Ньюфаундленд                |
| 15 березня                                                                                | Британський есмінець «Вортігерн» атакований німецьким торпедним катером та затонув поблизу Кромера (Норфолк)                                                                        | Англія                      |
| 20 березня                                                                                | Союзниками запроваджена нова система конвоїв BX і XB між Галіфаксом та Бостоном для протидії U-Boot, що діяли поблизу американського узбережжя                                      | Східне узбережжя США/Канади |
| 27 березня                                                                                | U-587 потоплений південно-західніше Ірландії в результаті атаки британських ескортних есмінців «Грув», «Альденгам» та есмінців «Волонтір», «Лімінгтон»                              | Ірландія                    |
| 28 березня                                                                                | Британські командос провели спеціальну операцію «Колісниця» з метою виведення з ладу найпотужнішого морського сухого доку у порту Сен-Назер на території окупованої німцями Франції | Франція                     |
| 31 березня                                                                                | U-702 підірвався на британському мінному полі FD 37, виставленого французькою субмариною «Рубі», та затонув у Північному морі                                                       | Північне море               |
| Загалом: за березень 1942 року потоплено 106 суден (562 000 тонн); знищені 5 німецьких ПЧ | |                             |

### Квітень
| Дата | Подія | Регіон місце    |
| --- | --- | --------------- |
| 14 квітня | U-85 потоплений біля мису Гаттерас артилерійським вогнем американського есмінця «Роупер»                                                                      | Зовнішні мілини |
| 14 квітня | U-252 знищений південно-західніше Ірландії глибинними бомбами британського шлюпу «Сторк» та британського корвета «Ветч» під час спроби атакувати конвой OG 82 | Ірландія        |
| 26 квітня | Американський есмінець «Стюртевант» затонув, після підриву на мінному полі поблизу Кі-Веста                                                                   | Флорида         |
| Загалом: за квітень 1942 року потоплено 88 суден (495 000 тонн); 1 американський есмінець загинув; знищені 2 німецьких ПЧ | |                 |

### Травень
| Дата | Подія | Регіон місце       |
| --- | --- | ------------------ |
| 1 травня | Британський есмінець «Панджабі» загинув унаслідок зіткнення з лінкором «Кінг Джордж V» під час супроводження конвою PQ 15 поблизу берегів Ісландії | Ісландія           |
| 9 травня | U-352 потоплений південніше мису Гаттерас глибинними бомбами катеру берегової охорони США «Ікарус»                                                 | Північна Кароліна  |
| 12-13 травня | U-94 і U-124 потопили сім транспортних суден конвою ON 92                                                                                          | Північна Атлантика |
| Загалом: за травень 1942 року потоплено 136 суден (644 000 тонн); 1 британський есмінець загинув; знищений 1 німецький ПЧ | |                    |

### Червень
| Дата | Подія | Регіон місце       |
| --- | --- | ------------------ |
| 5 червня | Панамський нафтовий танкер «Стілман» (16 436 GRT) потоплений німецьким U-68 | Карибське море     |
| 13 червня | U-157 затоплений глибинними бомбами куттера Берегової охорони США «Тетіс» північно-східніше Гавани | Куба               |
| 15 червня | Союзний конвой HG 84 втратив поблизу Ла-Коруньї п'ять суден у результаті атак німецького ПЧ U-552 | Іспанія            |
| 17 червня | Британський лідер «Вайлд Свон» під час супроводження конвою HG 84 розбомблений німецькими літаками Ju 88 та зіткнувся з іспанським траулером, унаслідок чого затонув у 100 милях від узбережжя Франції | Франція            |
| 21 червня | Британський ПЧ (колишній американський) P514 типу «R» помилково протаранений і потоплений з усім екіпажем канадським тральщиком «Джорджіан»                                                            | Ньюфаундленд       |
| 28 червня | Американський танкер SS William Rockefeller (14 054 GRT) потоплений німецьким U-701 біля мису Гаттерас                                                                                                 | Північна Кароліна  |
| 30 червня | U-158 потоплений американським патрульним літаком PBM «Марінер» західніше Бермуд | Бермудські острови |
| Загалом: за червень 1942 року потоплено 133 судна (653 000 тонн); втрачені 1 есмінець і один ПЧ; знищені 2 німецькі ПЧ | |                    |

### Липень
| Дата | Подія | Регіон місце         |
| --- | --- | -------------------- |
| 1 липня                                                                                                   | Союзниками запроваджена нова система атлантичних конвоїв, що відразу довела свою ефективність: конвоювання східніше від 26°W (приблизно південніше Ісландії) забезпечувалося силами британського адміралтейства, західніше — американськими ВМС | Північна Атлантика   |
| 3 липня                                                                                                   | U-215 потоплений у Північній Атлантиці східніше Бостона глибинними бомбами британського траулера HMS Le Tiger. | Східне узбережжя США |
| 5 липня                                                                                                   | Шість суден конвою QP 13 затонули внаслідок потрапляння на британське мінне поле SN72 | Данська протока      |
| 6 липня                                                                                                   | U-502 затоплений британським бомбардувальником «Веллінгтон» західніше Ла-Рошелі | Біскайська затока    |
| 7 липня                                                                                                   | U-701 знищений американським літаком «Хадсон» біля мису Гаттерас | Північна Кароліна    |
| 11 липня                                                                                                  | U-136 потоплений атакою французького есмінця «Леопард», британських шлюпів «Пелікан» і «Спей» | Північна Атлантика   |
| 13 липня                                                                                                  | U-153 затоплений у результаті комбінованої атаки американських сил східніше Колона | Карибське море       |
| 14 липня                                                                                                  | Італійський ПЧ «П'єтро Кальві» знищений під час атаки конвою SL 115 британським шлюпом «Лалворт» (колишній куттер американської Берегової охорони «Челан»)                                                                                      | Канарські острови    |
| 15 липня                                                                                                  | U-576 знищений американськими літаками «Кінгфішер» біля мису Гаттерас | Північна Кароліна    |
| 17 липня                                                                                                  | U-751 потоплений атакою британських бомбардувальників «Вітлі» та «Ланкастер» неподалік від іспанського мису Ортегаль | Іспанія              |
| 24 липня                                                                                                  | U-90 потоплений канадським есмінцем «Санта-Крус» | Північна Атлантика   |
| 30 липня                                                                                                  | U-166 затоплений південно-східніше Нового Орлеана глибинними бомбами американського патрульного катера USS PC-566 | Мексиканська затока  |
| 31 липня                                                                                                  | U-213 затоплений на схід від Азорських островів британськими шлюпами «Ерн», «Рочестер» і «Сендвіч» | Азорські острови     |
| 31 липня                                                                                                  | U-588 знищений атакою канадських корвета «Ветаскивин» та есмінця «Скіна» | Ньюфаундленд         |
| 31 липня                                                                                                  | U-754 потоплений атакою американського легкого бомбардувальника «Хадсон» південно-східніше Ярмута | Нова Шотландія       |
| Загалом: за липень 1942 року потоплено 101 судно (511 000 тонн); знищені 12 німецьких та 1 італійський ПЧ | |                      |

### Серпень
| Дата | Подія | Регіон місце         |
| --- | --- | -------------------- |
| 3 серпня | U-335 потоплений у Північній Атлантиці британським підводним човном «Сарацин»                                                 | Фарерські острови    |
| 6 серпня | U-210 потоплений південніше мису Фарвель глибинними бомбами, артилерією та тараном канадського есмінця «Ассінібойн»           | Ґренландія           |
| 8 серпня | U-379 знищений корветом «Діантус» південно-східніше мису Фарвель                                                              | Ґренландія           |
| 8-10 серпня | 17 німецьких ПЧ одночасно атакували 36 суден конвою SC 94: десять кораблів затоплено і два пошкоджено                         | Північна Атлантика   |
| 16-19 серпня | Затоплення німецьким ПЧ U-507 шести бразильських суден спонукало Бразилію вступити у війну на боці антигітлерівської коаліції | Південна Атлантика   |
| 17-19 серпня | U-566, U-214 і U-406 атакували конвой SL 118, потопивши чотири і пошкодивши одне судно                                        | Центральна Атлантика |
| 19 серпня | Союзниками проведена морська десантна операція «Ювілей» з оволодіння портом Дьєпп                                             | Франція              |
| 20 серпня | U-464 потоплений південніше Ісландії глибинними бомбами літака-амфібії PBY «Каталіна»                                         | Ісландія             |
| 22 серпня | Загибель есмінця «Інгрем» унаслідок зіткнення з танкером-заправником «Чеманг»                                                 | Нова Шотландія       |
| 22 серпня | U-654 потоплений північніше Колону глибинними бомбами американського бомбардувальника B-18 «Боло»                             | Карибське море       |
| 25 серпня | У результаті нападу 9 німецьких ПЧ затонуло 4 судна (17 235 тонн) конвою ON 122                                               | Північна Атлантика   |
| 28 серпня | U-94 атакований глибинними бомбами літака-амфібії PBY «Каталіна» та протаранений канадським корветом «Оуквілл»                | Карибське море       |
| Дата невідома | U-578 та італійський ПЧ «Франческо Морозіні» зникли з невідомих обставин у Біскайській затоці                                 | Біскайська затока    |
| Загалом: за серпень 1942 року потоплено 106 суден (544 000 тонн); втрачений 1 американський есмінець; потоплені 7 німецьких та 1 італійський ПЧ | |                      |

### Вересень
| Дата | Подія | Регіон місце       |
| --- | --- | ------------------ |
| 1 вересня | U-756 потоплений канадським корветом «Морден» південно-східніше мису Фарвель | Ґренландія         |
| 3 вересня | Британські есмінці «Патфайндер», «Квентін» і «Вімі» затопили глибинними бомбами поблизу острова Тринідад німецьку субмарину U-162 | Карибське море     |
| 3 вересня | U-705 потоплений північно-західніше мису Ортегаль глибинними бомбами британського бомбардувальника «Вітлі» | Іспанія            |
| 10-13 вересня | 13 німецьких ПЧ потопили 8 суден (51 619 тонн) і пошкодили 7 (64 915 тонн) суден з 32, що вирушали з конвоєм ON 127 від Британських островів до Канади                                                                                     | Північна Атлантика |
| 12 вересня | Інцидент з «Лаконією»: U-156 потопив лайнер «Лаконія», з британсько-польськими військами та італійськими військовополоненими. Загинуло приблизно 1 600 людей, 1 100-1 500 підібрали кораблі вішістської Франції (див. також Наказ Лаконія) | Острів Вознесіння  |
| 14 вересня | Канадський есмінець «Оттава» затоплений німецьким підводним човном U-91 біля узбережжя Канади | Ньюфаундленд       |
| 15 вересня | U-261 потоплений північно-західніше Фарерських островів глибинними бомбами британського літака «Вітлі» | Фарерські острови  |
| 20-24 вересня | 17 німецьких ПЧ вовчих зграй «Логс» та «Пфайль» атакували конвой SC 100 і потопили 5 суден (26 331 тонна) суден з 26; по 1 U-596 та U-432 і 3 судна U-617 (Альбрехт Бранді)                                                                | Північна Атлантика |
| 25 вересня | U-253 затонув у Данській протоці північно-західніше Ірландії, підірвавшися на британській міні | Ірландія           |
| 26 вересня | Британський есмінець «Ветеран» потоплений U-404 | Північна Атлантика |
| 27 вересня | U-165 затоплений британським бомбардувальником «Веллінгтон» у Біскайській затоці | Біскайська затока  |
| Загалом: за вересень 1942 року потоплено 103 судна (533 000 тонн); втрачено 5 кораблів ескорту; потоплені 7 німецьких ПЧ і 1 рейдер | |                    |

### Жовтень
| Дата | Подія | Регіон місце               |
| --- | --- | -------------------------- |
| 2 жовтня | Британський легкий крейсер типу «C» «Кюрасао» затонув унаслідок зіткнення з лайнером «Квін Мері» північно-західніше Ірландії      | Ірландія                   |
| 2 жовтня | U-512 потоплений північніше Каєнни американським бомбардувальником B-18 «Боло»                                                    | Французька Гвіана          |
| 5 жовтня | U-619 потоплений південно-західніше Ісландії британським літаком «Хадсон»                                                         | Північна Атлантика         |
| 5 жовтня | U-582 потоплений південно-західніше Ісландії глибинними бомбами літака-амфібії PBY «Каталіна»                                     | Північна Атлантика         |
| 8 жовтня | U-179 знищений британським есмінцем «Ектів» поблизу Кейптауна                                                                     | Південно-Африканський Союз |
| 9 жовтня | U-171 підірвався на британському мінного полі південно-західніше Лор'яна і затонув                                                | Біскайська затока          |
| 10 жовтня | Лайнер RMS Duchess of Atholl потоплений німецьким ПЧ U-178                                                                        | Острів Вознесіння          |
| 10 жовтня | Британське пасажирське судно «Оркейдес» торпедоване німецьким ПЧ U-172 північно-західніше Кейптауна                               | Південно-Африканський Союз |
| 12 жовтня | U-597 затоплений глибинними бомбами британського важкого бомбардувальника В-24 «Ліберейтор»                                       | Північна Атлантика         |
| 13-14 жовтня | U-221, U-607, U-661 і U-618 потопили 18 суден (44 729 тонн) з 48 конвою SC 104                                                    | Ньюфаундленд               |
| 14 жовтня | Німецький допоміжний крейсер «Комет» потоплений у Ла-Манші поблизу Ла-Аг британським HMMTB 236                                    | Ла-Манш                    |
| 15 жовтня | U-661 затонув південно-східніше мису Фарвель після тарану британського есмінця «Віконт»                                           | Ґренландія                 |
| 16 жовтня | U-353 затоплений західніше Ірландії глибинними бомбами британського есмінця «Фейм»                                                | Північна Атлантика         |
| 20 жовтня | Британський бомбардувальник В-24 «Ліберейтор» затопив U-216 південно-західніше Ірландії                                           | Ірландія                   |
| 22 жовтня | U-412 потоплений північно-східніше Фарерських островів глибинними бомбами британського бомбардувальника «Веллінгтон»              | Норвезьке море             |
| 24 жовтня | Започаткована нова система конвоїв UG з Чесапікської затоки до Середземного моря з метою підготовки до операції «Смолоскип»       | Північна Атлантика         |
| 24 жовтня | U-599 потоплений північно-східніше Азорських островів глибинними бомбами британського бомбардувальника В-24 «Ліберейтор»          | Азорські острови           |
| 27 жовтня | U-627 потоплений південніше Ісландії глибинними бомбами британського бомбардувальника B-17 «Летюча Фортеця»                       | Ісландія                   |
| 26-31 жовтня | U-509, U-604, U-203, U-409, U-659, U-510 і U-103 потопили 12 суден (80 005 тонн) і пошкодили сім (46 750 тонн) з 37 конвою SL 125 | Мадейра                    |
| 27-29 жовтня | U-436, U-606, U-224 і U-624 потопили 10 суден (53 082 тонни) і пошкодили три (32 541 тонна) з 45 конвою HX 212                    | Північна Атлантика         |
| 29 жовтня | Британське пасажирське судно MV Abosso потоплене U-575 під час перекидання військ з Південної Африки до Ліверпуля                 | Північна Атлантика         |
| 30 жовтня | U-520 потоплений східніше Ньюфаундленда глибинними бомбами канадського бомбардувальника «Дігбі»                                   | Ньюфаундленд               |
| 30 жовтня | U-658 потоплений східніше Ньюфаундленда глибинними бомбами канадського «Хадсона»                                                  | Ньюфаундленд               |
| Дата невідома                                                                                                   | U-116 зник безвісти після 6 жовтня                                                                                                | Північна Атлантика         |
| Дата невідома                                                                                                   | Британський ПЧ «Юнік» затонув, ймовірно підірвавшись на мінному полі в Біскайській затоці                                         | Біскайська затока          |
| Загалом: за жовтень 1942 року потоплено 88 суден (561 000 тонн); втрачений 1 крейсер; потоплені 16 німецьких ПЧ | |                            |

### Листопад
| Дата | Подія | Регіон місце             |
| --- | --- | ------------------------ |
| 2-4 листопада | Південніше берегів Ґренландії німецькі U-402, U-522, U-84, U-438, U-521, U-89, U-132, U-442 потопили 15 суден (82 817 тонн) та пошкодили 4 судна (25 141 тонна) з 42 кораблів і суден конвою SC 107 | Ґренландія               |
| 4 листопада | U-132 затонув унаслідок вибуху торпедованого U-442 британського транспорту боєприпасів SS Hatimura                                                                                                  | Північна Атлантика       |
| 5 листопада | U-408 потоплений американським літаком-амфібією PBY «Каталіна» північніше Ісландії | Ісландія                 |
| 8 листопада | Розпочалася морська битва біля Касабланки | Французьке Марокко       |
| 10 листопада | Французький підводний човен «Медузе» потоплений літаючим човном SOC «Сігал» з американського крейсера «Філадельфія» біля мису Кап-Блан                                                              | Ріо-де-Оро               |
| 11 листопада | Британський ПЧ «Анбітен» помилково потоплений британськими літаками «Веллінгтон» Берегового командування Королівських ПС                                                                            | Біскайська затока        |
| 13 листопада | U-411 потоплений західніше Гібралтару глибинними бомбами британського «Хадсона» | Гібралтар                |
| 15 листопада | Американський ескортний авіаносець «Евенджер» торпедований німецьким підводним човном U-155 і затонув західніше Гібралтару                                                                          | Гібралтар                |
| 15 листопада | U-98 потоплений британським есмінцем «Реслер» поблизу Гібралтарської протоки | Гібралтарська протока    |
| 16 листопада | U-173 потоплений західніше Касабланки американськими есмінцями «Вулсі», «Свонсон» та «Квік» | Французьке Марокко       |
| 17-18 листопада | U-264, U-184, U-624, U-522 і U-262 потопили шість суден (26 321 тонна) і пошкодили одне (5 432 тонни) з 33 конвою ON 144                                                                            | Північна Атлантика       |
| 21 листопада | U-517 потоплений британським торпедоносцем «Альбакор» з авіаносця «Вікторіос» | Північна Атлантика       |
| Дата невідома | U-184 зник безвісти після 21 листопада в результаті боїв у затоці Святого Лаврентія | Затока Святого Лаврентія |
| Дата невідома | Французький ПЧ «Сібил» ймовірно затонув унаслідок бойових дій біля Касабланки після 8 листопада | Французьке Марокко       |
| Загалом: за листопад 1942 року потоплено 98 суден (573 000 тонн); втрачений 1 ескортний авіаносець, 1 есмінець, 1 корвет; потоплені 7 німецьких та 2 французьких ПЧ | |                          |

### Грудень
| Дата | Подія | Регіон місце       |
| --- | --- | ------------------ |
| 3 грудня | Британський ескортний міноносець «Пенілен» атакований німецьким швидкісним ударним катером S115, затонув поблизу Старт-Пойнта                                            | Ла-Манш            |
| 7 грудня | Британський океанський лайнер SS Ceramic потоплений ПЧ U-515 західніше Азорських островів; загинуло 656 людей з 657, що перебували на борту                              | Азорські острови   |
| 8 грудня | U-254 затонув унаслідок зіткнення південно-східніше мису Фарвель з U-221                                                                                                 | Північна Атлантика |
| 8 грудня | U-611 потоплений південно-східніше мису Фарвель британським важким бомбардувальником В-24 «Ліберейтор»                                                                   | Північна Атлантика |
| 15 грудня | U-626 потоплений у результаті атаки американського катера берегової охорони USCGC Ingham (WHEC-35)                                                                       | Північна Атлантика |
| 17 грудня | Британський есмінець «Файрдрейк» знищений атакою німецького ПЧ U-211 | Північна Атлантика |
| 26 грудня | U-357 потоплений глибинними бомбами північно-західніше Ірландії британських есмінців «Гесперус» та «Ванесса»                                                             | Північна Атлантика |
| 27 грудня | U-356 потоплений північніше Азорських островів канадськими есмінцем «Сен-Лорен» та корветами «Чілвок», «Бетлфорд» та «Напані»                                            | Азорські острови   |
| 27-30 грудня | «Вовча зграя Шпіц» (10 ПЧ) потопили 16 суден (69 913 тонн) і пошкодили 10 (57 777 тонн) з 45 конвою ON 154                                                               | Північна Атлантика |
| Дата невідома | Після 10-місячної наполегливої праці дешифрувальники з Блечлі-Парк зламали новітній код «Тритон», яким користувалися німецькі U-boot в Атлантиці та на Середземному морі | Атлантичний океан  |
| Загалом: за грудень 1942 року потоплено 64 судна (314 000 тонн); втрачені 3 ескортних кораблі; потоплені 5 німецьких ПЧ | |                    |

## 1943

### Січень
| Дата | Подія | Регіон місце         |
| --- | --- | -------------------- |
| 6 січня | U-164 потоплений північно-західніше Сеари, Бразилія глибинними бомбами американського літаючого човна «Каталіна» | Бразилія             |
| 8, 9 та 11 січня | Вовча «зграя» «Долфін» з 10 ПЧ потопила 7 з 9 танкерів конвою TM 1 на шляху з Тринідаду до Гібралтару            | Центральна Атлантика |
| 9 січня | U-124 потопив чотири судна конвою TB 1 поблизу Парамарибо                                                        | Суринам              |
| 13 січня | U-507 потоплений північно-західніше Форталези, Бразилія американським літаючим човном «Каталіна»                 | Бразилія             |
| Дата невідома | U-337 зник безвісти східніше Ісландії після 3 січня                                                              | Ісландія             |
| Дата невідома | U-553 безвісти зник південно-західніше Ірландії після 20 січня                                                   | Ірландія             |
| Дата невідома | U-519 вважається зниклим безвісти після 31 січня                                                                 | Біскайська затока    |
| Загалом: за січень 1943 року потоплено 34 судна (205 000 тонн) (враховуючи арктичні конвої); потоплені 2 та зникли 3 німецьких ПЧ | |                      |

### Лютий
| Дата | Подія | Регіон місце       |
| --- | --- | ------------------ |
| 3 лютого | U-265 знищений атакою британського бомбардувальника «Летюча фортеця» південніше Ісландії                                                        | Ісландія           |
| 4 лютого | U-187 потоплений британськими есмінцями «Вімі» та «Беверлі»                                                                                     | Ньюфаундленд       |
| 5-8 лютого | Вовча «зграя» «Пфайль» з 13 ПЧ потопила 12 суден (60 056 тонн) та 1 пошкодила (9 272 т) з 64 транспортних суден конвою SC 118                   | Північна Атлантика |
| 6 лютого | U-609 і U-624 потоплені союзниками з усіма екіпажем                                                                                             | Північна Атлантика |
| 12 лютого | U-442 знищений західніше мису святого Вікентія глибинними бомбами британського літака «Хадсон»                                                  | Португалія         |
| 13 лютого | U-620 потоплений північно-західніше Лісабона британською «Каталіною»                                                                            | Португалія         |
| 15 лютого | U-529 потоплений південно-східніше мису Фарвель британським бомбардувальником «Ліберейтор»                                                      | Ґренландія         |
| 17 лютого | Есмінцями «Фейм» і «Віконт» при спробі атакувати конвой ONS 165 потоплені відповідно U-69 і U-201                                               | Північна Атлантика |
| 19 лютого | U-268 потоплений західніше Сен-Назера глибинними бомбами британського бомбардувальника «Веллінгтон»                                             | Біскайська затока  |
| 21 лютого | U-623 потоплений британським бомбардувальником «Ліберейтор» при спробі атакувати конвой ON 166                                                  | Північна Атлантика |
| 21-25 лютого | Вовча «зграя» «Ріттер» з 10 ПЧ потопила 14 суден (88 001 тонна) та 7 пошкодила (47 360 т) з 49 транспортних суден конвою ON 166                 | Північна Атлантика |
| 22 лютого | U-606 потоплений глибинними бомбами американського куттера берегової охорони «Кемпбелл» та польського есмінця «Бурза»                           | Ньюфаундленд       |
| 22 лютого | U-225 потоплений глибинними бомбами корвета «Діантус»                                                                                           | Азорські острови   |
| 23 лютого | U-522 потоплений британським сторожовим кораблем південніше острову Санта-Марія                                                                 | Азорські острови   |
| Дата невідома | Норвезький підводний човен «Уредд» (колишній британський типу «U») ймовірно підірвався на міні поблизу Буде при проведенні спеціальної операції | Норвегія           |
| Загалом: за лютий 1943 року потоплено 52 судна (315 000 тонн); втрачений 1 корвет і 2 підводні човни; Німеччина втратила 14 ПЧ | |                    |

### Березень
| Дата | Подія | Регіон місце       |
| --- | --- | ------------------ |
| 4 березня | U-87 потоплений глибинними бомбами канадських корвета «Шедіак» та есмінця «Сеінт Крокс»                                                                              | Португалія         |
| 7-10 березня | Вовчі «зграї» «Вестмарк» та «Остмарк» з 26 ПЧ потопили 14 суден (56 243 тонни) та 1 пошкодила (3 670 т) з 59 транспортних суден конвою SC 121                        | Північна Атлантика |
| 8 березня | U-156 знищений унаслідок атаки літака-амфібії PBY «Каталіна» | Барбадос           |
| 10-11 березня | Вовча «зграя» «Нойленд» з 13 ПЧ атакувала конвой HX 228 з 60 суден, потопивши 6 суден (25 806 тонн) і 2 пошкодивши (12 661 тонна), але втратила U-444 і U-432        | Північна Атлантика |
| 10 березня | U-633 потоплений американським куттером берегової охорони «Спенсер»                                                                                                  | Ісландія           |
| 12 березня | U-130 знищений атакою американського есмінця «Чамплін» | Кабо-Верде         |
| 13 березня | Канадський океанський лайнер RMS «Імператриця Канади» потоплений торпедною атакою італійського ПЧ «Леонардо да Вінчі»                                                | Ліберія            |
| 13 березня | U-163 потоплений поблизу мису Фіністерре глибинними бомбами канадського корвета «Прескотт»                                                                           | Іспанія            |
| 16-19 березня | Сталася найбільша битва за конвої: конвой HX 229 (37 суден) та SC 122 (50 суден) атаковані 41 німецьким ПЧ; втрачено 22 судна і потоплено U-384                      | Північна Атлантика |
| 22 березня | U-524 затоплений глибинними бомбами американського важкого бомбардувальника В-24 «Ліберейтор»                                                                        | Мадейра            |
| 22 березня | U-665 затоплений глибинними бомбами британського середнього бомбардувальника «Вітлі»                                                                                 | Ірландія           |
| 25 березня | U-469 затоплений глибинними бомбами британського бомбардувальника B-17 «Літаюча фортеця»                                                                             | Ісландія           |
| 27 березня | Американський ескортний авіаносець типу «Евенджер» «Дешер» загинув від вибуху цистерн з авіаційним бензином на ВМБ Клайд. Під час вибуху загинуло 378 членів екіпажу | Ісландія           |
| 27 березня | U-169 знищений британським важким бомбардувальником B-17 «Літаюча фортеця»                                                                                           | Ісландія           |
| Загалом: за березень 1943 року потоплено 92 судна (538 900 тонн); втрачений 1 есмінець; Крігсмаріне втратили 14 ПЧ | |                    |

### Квітень
| Дата | Подія | Регіон місце       |
| --- | --- | ------------------ |
| 2 квітня | U-124 потоплений глибинними бомбами британських кораблів «Стоункроп» та «Блек Свон» поблизу Порту                                   | Португалія         |
| 4-6 квітня | У битві за конвой HX 231 німецькі підводні човни затопили 6 суден союзників і 3 судна пошкодили, втративши при цьому U-632 та U-635 | Північна Атлантика |
| 6 квітня | U-167 потоплений глибинними бомбами британського літака «Хадсон»                                                                    | Канарські острови  |
| 7 квітня | Британський ПЧ «Тюна» торпедною атакою знищив німецьку субмарину U-644 західніше Нарвіка                                            | Норвегія           |
| 11 квітня | Британський есмінець «Беверлі» типу «Таун» потоплений торпедами U-188                                                               | Північна Атлантика |
| 14 квітня | U-526 затонув поблизу Лор'яну, підірвавшись на англійській міні                                                                     | Біскайська затока  |
| 15 квітня | Італійський ПЧ «Архімед» знищений атакою американського літаючого човна PBY «Каталіна»                                              | Бразилія           |
| 17 квітня | U-175 знищений атакою американського куттера берегової охорони «Спенсер»                                                            | Північна Атлантика |
| 18 квітня | U-123 потопив британський підводний човен P615 південніше Фрітауна                                                                  | Сьєрра-Леоне       |
| 23 квітня | U-189 і U-191 потоплені неподалік від мису Фарвель глибинними бомбами B-24 «Ліберейтор» та есмінцем «Гесперус» відповідно           | Ґренландія         |
| 24 квітня | U-710 потоплений південніше Ісландії глибинними бомбами британської «Летючої фортеці»                                               | Ісландія           |
| 25 квітня | U-203 знищений південніше мису Фарвель скоординованою атакою британських торпедоносців «Сордфіш» та есмінця «Патфайндер»            | Ґренландія         |
| 27 квітня | U-174 потоплений глибинними бомбами американського середнього бомбардувальника «Вентура»                                            | Ньюфаундленд       |
| 29 квітня | U-332 потоплений північніше мису Фіністерре британським «Ліберейтором»                                                              | Іспанія            |
| 30 квітня | U-227 потоплений австралійським «Гемпденом»                                                                                         | Фарерські острови  |
| Дата невідома | Німецький підводний човен U-376 зник безвісти після 13 квітня                                                                       | Біскайська затока  |
| Загалом: за квітень 1943 року потоплено 45 суден (252 000 тонн); втрачений 1 есмінець та 1 ПЧ; країни Осі втратили 14 німецьких та 1 італійський ПЧ | |                    |

### Травень
| Дата | Подія | Регіон місце       |
| --- | --- | ------------------ |
| 2 травня                                                                                                  | U-465 потоплений північно-західніше мису Ортегаль глибинними бомбами австралійського «Сандерленда» | Біскайська затока  |
| 4 травня                                                                                                  | Внаслідок зіткнення західніше мису Фіністерре затонули U-659 і U-439 | Північна Атлантика |
| 4-6 травня                                                                                                | У битві за конвой ONS 5 німці затопили 13 суден союзників (61 958 тонн), але втратили 7 ПЧ (U-209, U-638, U-531, U-192, U-125, U-630 і U-438), ще декілька були пошкоджені                                                                                       | Північна Атлантика |
| 6 травня                                                                                                  | Німецький ПЧ U-192 потоплений південніше мису Фарвель глибинними бомбами британського корвета «Лузестрайф» | Північна Атлантика |
| 7 травня                                                                                                  | U-447 знищений британськими бомбардувальниками «Хадсон» | Гібралтар          |
| 7 травня                                                                                                  | U-663 затонув південно-західніше Бреста після важких пошкоджень завданих глибинними бомбами австралійського «Сандерленда» | Біскайська затока  |
| 11 травня                                                                                                 | U-528 потоплений північно-західніше мису Фіністерре глибинними бомбами британського шлюпу «Флітвуд» після пошкодження британським «Галіфаксом» | Північна Атлантика |
| 12 травня                                                                                                 | За один день Крігсмаріне втратили 3 ПЧ U-89, U-186 і U-456 з усіма екіпажами | Північна Атлантика |
| 13 травня                                                                                                 | U-753 потоплений канадською авіацією та бойовими кораблями | Північна Атлантика |
| 14 травня                                                                                                 | U-640 затоплений східніше мису Фарвель американським літаючим човном «Каталіна» | Ґренландія         |
| 15 травня                                                                                                 | U-176 знищений кубинським мисливцем за підводними човнами CS-13 | Куба               |
| 15 травня                                                                                                 | U-266 потоплений північно-західніше Іспанії глибинними бомбами британського бомбардувальника «Галіфакс» | Іспанія            |
| 16 травня                                                                                                 | U-182 потоплений атакою американського есмінця «Маккензі» | Північна Атлантика |
| 16 травня                                                                                                 | U-463 потоплений глибинними бомбами британського бомбардувальника «Галіфакс» | Біскайська затока  |
| 17 травня                                                                                                 | U-128 потоплений неподалік від Пернамбуку скоординованою атакою американських літаючих човнів «Марінер» і есмінців «Джоетт» та «Моффет» | Бразилія           |
| 17 травня                                                                                                 | U-646 затоплений британським бомбардувальником «Хадсон» | Ісландія           |
| 17 травня                                                                                                 | U-657 знищений поблизу мису Фарвель атакою британського фрегата «Свол» | Ґренландія         |
| 18-20 травня                                                                                              | При спробі 25 німецьких ПЧ атакувати конвой SC 130 з 37 суден і 8 кораблів ескорту потоплено 3 ПЧ і один пошкоджений. Конвой не втратив жодного судна | Північна Атлантика |
| 19 травня                                                                                                 | U-273 потоплений бомбардувальником «Хадсон» Королівських ПС Великої Британії | Північна Атлантика |
| 19 травня                                                                                                 | U-954 затоплений британськими фрегатом «Джед» та шлюпом «Сеннен» південно-східніше мису Фарвель | Ґренландія         |
| 20 травня                                                                                                 | U-258 потоплений британським «Ліберейтором» південніше мису Фарвель | Ґренландія         |
| 22 травня                                                                                                 | U-569 затоплений східніше Ньюфаундленда глибинними бомбами двох «Евенджерів» з ескортного авіаносця ВМС США «Боуг» | Ньюфаундленд       |
| 23 травня                                                                                                 | U-752 знищений ракетним ударом торпедоносців «Сордфіш» ПС флоту Великої Британії з ескортного авіаносця «Арчер». Перше бойове застосування ракет RP-3 | Північна Атлантика |
| 23 травня                                                                                                 | Італійський «Леонардо да Вінчі» потоплений західніше Віго британським есмінцем «Ектів» разом з фрегатом «Несс» | Іспанія            |
| 24 травня                                                                                                 | Через колосальні втрати у підводних човнах та високу ціну атак на союзні конвої адмірал Деніц наказав капітанам субмарин припинити усі напади в Північній Атлантиці та повернути ПЧ на ВМБ або відвести значно південніше. Переломний момент у битві в Атлантиці | Північна Атлантика |
| 25 травня                                                                                                 | U-467 потоплений торпедою американською «Каталіною» | Ісландія           |
| 26 травня                                                                                                 | U-436 потоплений західніше мису Ортегаль атакою британських фрегата «Тест» і корвета «Гайдарабад» | Іспанія            |
| 28 травня                                                                                                 | U-304 потоплений на південний схід від мису Фарвель глибинними бомбами з британського літака «Ліберейтор» | Ґренландія         |
| 31 травня                                                                                                 | U-440 потоплений британським «Сандерлендом» | Північна Атлантика |
| 31 травня                                                                                                 | U-563 знищений північно-західніше мису Ортегаль атакою британського «Галіфаксу» й австралійського «Сандерленда» | Північна Атлантика |
| Дата невідома                                                                                             | Німецькі підводні човни U-209, U-381 та італійський «Енріко Таццолі» зникли безвісти | Північна Атлантика |
| Загалом: за травень 1943 року потоплено 41 судно (205 600 тонн); знищені 37 німецьких та 2 італійських ПЧ | |                    |

### Червень
| Дата | Подія | Регіон місце         |
| --- | --- | -------------------- |
| 1 червня | U-418 потоплений північно-західніше мису Ортегаль ракетною атакою важкого винищувача «Бофайтер»                                                        | Біскайська затока    |
| 2 червня | За один день Крігсмаріне втратили 3 ПЧ U-105, U-202 і U-521                                                                                            | Атлантичний океан    |
| 4 червня | Під час бойових дій знищені 2 німецькі ПЧ U-308 і U-594 з усіма екіпажами                                                                              | Північна Атлантика   |
| 5 червня | U-217 потоплений південно-західніше Азорських островів глибинними бомбами «Евенджерів» за підтримки «Вайлдкетів» з ескортного авіаносця ВМС США «Боуг» | Азорські острови     |
| 11 червня | U-417 потоплений південно-східніше Ісландії британським бомбардувальником B-17 «Летюча фортеця»                                                        | Ісландія             |
| 12 червня | U-118 знищений атакою восьми «Евенджерів» з ескортного авіаносця ВМС США «Боуг»                                                                        | Центральна Атлантика |
| 14 червня | U-334 і U-564 затоплені британськими кораблями та авіацією біля Ісландії та в Біскайській затоці відповідно                                            | Атлантичний океан    |
| 19 червня | Італійський ПЧ «Агостіно Барбаріго» потоплений американською авіацією                                                                                  | Біскайська затока    |
| 20 червня | U-388 потоплений південно-східніше мису Фарвель торпедою американської «Каталіни»                                                                      | Ґренландія           |
| 24 червня | Союзна авіація та бойові кораблі потопили за один день чотири німецькі ПЧ U-119, U-194, U-200 і U-449                                                  | Атлантичний океан    |
| Загалом: за червень 1943 року потоплено 8 судно (30 150 тонн); знищені 16 німецьких та 1 італійський ПЧ, 3 німецькі тральщики типу M | |                      |

### Липень
| Дата                                                                                    | Подія | Регіон місце         |
| --------------------------------------------------------------------------------------- | --- | -------------------- |
| 3 липня                                                                                 | U-126 і U-628 потоплені північно-західніше мису Ортегаль британською авіацією                                                                                                 | Північна Атлантика   |
| 5 липня                                                                                 | U-535 потоплений північно-західніше Ла-Коруньї глибинними бомбами британського бомбардувальника «Ліберейтор»                                                                  | Іспанія              |
| 7 липня                                                                                 | U-951 потоплений північно-західніше мису святого Вікентія американським бомбардувальником «Ліберейтор»                                                                        | Португалія           |
| 8 липня                                                                                 | U-232 і U-514 знищені глибинними бомбами американської та британської авіації                                                                                                 | Північна Атлантика   |
| 9 липня                                                                                 | U-435 затоплений західніше Фігейра-да-Фош глибинними бомбами бомбардувальника «Веллінгтон»                                                                                    | Північна Атлантика   |
| 9 липня                                                                                 | U-590 знищений у гирлі Амазонки глибинними бомбами американської «Каталіни»                                                                                                   | Бразилія             |
| 11 липня                                                                                | Океанські лайнери «Каліфорнія» і «Принцеса Йоркська» затоплені німецькими бомбардувальниками Fw 200 «Condor» KG 40 західніше Віго                                             | Іспанія              |
| 12 липня                                                                                | U-506 потоплений західніше Віго американським бомбардувальником «Ліберейтор»                                                                                                  | Іспанія              |
| 13 липня                                                                                | U-487 затоплений п'ятьма «Евенджерами» та «Вайлдкетами» з ескортного авіаносця ВМС США «Кор»                                                                                  | Центральна Атлантика |
| 13 липня                                                                                | U-607 знищений північно-західніше мису Ортегаль глибинними бомбами британського «Сандерленда»                                                                                 | Біскайська затока    |
| 14 липня                                                                                | U-160 потоплений «Евенджерами» та «Вайлдкетами» з ескортного авіаносця ВМС США «Санті»                                                                                        | Азорські острови     |
| 15 липня                                                                                | U-135 затоплений західніше Тарфаї британськими кораблями «Бальзам», «Мінонет» і «Рочестер» та американським літаком-амфібією PBY «Каталіна»                                   | Марокко              |
| 15 липня                                                                                | U-509 знищений південніше Азорських островів торпедою «Евенджера» при підмозі «Вайлдкета» з ескортного авіаносця ВМС США «Санті»                                              | Азорські острови     |
| 15 липня                                                                                | U-759 потоплений американським патрульним літаком PBM «Марінер» західніше острову Гаїті                                                                                       | Карибське море       |
| 16 липня                                                                                | U-67 потоплений південно-західніше Азорських островів глибинними бомбами «Евенджера» з ескортного авіаносця «Кор»                                                             | Саргасове море       |
| 19 липня                                                                                | U-513 знищений американським літаком PBM «Марінер» східніше Сан-Франсіску-ду-Сул                                                                                              | Бразилія             |
| 20 липня                                                                                | U-558 пошкоджений американським бомбардувальником «Ліберейтор» і потоплений британським «Галіфаксом»                                                                          | Біскайська затока    |
| 21 липня                                                                                | U-662 знищений глибинними бомбами американської «Каталіни» в гирлі Амазонки                                                                                                   | Бразилія             |
| 23 липня                                                                                | U-527 південніше Азорських островів глибинними бомбами «Евенджерів» з ескортного авіаносця ВМС США «Боуг»                                                                     | Азорські острови     |
| 23 липня                                                                                | U-598 знищений поблизу Натал американським літаком-амфібією PBY «Каталіна» | Бразилія             |
| 23 липня                                                                                | U-613 потоплений південніше Азорських островів глибинними бомбами американського есмінця «Джордж Баджер» з усім екіпажем                                                      | Азорські острови     |
| 24 липня                                                                                | U-459 затоплений поблизу мису Ортегаль британським бомбардувальником «Веллінгтон»                                                                                             | Іспанія              |
| 24 липня                                                                                | Після шести місяців бомбардувань союзною авіацією баз підводних човнів американським бомбардувальником B-17 «Летюча Фортеця» нарешті вдалося знищити U-622 на рейді Тронгейма | Норвегія             |
| 26 липня                                                                                | U-359 потоплений на схід від Ямайки глибинними бомбами американського гідролітака «Марінер»                                                                                   | Карибське море       |
| 27 липня                                                                                | Плавуча казарма (колишній крейсер) «Гамбург» потоплений у ході авіанальоту американської авіації в Гамбурзі                                                                   | Німеччина            |
| 28 липня                                                                                | U-159 затоплений південніше Домініканської республіки американським гідролітаком «Марінер»                                                                                    | Карибське море       |
| 28 липня                                                                                | U-404 знищений північно-західніше мису Ортегаль британським бомбардувальником «Ліберейтор»                                                                                    | Біскайська затока    |
| 29 липня                                                                                | U-614 затоплений поблизу мису Фіністерре британським бомбардувальником «Веллінгтон»                                                                                           | Іспанія              |
| 30 липня                                                                                | U-43, U-461, U-462, U-504 і U-591 затоплені союзниками | Атлантичний океан    |
| 31 липня                                                                                | U-199 потоплений східніше Ріо-де-Жанейро глибинними бомбами американського «Марінера» та бразильських літаків «Каталіна» та «Хадсон»                                          | Бразилія             |
| Дата невідома                                                                           | U-647 зник безвісти східніше Шетландських островів | Шетландські острови  |
| Загалом: за липень 1943 року потоплено 29 суден (188 000 тонн); знищені 34 німецьких ПЧ | |                      |

### Серпень
| Дата | Подія | Регіон місце                     |
| --- | --- | -------------------------------- |
| 1 серпня | U-383 і U-454 потоплені глибинними бомбами британського та австралійського «Сандерленда» відповідно                                         | Біскайська затока                |
| 2 серпня | U-106 знищений атакою австралійського «Сандерленда» північно-західніше мису Ортегаль                                                        | Біскайська затока                |
| 3 серпня | U-335 потоплений торпедною атакою британського підводного човна «Сарацин»                                                                   | Фарерські острови                |

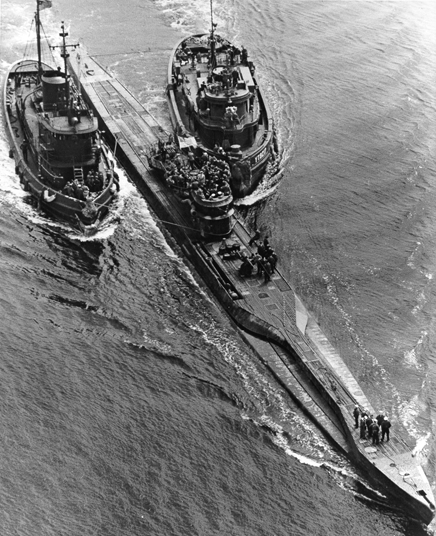
U-1228 капітулює американцям. Травень 1945

| 3 серпня | U-572 потоплений американським літаючим човном PBM «Марінер» північно-східніше острову Тринідад                                             | Карибське море                   |
| 3 серпня | U-706 потоплений північно-західніше мису Ортегаль глибинними бомбами американського бомбардувальника «Ліберейтор» та канадського «Гемпдена» | Біскайська затока                |
| 4 серпня | U-489 потоплений канадським літаком «Каталіна»                                                                                              | Ісландія                         |
| 5 серпня | Американський канонерський човен «Плімут» потоплений торпедною атакою німецького U-566 поблизу Елізабет                                     | Нью-Джерсі                       |
| 7 серпня | Союзна протичовнова авіація потопила U-84, U-117 і U-615                                                                                    | Атлантичний океан/Карибське море |
| 9 серпня | U-664 затоплений західніше Азорських островів атакою двох «Евенджерів» та одного «Вайлдкета» з ескортного авіаносця ВМС США «Кард»          | Азорські острови                 |
| 11 серпня | U-468 потоплений поблизу Банжула британським бомбардувальником «Ліберейтор»                                                                 | Гамбія                           |
| 11 серпня | U-525 затоплений атакою «Евенджерів» та «Вайлдкетів» з ескортного авіаносця «Кард»                                                          | Атлантичний океан                |
| 11 серпня | U-604 потоплений бомбами американських бомбардувальників «Ліберейтор» та «Вентура»                                                          | Південна Атлантика               |
| 17 серпня | Португалія погодилася надати свої військово-морські бази на Азорських островах британському флоту                                           | Азорські острови                 |
| 18 серпня | U-403 потоплений південніше Дакара глибинними бомбами французького «Веллінгтона»                                                            | Сенегал                          |
| 24 серпня | U-134 потоплений поблизу Віго глибинними бомбами британського «Веллінгтона»                                                                 | Іспанія                          |
| 24 серпня | U-185 потоплений західніше Канарських островів глибинними бомбами «Евенджера» та двох «Вайлдкетів» з ескортного авіаносця ВМС США «Кор»     | Канарські острови                |
| 25 серпня | U-523 потоплений західніше Віго глибинними бомбами британського есмінця «Вондерер» та британського корвета «Воллфлавер»                     | Іспанія                          |
| 27 серпня | Британський шлюп «Ігрет», головний у своєму типі, потоплений німецькими бомбардувальниками Do 217 II./KG 100 крилатими ракетами Hs 293      | Португалія                       |
| 27 серпня | U-847 потоплений торпедою «Евенджера» з ескортного авіаносця ВМС США «Кард»                                                                 | Саргасове море                   |
| 30 серпня | U-634 потоплений східніше Азорських островів глибинними бомбами британських шлюпа «Сторк» та корвета «Стоункроп»                            | Азорські острови                 |
| Загалом: за серпень 1943 року потоплено 4 судна (25 000 тонн), 1 ескортний корабель; знищені 20 німецьких ПЧ | |                                  |

### Вересень
| Дата | Подія | Регіон місце       |
| --- | --- | ------------------ |
| 8 вересня                                                                                                  | U-760 пошкоджений унаслідок атаки британського «Веллінгтона»; дотягнув до Ферроля, де був інтернований з екіпажем іспанською владою | Іспанія            |
| 19 вересня                                                                                                 | U-341 потоплений глибинними бомбами канадського бомбардувальника «Ліберейтор»                                                       | Ісландія           |
| 20 вересня                                                                                                 | Канадський есмінець «Санта-Крус» потоплений U-305 під часу ескортування конвою ONS 18/ON 202                                        | Біскайська затока  |
| 20 вересня                                                                                                 | U-338 потоплений глибинними бомбами канадського корвета «Драмгеллер»                                                                | Північна Атлантика |
| 21 вересня                                                                                                 | Британський корвет типу «Флавер» «Полиантус» потоплений торпедою G7es ПЧ U-952 під часу охорони конвою ONS 18/ON 202                | Північна Атлантика |
| 22 вересня                                                                                                 | U-229 потоплений південно-східніше мису Фарвель глибинними бомбами, артилерією та тараном британського есмінця «Кеппель»            | Гренландія         |
| 22 вересня                                                                                                 | U-666 торпедною атакою потопив британський фрегат «Айтчен» типу «Рівер»                                                             | Гренландія         |
| 27 вересня                                                                                                 | U-161 і U-221 знищені літаками американської та британської протичовнової авіації                                                   | Атлантика          |
| Дата невідома                                                                                              | U-669 зник у Біскайській затоці (після 8 вересня)                                                                                   | Біскайська затока  |
| Загалом: за вересень 1943 року потоплено 11 суден (54 000 тонн), 4 кораблі ескорту; знищені 6 німецьких ПЧ | |                    |

### Жовтень
| Дата | Подія | Регіон місце       |
| --- | --- | ------------------ |
| 4 жовтня | U-279, U-389, U-422 і U-460 потоплені союзною авіацією                                                                                                | Атлантичний океан  |
| 8 жовтня | Польський есмінець «Оркан» під час супроводу конвою SC 143 потоплений унаслідок ураження торпедою G7e U-378                                           | Північна Атлантика |
| 8 жовтня | U-419, U-610 і U-643 потоплені літаками британської та канадської протичовнової авіації                                                               | Атлантичний океан  |
| 13 жовтня | U-402 потоплений північніше Азорських островів торпедою з двох «Евенджерів» з ескортного авіаносця ВМС США «Кард»                                     | Азорські острови   |
| 16 жовтня | В-24 «Ліберейтори» британських ПС за один день потопили U-470, U-844 і U-964                                                                          | Північна Атлантика |
| 17 жовтня | U-540 потоплений південно-східніше мису Фарвель глибинними бомбами двох британських бомбардувальників В-24 «Ліберейтор»                               | Гренландія         |
| 17 жовтня | U-631 потоплений південно-східніше мису Фарвель глибинними бомбами британського корвета «Санфлавер»                                                   | Гренландія         |
| 17 жовтня | U-841 потоплений південно-східніше мису Фарвель глибинними бомбами британського фрегата «Бйард»                                                       | Гренландія         |
| 20 жовтня | U-378 знищений торпедами та глибинними бомбами «Вайлдкета» та «Евенджера» з ескортного авіаносця ВМС США «Кор»                                        | Азорські острови   |
| 23 жовтня | Британські легкий крейсер типу «Дідо» «Карібдіс» та ескортний міноносець типу «Хант» «Лімбурн» потоплені німецькими міноносцями в битві біля Сет-Іль  | Уессан             |
| 23 жовтня | U-274 знищений скоординованою атакою британських есмінців «Дункан» і «Відет» та бомбардувальника В-24 «Ліберейтор»                                    | Ісландія           |
| 24 жовтня | U-566 атакований західніше Португалії бомбами «Веллінгтона» та згодом затоплений екіпажем                                                             | Португалія         |
| 28 жовтня | U-220 потоплений глибинними бомбами двох «Евенджерів» та «Вайлдкета» з ескортного авіаносця ВМС США «Блок Айленд»                                     | Північна Атлантика |
| 29 жовтня | U-282 знищений південно-східніше мису Фарвель глибинними бомбами британських есмінців «Дункан» і «Відет» та корвета «Санфлавер»                       | Гренландія         |
| 31 жовтня | U-306 потоплений глибинними бомбами британського есмінця «Вайтхолл» та британського корвета «Гераніум»                                                | Азорські острови   |
| 31 жовтня | U-584 потоплений торпедами з трьох «Евенджерів» з ескортного авіаносця ВМС США «Кард»                                                                 | Азорські острови   |
| 31 жовтня | U-732 потоплений у Гібралтарській протоці північніше Танжеру глибинними бомбами британських протичовнового траулеру «Імперіаліст» та есмінця «Дуглас» | Марокко            |
| Дата невідома | Американський ПЧ «Дорадо» типу «Гато» зник у Карибському морі після 13 жовтня                                                                         | Карибське море     |
| Дата невідома | U-420 зник після 20 жовтня при виконанні завдання у північних водах                                                                                   | Північна Атлантика |
| Загалом: за жовтень 1943 року потоплено 13 суден (61 000 тонн), легкий крейсер та 2 есмінці; знищені 23 німецьких ПЧ | |                    |

### Листопад
| Дата                                                                                                 | Подія | Регіон місце         |
| --- | --- | -------------------- |
| 1 листопада                                                                                          | Півічніше Азорських островів стався морський бій між американським есмінцем «Борі» і німецьким підводним човном U-405. Внаслідок бою із застосуванням глибинних бомб, тарана та стрілецької зброї U-405 був затоплений з усім екіпажем; американський есмінець затонув наступного дня | Азорські острови     |
| 2 листопада                                                                                          | Німецький човен U-340 після бою з есмінцями «Ектів», «Візерінгтон», шлюпом «Флітвуд» і патрульним літаком «Ліберейтор» викинувся на мілину і згодом затонув поблизу Танжера | Марокко              |
| 5 листопада                                                                                          | U-848 потоплений південно-західніше острову Вознесіння американськими «Ліберейтор» і двома B-25 «Мітчелл» | Південна Атлантика   |
| 6 листопада                                                                                          | U-226 затоплений шлюпами «Кайт», «Старлінг» і «Вудкок» та U-842 шлюпами «Старлінг» та «Вайлд Гус» | Північна Атлантика   |
| 9 листопада                                                                                          | U-707 потоплений східніше Азорських островів глибинними бомбами британського бомбардувальника B-17 «Летюча фортеця» | Азорські острови     |
| 10 листопада                                                                                         | U-966 потоплений протичовновими літаками британських та американських ПС неподалік від іспанського мису Ортегаль | Іспанія              |
| 12 листопада                                                                                         | U-508 потоплений глибинними бомбами американського «Ліберейтора» | Біскайська затока    |
| 16 листопада                                                                                         | U-280 знищений глибинними бомбами британського «Ліберейтора» | Атлантичний океан    |
| 19 листопада                                                                                         | U-211 потоплений східніше Азорських островів глибинними бомбами британського «Веллінгтона» | Азорські острови     |
| 20 листопада                                                                                         | U-536 потоплений північно-східніше Азорських островів глибинними бомбами британського фрегата «Нін» та канадських корветів «Сноубері» та «Калгарі» | Азорські острови     |
| 21 листопада                                                                                         | U-538 потоплений південно-західніше мису Фіністерре глибинними бомбами двох британського фрегата «Фоулі» та шлюпу «Крейн» | Центральна Атлантика |
| 24 листопада                                                                                         | Американське суховантажне судно класу «Ліберті» SS Melville E. Stone торпедований U-516 і затонуло у 100 милях від панамського міста Кристобаль | Карибське море       |
| 25 листопада                                                                                         | U-849 потоплений західніше естуарію річки Конго глибинними бомбами американського «Ліберейтора» | Південна Атлантика   |
| 25 листопада                                                                                         | U-600 знищений скоординованою атакою британських есмінців «Бейзлі» і «Блеквуд» | Північна Атлантика   |
| 28 листопада                                                                                         | U-538 потоплений північніше Мадейри атакою британського «Веллінгтона» | Центральна Атлантика |
| 29 листопада                                                                                         | U-86 потоплений на схід від Азорських островів глибинними бомбами британських міноносців «Тумулт» та «Рокет» | Азорські острови     |
| Дата невідома                                                                                        | Німецький ПЧ U-648 зник в Атлантиці після 28 листопада | Північна Атлантика   |
| Загалом: за листопад 1943 року потоплено 14 суден (41 000 тонн), 1 есмінець; знищені 16 німецьких ПЧ | |                      |

### Грудень
| Дата | Подія | Регіон місце       |
| --- | --- | ------------------ |
| 13 грудня | U-172 потоплений у Центральній Атлантиці глибинними бомбами та торпедами «Евенджера» та «Вайлдкета» з ескортного авіаносця ВМС США «Боуг» та американських есмінців «Джордж Баджер», «Клемсон», «Осмонд Інгрем» та «Дюпон» | Канарські острови  |
| 13 грудня | U-391 потоплений північно-західніше мису Ортегаль глибинними бомбами британського бомбардувальника «Ліберейтор» | Біскайська затока  |
| 20 грудня | U-850 знищений західніше Мадейри глибинними бомбами та торпедами п'яти «Евенджерів» та «Вайлдкета» з ескортного авіаносця «Боуг»                                                                                           | Мадейра            |
| 23 грудня | Британський есмінець «Модифікований Адміралті» типу «W» «Вустер» зазнав невідновлюваних пошкоджень унаслідок підриву на морській міні                                                                                      | Північне море      |
| 24 грудня | Британський есмінець «Харрікейн» під час супроводження конвою OS 62 уражений торпедою G7es німецького підводного човна U-415. Наступного дня затоплений есмінцем «Вотчмен»                                                 | Північна Атлантика |
| 24 грудня | Американський есмінець «Лірі» під час ескортування авіаносця «Кард» потоплений німецьким U-275 | Північна Атлантика |
| 24 грудня | U-645 знищений глибинними бомбами американського есмінця «Шенк» | Північна Атлантика |
| 28 грудня | У Біскайській затоці стався морський бій між британськими та німецькими кораблями, в якому британські крейсери «Ентерпрайз» і «Глазго» потопили німецькі есмінець Z27 і міноносці T25 та T26                               | Біскайська затока  |
| Дата невідома | Німецький ПЧ U-972 зник в Атлантиці після 15 грудня | Північна Атлантика |
| Загалом: за грудень 1943 року потоплено 8 суден (54 000 тонн), 3 есмінці; знищені 5 німецьких ПЧ, 1 есмінець та 2 міноносці | |                    |

## 1944

### Січень
| Дата | Подія | Регіон місце       |
| --- | --- | ------------------ |
| 8 січня | U-426 потоплений північно-західніше мису Ортегаль глибинними бомбами австралійського «Сандерленда»               | Іспанія            |
| 8 січня | U-757 знищений глибинними бомбами канадського корвета «Камроуз» та британського фрегата «Баунтун»                | Ірландія           |
| 13 січня | U-231 потоплений північно-східніше Азорських островів глибинними бомбами британського «Веллінгтона»              | Азорські острови   |
| 16 січня | U-544 потоплений глибинними бомбами та ракетами «Евенджера» з ескортного авіаносця ВМС США «Гуадалканал»         | Азорські острови   |
| 19 січня | U-641 затоплений з усім екіпажем британським корветом «Вайолет»                                                  | Ірландія           |
| 20 січня | U-263 затонув з усім екіпажем південно-західніше Ла-Рошель унаслідок аварії під час занурення                    | Біскайська затока  |
| 28 січня | U-271 та U-571 знищені глибинними бомбами союзної авіації західніше Ірландії                                     | Ірландія           |
| 29 січня | U-364 потоплений західніше Бордо глибинними бомбами бомбардувальника «Галіфакс»                                  | Біскайська затока  |
| 31 січня | U-592 потоплений південно-західніше ірландських берегів британськими шлюпами «Старлінг», «Мегпай» та «Вайлд Гус» | Ірландія           |
| Дата невідома | U-305 та U-377 знищені під час бойових походів у Північній Атлантиці                                             | Північна Атлантика |
| Загалом: за січень 1944 року потоплено 13 суден (43 000 тонн), 1 есмінець та 1 фрегат союзників; знищені 12 німецьких ПЧ | |                    |

### Лютий
| Дата | Подія | Регіон місце          |
| --- | --- | --------------------- |
| 6 лютого | U-177 затоплений глибинними бомбами американського важкого бомбардувальника В-24 «Ліберейтор» західніше острову Вознесіння                  | Південна Атлантика    |
| 8 лютого | U-762 потоплений британськими шлюпами «Вудпеккер» і «Вайлд Гус»                                                                             | Ірландія              |
| 9 лютого | U-238 та U-734 потоплені південно-західніше Ірландії британськими шлюпами «Старлінг», «Кайт», «Мегпай» і «Вайлд Гус»                        | Ірландія              |
| 10 лютого | Британський нафтовий танкер SS El Grillo (7264 grt) потоплений німецькими бомбардувальниками Fw 200 Condor 1./KG 40 у Сейдісфіордюрі        | Ісландія              |
| 10 лютого | U-545 потоплений глибинними бомбами британського «Веллінгтона» західніше Гебридів                                                           | Гебридські острови    |
| 10 лютого | U-666 потоплений на захід від Ірландії глибинними бомбами «Свордфіша» з ескортного авіаносця ВМС Британії «Фенсер»                          | Ірландія              |
| 11 лютого | U-424 потоплений глибинними бомбами британських шлюпів «Вайлд Гус» та «Вудпеккер»                                                           | Ірландія              |
| 11 лютого | U-283 потоплений глибинними бомбами канадського «Веллінгтона»                                                                               | Фарерські острови     |
| 18 лютого | U-406 затоплений британським фрегатом «Спей»                                                                                                | Ірландія              |
| 19 лютого | U-264 і U-386 затоплені південно-західніше Ірландії британськими шлюпами «Старлінг», «Вудпеккер» і «Спей»                                   | Ірландія              |
| 20 лютого | Британський есмінець «Варвік» торпедований U-413 та затонув поблизу мису Тревос-Гед (Корнуолл)                                              | Англія                |
| 20 лютого | Британський шлюп «Вудпеккер» атакований торпедою ПЧ U-265, зазнав тотальних пошкоджень; 27 лютого затонув у шторм під час буксирування      | Фарерські острови     |
| 24 лютого | U-257 потоплений північніше Азорських островів глибинними бомбами британського фрегата «Нін» та канадського «Васкасу»                       | Азорські острови      |
| 24 лютого | U-761 атакований Lockheed Ventura та PBY «Каталіна», пізніше есмінцями «Ентоні» і «Вішарт», зазнав серйозних пошкоджень, викинувся на берег | Гібралтарська протока |
| 25 лютого | U-601 затоплений атакою глибинними бомбами британського літаючого човна «Каталіна» північно-західніше Нарвіка з усім екіпажем               | Норвегія              |
| 26 лютого | U-91 знищений атакою британських фрегатів типу «Кептен» «Аффлек», «Гор» і «Гулд»                                                            | Норвегія              |
| Дата невідома | Німецькі ПЧ U-709 та U-603 зникли в Північній Атлантиці після 19 лютого                                                                     | Північна Атлантика    |
| Загалом: за лютий 1944 року потоплено 5 суден (16 000 тонн), 1 есмінець та 1 шлюп союзників; знищені 15 німецьких ПЧ | |                       |

### Березень
| Дата | Подія | Регіон місце               |
| --- | --- | -------------------------- |
| 1 березня | U-358 потоплений атакою британських фрегатів «Аффлек», «Гарліз», «Гор» і «Гулд» | Північна Атлантика         |
| 1 березня | Британський фрегат типу «Кептен» «Гулд» потоплений торпедною атакою U-358 | Північна Атлантика         |
| 1 березня | U-603 знищений глибинними бомбами американського ескортного міноносця «Бронштейн» | Північна Атлантика         |
| 1 березня | U-709 знищений атакою американських ескортних міноносців «Бронштейн», «Боствік» і «Томас» | Північна Атлантика         |
| 6 березня | U-744 захоплений британсько-канадською групою кораблів у складі есмінців «Ікарус», «Шод'єр», «Гатино», корветів «Феннель», «Чіллівок», «Кенілворт Касл» та фрегата «Сан-Катарінс»; згодом затоплений                                        | Північна Атлантика         |

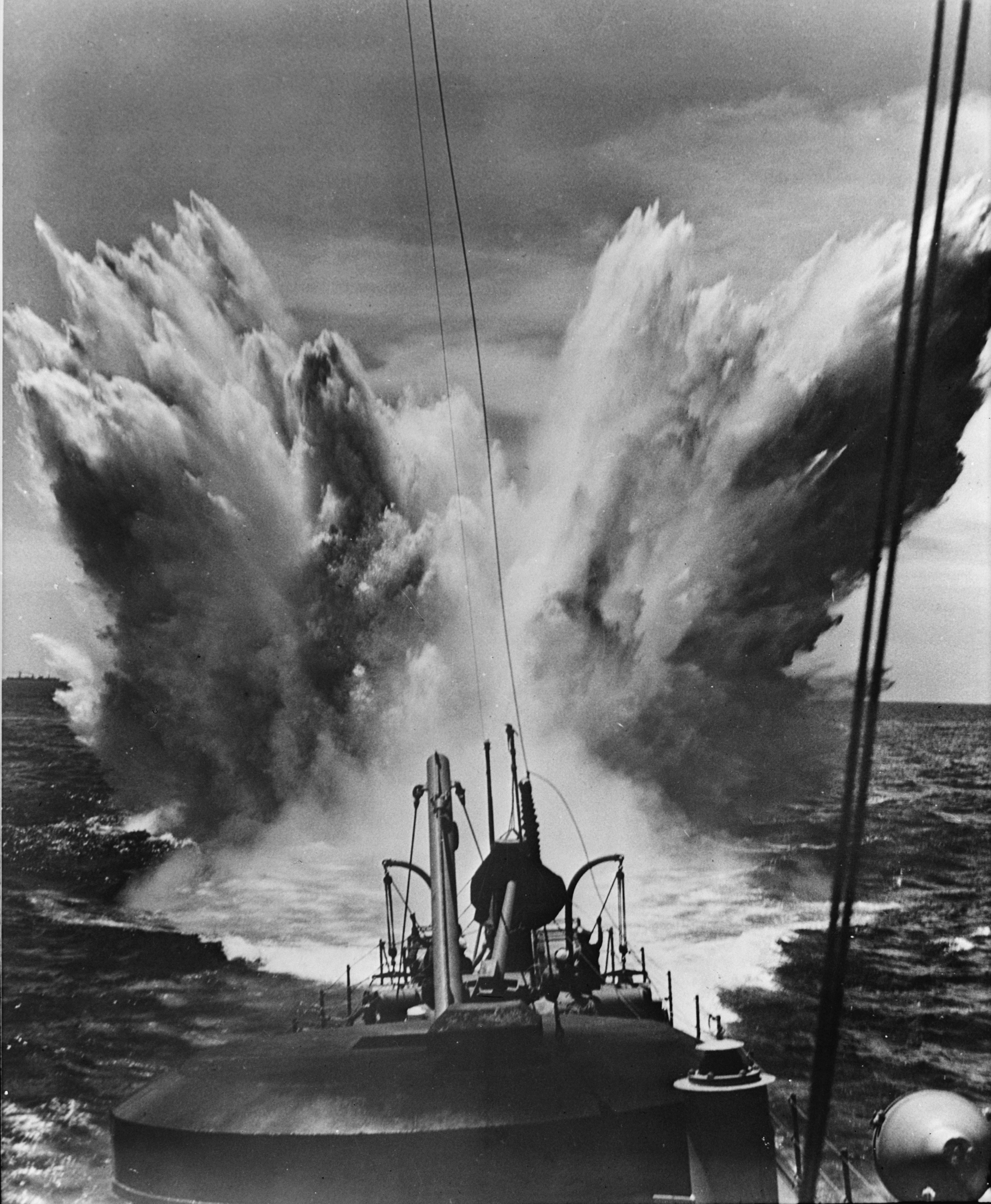
Атака німецького ПЧ глибинними бомбами. Битва за Атлантику

| 6 березня | U-973 потоплений північно-західніше Нарвіка реактивними снарядами «Свордфіша» з британського ескортного авіаносця «Чейсер» | Норвезьке море             |
| 9 березня | Американський ескортний міноносець «Леопольд» торпедований німецьким ПЧ U-255; наступного дня затонув | Ісландія                   |
| 10 березня | U-845 потоплений унаслідок атаки британського есмінця «Форестер», канадських есмінця «Сейнт Лорен», корвета «Оуен-Саунд» та фрегата «Суонсі»                                                                                                | Ірландія                   |
| 10 березня | U-625 потоплений західніше Ірландії глибинними бомбами канадського протичовнового літака «Сандерленд» | Ірландія                   |
| 10 березня | Британський корвет «Асфодел», що супроводжував конвой SL 150, потоплений поблизу мису Фіністерре торпедною атакою німецького ПЧ U-575 | Іспанія                    |
| 11 березня | UIT-22 (колишній італійський ПЧ Alpino Bagnolini) потоплений південніше мису Доброї Надії глибинними бомбами південно-африканського літака PBY «Каталіна»                                                                                   | Південно-Африканський Союз |
| 13 березня | U-575 потоплений глибинними бомбами канадсько-американських кораблів: фрегата «Принц Руперт», есмінців «Хобсон» і «Гверфілд» та літаків королівських ПС і з ескортного авіаносця ВМС США «Боуг»                                             | Північна Атлантика         |
| 15 березня | U-653 потоплений західніше Ірландії глибинними бомбами «Свордфіша» з британських ескортного авіаносця «Віндекс» та шлюпів «Старлінг» та «Вайлд Гус»                                                                                         | Ірландія                   |
| 16 березня | U-392 потоплений атакою британських фрегата «Аффлек» й есмінця «Ванок» та трьох американських PBY «Каталін» | Гібралтарська протока      |
| 17 березня | U-801 знищений західніше Кабо-Верде торпедами двох «Евенджерів» та «Вайлдкета» з ескортного авіаносця ВМС США «Блок-Айленд» та глибинними бомбами й артилерійським вогнем ескадреного міноносця «Коррі» та ескортного міноносця «Бронштейн» | Кабо-Верде                 |
| 19 березня | U-1059 потоплений глибинними бомбами «Евенджера» та «Вайлдкета» з ескортного авіаносця «Блок Айленд» | Кабо-Верде                 |
| 25 березня | U-976 потоплений південно-західніше Сен-Назера гарматним вогнем двох британських «Москіто» | Біскайська затока          |
| 28 березня | Британський підводний човен типу «S» «Сертіс» підірвався на міні поблизу Буде | Норвегія                   |
| 29 березня | U-961 знищений північно-східніше Фарерських островів глибинними бомбами британського шлюпу «Старлінг» | Норвезьке море             |
| Дата невідома | Німецький ПЧ U-851 зник безвісти після 27 березня | Північна Атлантика         |
| Загалом: за березень 1944 року потоплено 8 суден (41 000 тонн), 1 есмінець та 1 ескортний міноносець, 1 ПЧ союзників; знищені 17 німецьких ПЧ | |                            |

### Квітень
| Дата | Подія | Регіон місце         |
| --- | --- | -------------------- |
| 2 квітня | U-360 потоплений південно-західніше Ведмежого острова глибинними бомбами британського лідера есмінців «Кеппель» | Норвезьке море       |
| 6 квітня | U-302 потоплений з усім екіпажем північно-західніше Азорських островів британським фрегатом «Свол» | Азорські острови     |
| 7 квітня | U-856 знищений південно-східніше Бостона глибинними бомбами американських есмінців «Чамплін» та «Гус» | Східне узбережжя США |
| 8 квітня | U-962 потоплений північно-західніше мису Фіністерре глибинними бомбами британських шлюпів «Крейн» та «Сігнет» | Північна Атлантика   |
| 9 квітня | U-515 атакований американськими ескортними міноносцями «Шатлен», «Флагерті», «Піллсбері» та «Поуп» північніше острову Мадейра, вимушено сплив та був розстріляний ракетами «Евенджерів» і «Вайлдкетів» з ескортного авіаносця ВМС США «Гуадалканал» та артилерійським вогнем есмінців | Мадейра              |
| 10 квітня | U-68 потоплений глибинними бомбами та ракетами американських «Евенджерів» і «Вайлдкетів» з ескортного авіаносця «Гуадалканал» | Мадейра              |
| 14 квітня | U-448 потоплений глибинними бомбами канадського фрегата «Свонсі» та британського шлюпа «Пелікан» | Азорські острови     |
| 16 квітня | U-550 потоплений східніше Нью-Йорка глибинними бомбами та артилерією американських ескортних міноносців «Генді», «Петерсон» та «Джойс» | Східне узбережжя США |
| 17 квітня | U-342 затоплений глибинними бомбами канадської PBY «Каталіни» | Ісландія             |
| 17 квітня | U-986 потоплений американськими мисливцем за підводними човнами USS PC-619 та тральщиком «Свіфт» | Ісландія             |
| 19 квітня | U-974 потоплений у фіорді біля Ругаланна торпедами норвезького підводного човна «Ула» | Норвегія             |
| 22 квітня | U-311 знищений глибинними бомбами канадських фрегатів «Матане» та «Свонсі» | Ірландія             |
| 26 квітня | У ході морського бою поблизу бретонського узбережжя між німецькими міноносцями T24, T27 і T29 та легким крейсером «Блек Прінс» і 4 есмінцями «Ашанті», «Атабаскан», «Хаїда» і «Гурон» міноносець T29 був знищений, а T27 дістав пошкоджень і затоплений 29 квітня в Бриньоган-Плаж    | Франція              |
| 26 квітня | U-488 потоплений західніше островів Зеленого мису глибинними бомбами американських ескортних міноносців «Барбер», «Фрост», «Г'юз» та «Сноуден» | Кабо-Верде           |
| 29 квітня | Канадський ескадрений міноносець «Атабаскан» типу «Трайбл» був торпедований німецьким міноносцем T24 у Ла-Манші та затонув поблизу французького острова Іль-В'єрже | Франція              |
| Дата невідома | Німецький ПЧ U-193 зник безвісти після 23 квітня | Біскайська затока    |
| Загалом: за квітень 1944 року потоплено 7 суден (48000 тонн), 1 есмінець; знищені 14 німецьких ПЧ, два міноносці | |                      |

### Травень
| Дата | Подія | Регіон місце          |
| --- | --- | --------------------- |
| 3 травня | Американський ескортний міноносець «Доннелл» затоплений південно-західніше Кейп-Клір Айленд німецьким підводним човном U-473                                                                                        | Ірландія              |

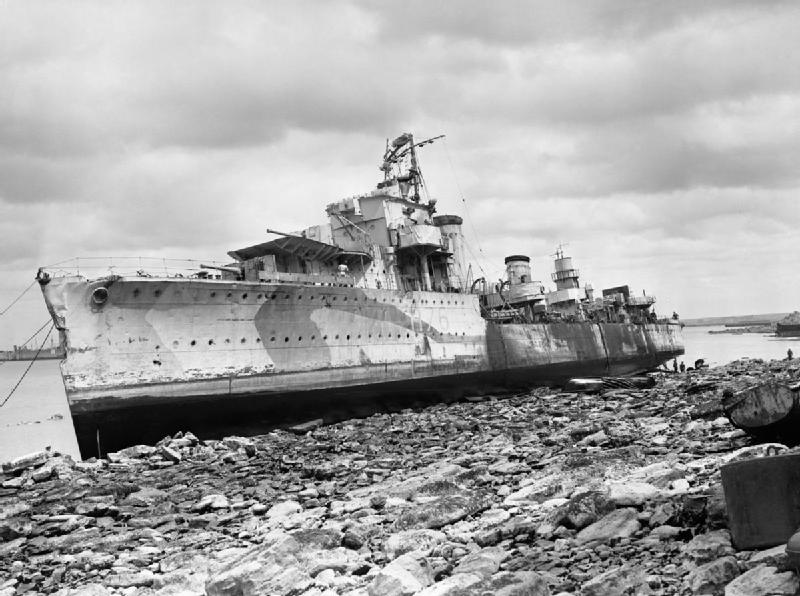
Британський есмінець «Ф'юрі», що підірвався на міні поблизу плацдарму «Сорд», посаджений на мілину. Операція «Оверлорд». 1944

| 4 травня | Британський тральщик «Елджін» типу «Хант» підірвався на акустичній міні в протоці Ла-Манш західніше острову Портленд, зазнавши невиправних пошкоджень                                                               | Англія                |

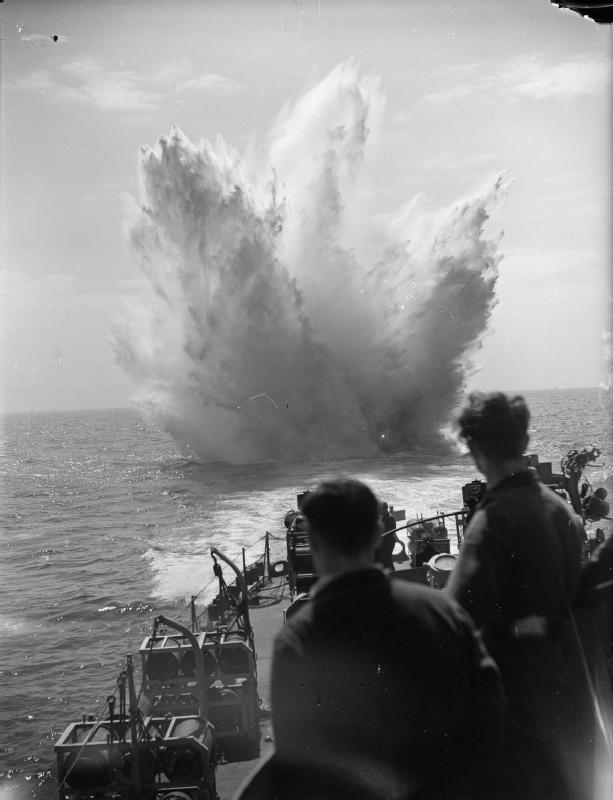
Кораблі протичовнової оборони застосовують глибинні бомби проти німецьких підводних човнів під час висадки морського десант у Нормандії. Операція «Оверлорд». Червень 1944

| 4 травня | U-846 потоплений північніше мису Ортегаль глибинними бомбами канадського бомбардувальника «Веллінгтон» | Біскайська затока     |
| 6 травня | U-66 потоплений західніше островів Кабо-Верде глибинними бомбами та гарматним вогнем «Евенджера» та «Вайлдкета» з ескортного авіаносця ВМС США «Блок Айленд» та тараном американського ескортного міноносця «Баклі» | Кабо-Верде            |
| 6 травня | U-473 потоплений глибинними бомбами британських шлюпів «Старлінг», «Врен» та «Вайлд Гус» | Ірландія              |
| 6 травня | U-765 потоплений західніше Ірландії глибинними бомбами «Свордфіша» з британського ескортного авіаносця «Віндекс» та британських фрегатів «Бікертон», «Блай» та «Ойлмер»                                             | Ірландія              |
| 7 травня | Канадський фрегат «Веллейфілд» типу «Рівер» потоплений торпедною атакою ПЧ U-548 поблизу мису Кейп-Рейс | Ньюфаундленд          |
| 13 травня | Японський ПЧ RO-501 знищений глибинними бомбами американського ескортного міноносця «Френсіс Робінсон» | Азорські острови      |
| 15 травня | U-731 потоплений північніше Танжеру глибинними бомбами британських протичовнового траулеру «Блекфлай», патрульного судна «Кілмарнок» та двох американських «Каталін»                                                | Гібралтарська протока |
| 18 травня | U-241 потоплений північно-східніше Фарерських островів глибинними бомбами британської «Каталіни» | Норвезьке море        |
| 23 травня | Німецький міноносець «Грейф» знищений унаслідок авіаудару союзної авіації поблизу Уїстреама, де затонув | Франція               |
| 24 травня | U-675 потоплений західніше Олесунна глибинними бомбами британського «Сандерленда» | Норвезьке море        |
| 25 травня | U-990 потоплений північно-західніше Тронгейма глибинними бомбами британського B-24 «Лібератора» | Норвезьке море        |
| 27 травня | U-292 потоплений північно-західніше Тронгейма глибинними бомбами британського B-24 «Лібератора» | Норвезьке море        |
| 29 травня | Ескортний авіаносець США «Блок-Айленд» торпедований німецьким підводним човном U-549, внаслідок чого він за півгодини затонув                                                                                       | Азорські острови      |
| 29 травня | U-549 затоплений південно-західніше Мадейри глибинними бомбами ескортних міноносців «Юджин Ельмор» та «Аренс» | Азорські острови      |
| Дата невідома | Німецький ПЧ U-240 зник безвісти після 17 травня | Норвезьке море        |
| Загалом: за травень 1944 року потоплено 3 суден (17000 тонн), 1 ескортний авіаносець, 1 ескортний міноносець, 1 фрегат, 1 тральщик; знищені 11 німецьких і 1 японський ПЧ, 1 міноносець | |                       |

### Червень
| Дата | Подія | Регіон місце        |
| --- | --- | ------------------- |
| 3 червня | U-477 потоплений західніше Тронгейма глибинними бомбами канадської PBY «Каталіни» | Норвезьке море      |
| 6 червня | Почалася операція «Оверлорд» — вторгнення союзних військ у Західну Європу — відкриття Другого фронту | Нормандія           |
| 6 червня | Американський есмінець «Коррі» потоплений артилерійським вогнем німецьких берегових батарей біля плацдарму «Юта» під час висадки десанту в Нормандії                                                                                          | Нормандія           |
| 6 червня | Норвезький есмінець «Свеннер» потоплений німецькими міноносцями «Фальке», «Мьове», «Ягуар» і T28 біля плацдарму «Сорд» під час висадки десанту в Нормандії                                                                                    | Нормандія           |
| 6 червня | Британський есмінець «Ресле» підірвався на міні біля плацдарму «Джуно» | Нормандія           |
| 7 червня | При проведенні операції «Оверлорд» і створення штучної бухти «Малберрі» для забезпечення висадки морського десанту на необладнаному узбережжі затоплені старий панцерник «Центуріон», лайнер USS Susan B. Anthony (AP-72) та деякі інші судна | Нормандія           |
| 7 червня | U-629 потоплений північно-західніше Уессана глибинними бомбами британського бомбардувальника «Ліберейтор» | Кельтське море      |
| 7 червня | U-955 знищений атакою британського «Сандерленда» північніше мису Ортегаль | Біскайська затока   |
| 8 червня | Британський фрегат «Лоуфорд» типу «Кептен» потоплений ракетою Hs 293 (або Fritz X) німецького бомбардувальника Do 217 3./KG 100 | Нормандія           |
| 8 червня | Американський ескортний міноносець «Річ» типу «Баклі» підірвався на міні та затонув | Нормандія           |
| 8 червня | U-373 знищений західніше Бреста глибинними бомбами британського «Ліберейтора» | Біскайська затока   |
| 8 червня | U-970 потоплений західніше Бордо глибинними бомбами британського «Сандерленда» | Біскайська затока   |
| 9 червня | При створенні штучної бухти «Малберрі» затоплені британський крейсер «Дурбан», французький лінкор «Курбе», голландський легкий крейсер «Суматра», корабель ППО «Елайнбенк» і велика кількість торгових суден                                  | Нормандія           |
| 9 червня | Американський есмінець «Мередит» підірвався на міні 7 числа та добитий унаслідок авіанальоту Люфтваффе | Нормандія           |
| 9 червня | Стався морський бій біля Уессана між кораблями союзних ВМС та німецькими Крігсмарине. Наслідком стрімкого бою стало затоплення німецького есмінця ZH1, серйозне пошкодження Z24 та викидання на мілину біля острову Z32                       | Ла-Манш             |
| 10 червня | Американський есмінець «Гленнон» затонув та французький «Містраль» отримав тотальні пошкодження неподалік від Кіневіля після уражень від артилерійського вогню німецьких берегових батарей                                                    | Нормандія           |
| 10 червня | U-821 потоплений західніше Бреста літаками британської протичовнової авіації | Ла-Манш             |
| 11 червня | U-980 потоплений західніше Бергена глибинними бомбами канадської PBY «Каталіни» | Норвезьке море      |
| 12 червня | U-490 потоплений північно-західніше Азорських островів глибинними бомбами літаків з ескортного авіаносця ВМС США «Кроатан» та ескортних міноносців «Фрост», «Г'юс», «Інч»                                                                     | Азорські острови    |
| 13 червня | Британський есмінець «Боудісіа» потоплений унаслідок атаки Ju 88 на рейді Портленда | Англія              |
| 13 червня | U-715 потоплений північно-східніше Фарерських островів глибинними бомбами канадської PBY «Каталіни» | Фарерські острови   |
| 15 червня | Британський фрегат «Блеквуд» пошкоджений унаслідок торпедної атаки U-764 і згодом затонув | Бретань             |
| 15 червня | Німецькі міноносці «Фальке», «Мьове», «Ягуар» і багато інших німецьких кораблів затоплені союзною бомбардувальною авіацією в порту Гавра | Франція             |
| 15 червня | U-860 затоплений південніше острову Святої Єлени глибинними бомбами та ракетами семи «Евенджерів» та «Вайлдкетів» з ескортного авіаносця ВМС США «Соломонс»                                                                                   | Острів Святої Єлени |
| 15 червня | U-987 потоплений північніше Нарвіка торпедами британського підводного човна «Сатир» | Норвезьке море      |
| 18 червня | U-767 потоплений південно-західніше Гернсі глибинними бомбами британських есмінців «Фейм», «Інконстант» та «Гавелок» | Ла-Манш             |
| 21 червня | Британський есмінець «Ф'юрі» підірвався на міні поблизу плацдарму «Сорд» та визнаний небоєготовим | Ла-Манш             |
| 23 червня | Британський крейсер «Сцилла» підірвався на морській міні; визнаний таким, що не підлягає відновленню | Ла-Манш             |
| 24 червня | Японський ПЧ I-52 потоплений глибинними бомбами «Евенджера» з ескортного авіаносця ВМС США «Боуг» | Азорські острови    |
| 24 червня | Британський есмінець «Свіфт» підірвався на міні поблизу плацдарму «Сорд» та затонув | Нормандія           |
| 24 червня | U-971 потоплений затоплений унаслідок ураження глибинними бомбами чехословацького важкого бомбардувальника «Ліберейтор» I та атаки есмінців типу «Трайбл»: британського «Ескімо» та канадського «Хаїда»                                       | Ла-Манш             |
| 24 червня | U-1225 потоплений західніше Бергена глибинними бомбами канадської PBY «Каталіни» | Норвезьке море      |
| 25 червня | U-269 потоплений південно-східніше Торкі глибинними бомбами британського фрегата «Байкертон» | Ла-Манш             |
| 26 червня | U-317 знищений бомбами британського B-24 «Ліберейтор» | Шетландські острови |
| 26 червня | U-719 потоплений північно-західніше Ірландії глибинними бомбами британського есмінця «Бульдог» | Ірландія            |
| 30 червня | U-441 потоплений західніше Гернсі глибинними бомбами британських бомбардувальника «Ліберейтора» та фрегатів «Ессінгтон», «Дакворт», «Дометт» та «Кук»                                                                                         | Нормандські острови |
| 30 червня | U-478 потоплений північно-східніше Фарерських островів глибинними бомбами канадської «Каталіни» та британського «Ліберейтора» | Фарерські острови   |
| Дата невідома | Німецький ПЧ U-740 зник безвісти з усім екіпажами | Ла-Манш             |
| Загалом: за червень 1944 року потоплено 22 судна (82000 тонн), 1 легкий крейсер, 9 есмінців, 1 ескортний міноносець, 1 фрегат; знищені 22 німецьких і 1 японський ПЧ, 2 есмінці та 3 міноносці | |                     |

### Липень
| Дата | Подія | Регіон місце        |
| --- | --- | ------------------- |
| 2 липня | U-543 потоплений південно-західніше Тенерифе глибинними бомбами і торпедами «Евенджера» з ескортного авіаносця ВМС США «Вейк Айленд»                                | Канарські острови   |
| 3 липня | U-154 потоплений глибинними бомбами американських ескортних міноносців «Фрост» й «Інч» та палубною авіацією ескортного авіаносця ВМС США «Кроатан»                  | Мадейра             |
| 3 липня | U-1191 знищений атакою британських фрегатів «Аффлек» і «Бальфур» поблизу Брайтона                                                                                   | Ла-Манш             |
| 5 липня | U-233 потоплений південно-східніше Галіфаксу тараном, глибинними бомбами та вогнем артилерії американських есмінців «Бейкер» та «Томас»                             | Канада              |
| 5 липня | U-390 знищений поблизу нормандського узбережжя атакою британських есмінця «Вандерер» та фрегату «Таві»                                                              | Ла-Манш             |
| 6 липня | Британський фрегат «Троллоп» потоплений поблизу Ла-Потрі-Кап-д'Антіфе німецьким міноносцем S 76                                                                     | Франція             |
| 7 липня | Британський крейсер «Драгон» зазнав серйозних пошкоджень унаслідок атаки німецькою людино-торпедою Neger; використаний замість хвилеріза у бухті «Малберрі»         | Нормандія           |
| 7 липня | Французький ПЧ «Перле» потоплений торпедоносцем «Сордфіш» з борту балкера MV Empire MacCallum                                                                       | Північна Атлантика  |
| 7 липня | U-678 знищений південно-західніше Брайтона атакою канадських есмінців «Кутеней» і «Оттава» та британського корвета «Стейтік»                                        | Англія              |
| 8 липня | U-243 потоплений західніше Сен-Назера глибинними бомбами австралійського «Сандерленда»                                                                              | Біскайська затока   |
| 11 липня | U-1222 потоплений західніше Ла-Рошелі глибинними бомбами британського «Сандерленда»                                                                                 | Біскайська затока   |
| 14 липня | U-415 затонув, підірвавшись на міні британського мінного поля Jellyfish No. 5 у Бресті                                                                              | Біскайська затока   |
| 15 липня | U-319 знищений атакою британського важкого бомбардувальника «Ліберейтор» південно-західніше Ліннеснеса                                                              | Північне море       |
| 18 липня | U-672 потоплений британським фрегатом «Бальфур» північніше острову Гернсі                                                                                           | Нормандські острови |
| 20 липня | Британський есмінець «Ісіс» підірвався на міні поблизу берега та затонув                                                                                            | Нормандія           |
| 21 липня | U-212 потоплений південніше Брайтона глибинними бомбами британських фрегатів «Курзон» та «Екінс»                                                                    | Англія              |
| 26 липня | U-214 потоплений південніше Старт-Пойнт глибинними бомбами британського фрегата «Кук»                                                                               | Англія              |
| 27 липня | Радянський ПЧ V-1, переданий за ленд-лізом, потоплений «дружнім вогнем» B-24 «Ліберейтор» британського Берегового командування ПС на переході з Данді до Мурманська | Північне море       |
| 31 липня | U-333 потоплений західніше Сіллі британськими шлюпом «Старлінг» та фрегатом «Лох Кіллін»                                                                            | Англія              |
| Загалом: за липень 1944 року потоплено 12 суден (48000 тонн), 1 легкий крейсер, 1 есмінець, 1 фрегат, 1 ПЧ; знищені 14 німецьких і 1 французький ПЧ | |                     |

### Серпень
| Дата | Подія | Регіон місце       |
| --- | --- | ------------------ |
| 2 серпня | Американський ескортний міноносець «Фіске» потоплений торпедною атакою німецького ПЧ U-804 | Північна Атлантика |
| 2 серпня | Німецький міноносець «Кондор» потоплений у порту Гаврі літаками британського Бомбардувального командування | Франція            |
| 3 серпня | Британський ескортний міноносець «Куорн» типу «Хант» потоплений унаслідок атаки німецької людино-торпеди поблизу Гавра                                                                                         | Франція            |
| 5 серпня | U-671 знищений південніше Брайтона атакою есмінця «Венслійдейл» і фрегата «Стейнер» | Ла-Манш            |
| 6 серпня | U-736 потоплений південно-західніше Лор'яна глибинними бомбами британського фрегату «Лох Кілін» | Біскайська затока  |
| 8 серпня | Канадський корвет «Регина» потоплений поблизу мису Тревос-Гед німецьким U-667 | Англія             |
| 10 серпня | U-608 потоплений північно-західніше Ла-Рошель глибинними бомбами британських шлюпа «Врен» та літака «Ліберейтор»                                                                                               | Біскайська затока  |
| 11 серпня | U-385 потоплений північно-західніше Ла-Рошель глибинними бомбами британського шлюпа «Старлінг» та австралійського літака «Сандерленд»                                                                          | Біскайська затока  |
| 12 серпня | U-981 потоплений західніше Ла-Рошель після підриву на міні та атакою глибинними бомбами британського бомбардувальника «Галіфакс»                                                                               | Біскайська затока  |
| 13 серпня | U-270 затоплений західніше Ла-Рошель атакою австралійського літака «Сандерленд» | Біскайська затока  |
| 14 серпня | U-618 затоплений південно-західніше Лор'яну глибинними бомбами британських фрегатів «Дакворт», «Ессінгтон» і літака «Ліберейтор»                                                                               | Біскайська затока  |
| 15 серпня | U-741 потоплений південно-західніше Брайтона глибинними бомбами британського корвета «Орчіс» | Ла-Манш            |
| 18 серпня | U-107 затоплений західніше Ла-Рошель атакою британського «Сандерленда» | Біскайська затока  |
| 18 серпня | U-129 затоплений у бухті Лор'яна | Франція            |
| 18 серпня | U-621 потоплений західніше Ла-Рошель глибинними бомбами канадських есмінців «Оттава», «Кутеней» та «Шод'єр» | Біскайська затока  |
| 19 серпня | U-123 затоплений у бухті Лор'яна | Франція            |
| 20 серпня | U-984 затоплений західніше Бреста канадськими есмінцями «Оттава», «Кутеней» та «Шод'єр» | Біскайська затока  |
| 20 серпня | U-413 затоплений південніше Брайтона глибинними бомбами британських есмінців «Венслідейл», «Форестер» та «Відет»                                                                                               | Ла-Манш            |
| 20 серпня | U-1229 потоплений південно-східніше Ньюфаундленда глибинними бомбами та реактивними снарядами трьох «Евенджерів» та двох «Вайлдкетів» з ескортного авіаносця «Боуг»                                            | Ньюфаундленд       |
| 21 серпня | Канадський корвет «Олберні» затоплений німецьким ПЧ U-480 | Ла-Манш            |
| 21 серпня | Британський корвет «Орчіс» підірвався на міні біля плацдарму «Джуно» та зазнав тотальних зруйнувань | Нормандія          |
| 21 серпня | Німецький есмінець Z23 знищений під час авіаудару британської авіації по Ла-Рошелі | Франція            |
| 23 серпня | U-180 затонув у Біскайській затоці ймовірно підірвавшись на міні або через технічні проблеми | Біскайська затока  |
| 24 серпня | Німецький міноносець T24 затоплений у Ле-Вердон-сюр-Мер атакою британських та канадських важких винищувачів «Бофайтер»                                                                                         | Франція            |
| 24 серпня | U-445 потоплений південно-західніше Бреста глибинними бомбами британського фрегата «Луіс» | Біскайська затока  |
| 24 серпня | Німецький есмінець Z37 затоплений у Бордо | Франція            |
| 25 серпня | U-178 затоплений у Бордо; ПЧ UIT-21 (колишній італійський «Джузеппе Фінчі» типу «Кальві») у Ле-Вердон-сюр-Мер                                                                                                  | Франція            |
| 25 серпня | U-667 затонув після підриву на міні західніше Ла-Рошелі | Біскайська затока  |
| 25 серпня | Німецький есмінець Z24 затоплений у Ле-Вердон-сюр-Мер атакою британських та канадських важких винищувачів «Бофайтер»                                                                                           | Франція            |
| 26 серпня | U-188 затоплений у Бордо | Франція            |
| 27 серпня | Внаслідок «дружнього вогню» британського винищувача-бомбардувальника «Тайфун» два тральщики «Брітомарт» та «Гусар» затонули, «Саламандер» зазнав важких пошкоджень, екіпаж «Джейсон» поніс втрати в живій силі | Франція            |
| Дата невідома | Німецькі ПЧ U-925 та U-743 зникли безвісти з усім екіпажами | Північна Атлантика |
| Загалом: за серпень 1944 року потоплено 13 суден (61000 тонн), 2 ескортні міноносці, 3 корвети, 2 тральщики; знищені 23 німецькі ПЧ, 3 есмінці та 2 міноносці | |                    |

### Вересень
| Дата | Подія | Регіон місце       |
| --- | --- | ------------------ |
| 1 вересня | Британський корвет «Харст Касл» потоплений торпедною атакою німецького ПЧ U-482 поблизу острову Торі                       | Ірландія           |
| 1 вересня | U-247 затоплений біля Лендс-Енд глибинними бомбами канадських фрегатів «Сейнт Джон» та «Суонсі»                            | Кельтське море     |
| 9 вересня | U-484 знищений північно-західніше Ірландії глибинними бомбами британських корвета «Портчестер Касл» та фрегата «Хелмсдейл» | Ірландія           |
| 19 вересня | U-867 потоплений атакою глибинними бомбами британського літака B-24 «Ліберейтор» північно-західніше Бергена                | Норвегія           |
| 26 вересня | U-871 потоплений глибинними бомбами британського бомбардувальника B-17 «Летюча фортеця»                                    | Азорські острови   |
| 27 вересня | Британський есмінець типу «Таун» «Рокінгем» підірвався на морській міні східніше узбережжя Шотландії та незабаром затонув  | Шотландія          |
| 29 вересня | U-863 потоплений східніше Ресіфі двома американськими бомбардувальниками B-24 «Ліберейтор»                                 | Бразилія           |
| 30 вересня | U-1062 потоплений західніше островів Зеленого мису американським ескортним міноносцем «Фессенден»                          | Кабо-Верде         |
| Дата невідома | Німецькі ПЧ U-703, U-855 та U-865 зникли безвісти з усім екіпажами                                                         | Північна Атлантика |
| Загалом: за вересень 1944 року потоплено 6 суден (38 000 тонн), 2 ескадрених міноносці, 1 корвет; знищені 9 німецьких ПЧ | |                    |

### Жовтень
| Дата | Подія | Регіон місце             |
| --- | --- | ------------------------ |
| 4 жовтня | Канадський фрегат типу «Рівер» «Шебог» торпедований німецьким ПЧ U-1227 (згодом визнаний тотально зруйнованим)                                                                                                   | Північна Атлантика       |
| 4 жовтня | Німецькі ПЧ U-92, U-228, U-437 та U-993 зазнали невідновлювальних пошкоджень унаслідок авіанальоту британської бомбардувальної авіації на Берген                                                                 | Норвегія                 |
| 8 жовтня | Канадський тральщик типу «Бангор» «Малгрейв» підірвався на міні поблизу Гавра під час тралення; пізніше списаний                                                                                                 | Ла-Манш                  |
| 14 жовтня | Канадський фрегат «Магог», що супроводжував конвой ONS 33G, уражений торпедою G7es німецького човна U-1223; пізніше списаний                                                                                     | Затока Святого Лаврентія |
| 15 жовтня | U-777 потоплений унаслідок авіанальоту британських бомбардувальників на ВМБ Вільгельмсгафена | Німеччина                |
| 16 жовтня | U-1006 потоплений глибинними бомбами та артилерійським вогнем канадських фрегатів «Лох Ачанальт» та «Аннан» | Фарерські острови        |
| 23 жовтня | U-985 підірвався на німецькій міні поблизу Вест-Агдера; визнаний повністю зруйнованим; списаний | Норвегія                 |
| 24 жовтня | U-673 сів на мілину на північ від Ставангера після зіткнення з U-382; затонув | Норвегія                 |
| 24 жовтня | Канадський есмінець «Скина» затонув унаслідок шторму на якірній стоянці в гавані Рейк'явіка | Ісландія                 |
| 27 жовтня | U-1060 обстріляний ракетами та бомбами палубних літаків «Баракуда», «Файрфлай» британського авіаносця «Імплакебл» та 29 жовтня затоплений бомбардувальниками В-24 «Ліберейтор» і «Галіфакс» поблизу Брьоннейсунн | Норвегія                 |
| Дата невідома | ПЧ U-1226 зник безвісти після 23 жовтня | Ісландія                 |
| Загалом: за жовтень 1944 року потоплено 2 судна (1700 тонн), 1 есмінець, 2 фрегати, 1 тральщик; знищені 10 німецьких ПЧ | |                          |

### Листопад
| Дата | Подія | Регіон місце        |
| --- | --- | ------------------- |
| 7 листопада | Британський танкодесантний корабель типу LST HM LST-420 затонув унаслідок підриву на міні біля Ніувпорта | Бельгія             |
| 10 листопада | Британський тральщик «Гідра» підірвався на міні біля Остенде; списаний | Бельгія             |
| 11 листопада | U-1200 потоплений південніше Ірландії британськими корветами типу «Касл» «Кенілворт Касл», «Лонстон Касл», «Певенсі Касл» і «Портчестер Касл» | Ірландія            |
| 12 листопада | Крейсери «Беллона» і «Кент» та есмінці «Алгонкін», «Мінгз», «Верулам» і «Замбезі» вночі атакували німецький конвой KS 357 між Лістерфіордом та Еґерсундом та потопили французьке судно «Корноайллес», німецькі «Грейф», мінні тральщики M 427 і M 416, мисливці за підводними човнами UJ 1221, UJ 1223 і UJ 1713 | Норвегія            |
| 15 листопада | Італійський ПЧ «Луїджі Сеттембріні» затонув унаслідок помилкового зіткнення з американським ескортним міноносцем «Фрамент» західніше Гібралтару | Гібралтар           |
| 17 листопада | Британський танкодесантний корабель типу LST HM LST-6 затонув унаслідок підриву на міні у гирлі Сени | Франція             |
| 25 листопада | Канадський корвет «Шавініґан» затоплений U-1228 у протоці Кабота | Канада              |
| 25 листопада | U-482 знищений британським фрегатом «Ассеншн» західніше Шетландських островів | Шетландські острови |
| 30 листопада | Британський фрегат «Дафф» підірвався на міні поблизу Остенде; списаний | Бельгія             |
| Загалом: за листопад 1944 року потоплено 6 суден (17000 тонн), 2 великих танкодесантних кораблі, 2 тральщики, 1 корвет; знищені 2 німецьких та 1 італійський ПЧ | |                     |

### Грудень
| Дата | Подія | Регіон місце     |
| --- | --- | ---------------- |
| 6 грудня | Британський фрегат «Буллен» потоплений U-775 на північ від мису Рат                                                           | Шотландія        |
| 6 грудня | U-297 знищений глибинними бомбами британського літака «Сандерленд» поблизу Оркнейських островів                               | Шотландія        |
| 17 грудня | U-772 потоплений у Кельтському морі південніше міста Корк глибинними бомбами британського фрегата «Ньясаленд»                 | Ірландія         |
| 18 грудня | U-1209 наразився на мілину острову Сент-Меріс архіпелагу Сіллі                                                                | Англія           |
| 24 грудня | Канадський тральщик типу «Бангор» «Клейокуот» потоплений німецьким ПЧ U-806 під час супроводу конвою XB 139 поблизу Галіфаксу | Канада           |
| 24 грудня | Бельгійський лайнер «Леопольдвілль» потоплений німецьким ПЧ U-486 на підступах до Шербура; загинуло 811 людей                 | Нормандія        |
| 26 грудня | U-486 потопив фрегат «Кепел» та знищив «Аффлек» неподалік від Шербура                                                         | Ірландія         |
| 27 грудня | U-877 знищений північно-західніше Азорських островів протичовновою установкою «Сквод» канадського корвета «Сейнт Томас»       | Азорські острови |
| 28 грудня | U-735 потоплений неподалік від Гортена британською авіацією                                                                   | Норвегія         |
| 29 грудня | U-322 знищений поблизу Веймута канадським корветом «Калгарі»                                                                  | Англія           |
| 31 грудня | U-2530 потоплений союзною авіацією у Гамбурзі                                                                                 | Німеччина        |
| Дата невідома                                                                                                 | ПЧ U-400 підірвався на мінному полі поблизу Корнуолла та затонув після 17 грудня                                              | Англія           |
| Загалом: за грудень 1944 року потоплено 19 суден (91000 тонн), 3 фрегати, 2 тральщики; знищені 9 німецьких ПЧ | |                  |

## 1945

### Січень
| Дата | Подія | Регіон місце       |
| --- | --- | ------------------ |
| 6 січня | Британський есмінець «Волпол» підірвався на морській міні в Північному морі поблизу Вліссінгена                                                           | Нідерланди         |
| 14 січня | U-1232 потопив поблизу Галіфаксу відразу три судна (17355 GRT) конвою союзників BX 141; атакою кораблів ескорту був пошкоджений і ледве втік              | Ньюфаундленд       |
| 15 січня | Американський ескортний авіаносець «Тейн» уражений у затоці Ферт-оф-Клайд торпедною атакою U-1172; конструктивно знищений, згодом списаний                | Шотландія          |
| 16 січня | U-248 потоплений глибинними бомбами американських есмінців «Хейтер», «Оттер», «Варіан» та «Хаббард»                                                       | Північна Атлантика |
| 17 січня | В результаті авіаційного нальоту американської бомбардувальної авіації на Гамбург знищені німецькі підводні човни U-2515, U-2523, U-2530, U-2532 і U-2537 | Німеччина          |
| 21 січня | U-1199 потоплений в Англійському каналі глибинними бомбами есмінця «Ікарус» та корвета «Мінонетт»                                                         | Ла-Манш            |
| 26 січня | Британський фрегат «Маннерс» знищений атакою U-1051 біля острову Мен, якого атакували британські кораблі «Айлмер», «Бентінк» і «Кальдер»                  | Ірландське море    |
| 27 січня | U-1172 потоплений в протоці Святого Георга глибинними бомбами фрегатів «Блай», «Кітс» і «Тайлер»                                                          | Ірландське море    |
| Дата невідома | ПЧ U-382, U-480, U-650 і U-1020 загинули в ході бойових дій в Атлантиці (дати загибелі невідомі)                                                          | Англія             |
| Загалом: за січень 1945 року потоплено 17 суден (76000 тонн), 1 ескортний авіаносець, 1 есмінець, 1 фрегат, 1 тральщик; загинули 13 німецьких ПЧ | |                    |

### Лютий
| Дата | Подія | Регіон місце         |
| --- | --- | -------------------- |
| 4 лютого | U-1014 потоплений у Північній протоці східніше Малін-Хеда британськими фрегатами «Лох Скавейг», «Ньясаленд», «Папуа» і «Лох Шин»                             | Ірландське море      |
| 9 лютого | У бою під водою поблизу Бергена британський ПЧ «Венчурер» потопив німецький U-864, який виконував таємну місію «Кайзер»                                      | Норвегія             |
| 11 лютого | U-869 знищений американськими ескортними міноносцями «Говард Кроу» і «Койнер» біля Нью-Джерсі                                                                | Східне узбережжя США |
| 14 лютого | U-989 потоплений глибинними бомбами британських фрегатів «Бейнтин», «Братвейт», «Лох Екк» та «Лох Данвеган»                                                  | Шетландські острови  |
| 15 лютого | U-1053 потонув у Буфіорді біля Бергена внаслідок корабельної аварії                                                                                          | Норвезьке море       |
| 16 лютого | U-309 потоплений східніше Морі-Ферт канадським фрегатом «Сейнт Джон»                                                                                         | Північне море        |
| 17 лютого | U-1273 підірвався біля норвезького Гортена на британській авіаційній міні та затонув                                                                         | Скагеррак            |
| 17 лютого | U-1278 потоплений північно-західніше Бергена глибинними бомбами британських фрегатів «Бейнтин» і «Лох Екк»                                                   | Норвезьке море       |
| 20 лютого | Британський корвет типу «Флавер» «Вервейн» потоплений східніше Дангарвана німецьким ПЧ U-1276, котрого за 20 хвилин затопив інший корвет — «Аметист»         | Ірландія             |
| 22 лютого | Канадський корвет «Трентоніан» потоплений поблизу Фалмута німецьким ПЧ U-1004                                                                                | Англія               |
| 22 лютого | U-300 потоплений поблизу Куартейри британськими тральщиками «Рекрут» і «Пінчер»                                                                              | Португалія           |
| 23 лютого | Ескортний міноносець типу «Хант» «Ла Комбаттанте» зі складу ВМС Вільної Франції підірвався на міні поблизу біля Кромера (Норфолк)                            | Англія               |
| 24 лютого | U-927 потоплений глибинними бомбами британського патрульного літака «Ворвік» південно-східніше Фалмута                                                       | Англія               |
| 24 лютого | U-1208 затоплений східніше Сіллі британськими фрегатами «Дакворт» та «Роулі»                                                                                 | Англія               |
| 24 лютого | В результаті авіаційного нальоту американської бомбардувальної авіації на Бремен знищені німецькі підводні човни U-3007, U-3042, U-3043 та U-3052            | Німеччина            |
| 27 лютого | U-327 потоплений глибинними бомбами британських кораблів «Лабуан», «Лох Фада» та «Вайлд Гус»                                                                 | Західні підходи      |
| 27 лютого | U-1018 потоплений глибинними бомбами британського фрегата «Лох Фада» південніше Пензанса                                                                     | Західні підходи      |
| 27 лютого | U-1279 затоплений південно-східніше Сіллі глибинними бомбами британських кораблів «Лабуан», «Лох Фада» і «Вайлд Гус» та патрульного літака PB4Y-2 «Приватір» | Англія               |
| Дата невідома | ПЧ U-683 зник безвісти після 20 лютого | Північна Атлантика   |
| Загалом: за лютий 1945 року потоплено 25 суден (88 000 тонн), 1 ескортний міноносець, 2 корвети; знищені 20 німецьких ПЧ | |                      |

### Березень
| Дата | Подія | Регіон місце       |
| --- | --- | ------------------ |
| 7 березня | U-1302 потоплений в протоці Святого Георга глибинними бомбами канадських фрегатів «Ла Гуллойз», «Стратадам» і «Тетфорд Майнз»                                                  | Ірландське море    |
| 10 березня | U-275 затонув південніше Бічі-Хед унаслідок підриву на британському мінному полі                                                                                               | Англія             |
| 10 березня | U-681 затоплений західніше Сіллі глибинними бомбами британського патрульного літака PB4Y-1 «Ліберейтор»                                                                        | Англія             |
| 11 березня | Внаслідок авіаційного нальоту американської бомбардувальної авіації на Гамбург знищені німецькі підводні човни U-682 та U-1201                                                 | Німеччина          |
| 12 березня | U-260 затонув після підриву на міні, встановленій мінним загороджувачем «Аполло» поблизу Фастнет Рок                                                                           | Ірландія           |
| 14 березня | U-714 затоплений поблизу Ферт-оф-Форт британським есмінцем «Виверн» та південно-африканським фрегатом «Наталь»                                                                 | Шотландія          |
| 14 березня | U-1021 підірвався на міні та затонув у Бристольській затоці з усім екіпажем | Англія             |
| 17 березня | Канадський тральщик «Гайсборо» потоплений U-868 у Біскайській затоці | Біскайська затока  |
| 18 березня | U-866 знищений глибинними бомбами та «Хеджхогами» американських ескортних міноносців «Лове», «Менгес», «Мослі» та «Прайд» поблизу Галіфаксу                                    | Канада             |
| 26 березня | Канадський шлюп «Паффін» протаранив у бухті Лоустофта німецький надмалий човен «Зеєгунд», проте внаслідок зазнаних пошкоджень був списаний                                     | Англія             |
| 26 березня | U-399 затоплений біля Лендс-Енд глибинними бомбами фрегата «Дакворт» | Кельтське море     |
| 26 березня | U-1003 сів на мілину та врешті затонув після зазнаних уражень у результаті зіткнення з канадським фрегатом «Нью-Глазго» за три до того                                         | Ірландія           |
| 27 березня | U-722 затоплений у Гебридському морі глибинними бомбами британських фрегатів «Фіцрой», «Редміл» та «Байрон»                                                                    | Гебридське море    |
| 27 березня | U-905 затоплений у Норт-Мінчі глибинними бомбами британського фрегата «Конн»                                                                                                   | Шотландія          |
| 29 березня | Канадський фрегат «Теме» знищений біля Лендс-Енд торпедною атакою U-315 | Кельтське море     |
| 29 березня | U-1106 потоплений британським бомбардувальником B-24 «Ліберейтор» | Фарерські острови  |
| 29 березня | U-1169 затоплений південніше Лізард-Пойнт глибинними бомбами фрегата «Дакворт»                                                                                                 | Ла-Манш            |
| 30 березня | Німецькі легкий крейсер «Кельн», ПЧ U-96, U-429 і U-3508 потоплені внаслідок авіаційного нальоту бомбардувальників 8-ї американської повітряної армії в бухті Вільгельмсгафена | Німеччина          |
| 30 березня | В порту Гамбурга знищені авіаційним ударом американської бомбардувальної авіації ПЧ U-348, U-350, U-1131, U-1167 і U-2340                                                      | Німеччина          |
| 30 березня | У бухті Бремена американська авіація знищила ПЧ U-430, U-870, U-882, U-884, U-1197, U-3036, U-3042, U-3043, U-3045 і U-3046                                                    | Німеччина          |
| 30 березня | U-965 затоплений у Норт-Мінчі глибинними бомбами британських фрегатів «Конн» і «Руперт»                                                                                        | Шотландія          |
| Дата невідома | ПЧ U-296 зник безвісти після 12 березня, ймовірно підірвавшись на міні | Північна Атлантика |
| Загалом: за березень 1945 року потоплено 27 суден (111 000 тонн), 1 фрегат, 1 шлюп, 1 тральщик; Крігсмаріне втратили 1 легкий крейсер, 35 німецьких ПЧ | |                    |

### Квітень
| Дата | Подія | Регіон місце       |
| --- | --- | ------------------ |
| 2 квітня | U-321 потоплений південно-західніше Ірландії глибинними бомбами польського бомбардувальника «Веллінгтон»                                                                 | Ірландія           |
| 5 квітня | U-242 потонув у протоці Святого Георга після підриву на британській міні                                                                                                 | Ірландське море    |
| 7 квітня | U-1195 знищений «Хеджхогами» британського есмінця «Вотчмен» південніше острову Вайт                                                                                      | Ла-Манш            |
| 8 квітня | U-774 затоплений глибинними бомбами британських фрегатів «Бентінк» і «Кальдер»                                                                                           | Ірландія           |
| 8 квітня | U-1001 знищений південно-західніше Лендс-Енд глибинними бомбами британських фрегатів «Фіцрой» та «Байрон»                                                                | Кельтське море     |
| 9 квітня | В результаті авіаційного нальоту британської бомбардувальної авіації на Гамбург знищені німецькі підводні човни U-677, U-747, U-982, U-2509, U-2514 та U-2550            | Німеччина          |
| 10 квітня | U-878 потоплений західніше Сен-Назера глибинними бомбами британських есмінця «Венгішер» та корвета «Тінтагел Касл»                                                       | Біскайська затока  |
| 12 квітня | U-486 знищений північно-західніше Бергена торпедою британського підводного човна «Тапір»                                                                                 | Північне море      |
| 12 квітня | U-1024 пошкоджений біля острову Мен атакою британських фрегатів «Лох Гленду» і «Лох Мор» та захоплений (наступного дня затонув під час буксирування)                     | Ірландське море    |
| 15 квітня | Британський фрегат «Екінс» підірвався на двох мінах біля Остенде; списаний                                                                                               | Бельгія            |
| 15 квітня | U-285 потоплений південно-західніше Ірландії глибинними бомбами британських фрегатів «Гріндаль» та «Кітс»                                                                | Ірландія           |
| 15 квітня | U-1063 затоплений поблизу Лендс-Енд глибинними бомбами британського фрегата «Лох Кіллін»                                                                                 | Кельтське море     |
| 15 квітня | U-1235 потоплений «Хеджхогами» американських ескортних міноносців «Стентон» і «Фрост»                                                                                    | Північна Атлантика |
| 16 квітня | Канадський тральщик типу «Бангор» «Ескуаймолт» потоплений торпедною атакою U-190; останній канадський військовий корабель затоплений у часи війни                        | Нова Шотландія     |
| 16 квітня | U-880 потоплений американськими ескортними міноносцями «Стентон» і «Фрост»                                                                                               | Північна Атлантика |
| 16 квітня | U-1274 знищений поблизу Ньюкасл-апон-Тайн атакою британського есмінця «Віцерой»                                                                                          | Англія             |
| 19 квітня | U-548 затоплений південно-східніше Галіфаксу глибинними бомбами американських есмінців «Рубен Джеймс» та «Баклі»                                                         | Канада             |
| 21 квітня | U-636 потоплений північно-західніше ірландських берегів глибинними бомбами британських фрегатів «Базлі», «Друрі» та «Бентінк»                                            | Ірландія           |
| 22 квітня | U-518 потоплений американськими ескортними міноносцями «Нил Скотт» і «Картер»                                                                                            | Азорські острови   |
| 24 квітня | При проведенні операції «Тірдроп» U-546 затопив американський ескортний міноносець «Фредерік Девіс», після чого був атакований та знищений групою американських кораблів | Північна Атлантика |
| 25 квітня | U-326 затоплений глибинними бомбами американського важкого бомбардувальника В-24 «Ліберейтор» поблизу Бреста                                                             | Франція            |
| 27 квітня | Британський фрегат «Редмілл» уражений торпедами U-1105 біля Мейо; списаний                                                                                               | Ірландія           |
| 29 квітня | U-1017 затоплений глибинними бомбами британського В-24 «Ліберейтора» | Північна Атлантика |
| 30 квітня | U-879 потоплений східніше мису Гаттерас глибинними бомбами американських патрульного фрегата «Начез» та есмінців «Коффман», «Боствік» та «Томас»                         | Північна Кароліна  |
| 30 квітня | U-1107 потоплений американським літаком-амфібією PBY «Каталіна» західніше Бреста                                                                                         | Франція            |
| 30 квітня | Грос-адміралом Карлом Деніцем віддано наказ для збереження честі флоту про затоплення власними екіпажами всіх військових кораблів Крігсмаріне                            | Франція            |
| Дата невідома | За час воєнних дій зникли безвісти U-246, U-325, U-396, U-398, U-857, U-1055                                                                                             | Північна Атлантика |
| Загалом: за квітень 1945 року потоплено 19 суден (82 000 тонн), 1 ескортний міноносець, 2 фрегати, 1 тральщик; Крігсмаріне втратили 33 німецьких ПЧ | |                    |

### Травень
| Дата | Подія | Регіон місце      |
| --- | --- | ----------------- |
| 1-2 травня | На ВМБ Вільгельмсгафен затоплено 20 німецьких ПЧ, на ВМБ Бремергафена — 3 та безліч малих кораблів і катерів | Німеччина         |
| 3 травня | Німецькі плавучі зенітні батареї «Аркона» та «Медуза» (колишні легкі крейсери типу «Газелле») самозатоплені у Вільгельмсгафені                                                                                          | Німеччина         |
| 4 травня | Деніц видав наказ про скасування операції «Регенбоген» (втім 232 (за іншими джерелами 216) підводні човни було затоплено або підірвано)                                                                                 | Німеччина         |
| 6 травня | Стався бій при Пойнт Джудіт: U-853 затопив вугляр SS Black Point (7500 тонн) (останнє американське судно затоплене U-Boot), після чого сам був знищений глибинними бомбами американських есмінців «Атертон» і «Моберлі» | Род-Айленд        |
| 6 травня | U-881 затоплений південно-східніше Ньюфаундленду глибинними бомбами американського есмінця «Фаркхар» | Ньюфаундленд      |
| 8 травня | U-320 серйозно пошкоджений глибинними бомбами британської «Каталіни» поблизу Бергена; затоплений. Останній німецький ПЧ, що був затоплений унаслідок бойових дій                                                        | Норвегія          |
| 8 травня | Кінець битви за Атлантику | Атлантичний океан |
| Загалом: за травень 1945 року союзники втратили 3 судна (10 000 тонн); Крігсмаріне втратили декілька сотень ПЧ, переважна більшість унаслідок самозатоплення | |                   |

## Відео
- Timeline of the Battle of the Atlantic